# Paleis Huis ten Bosch

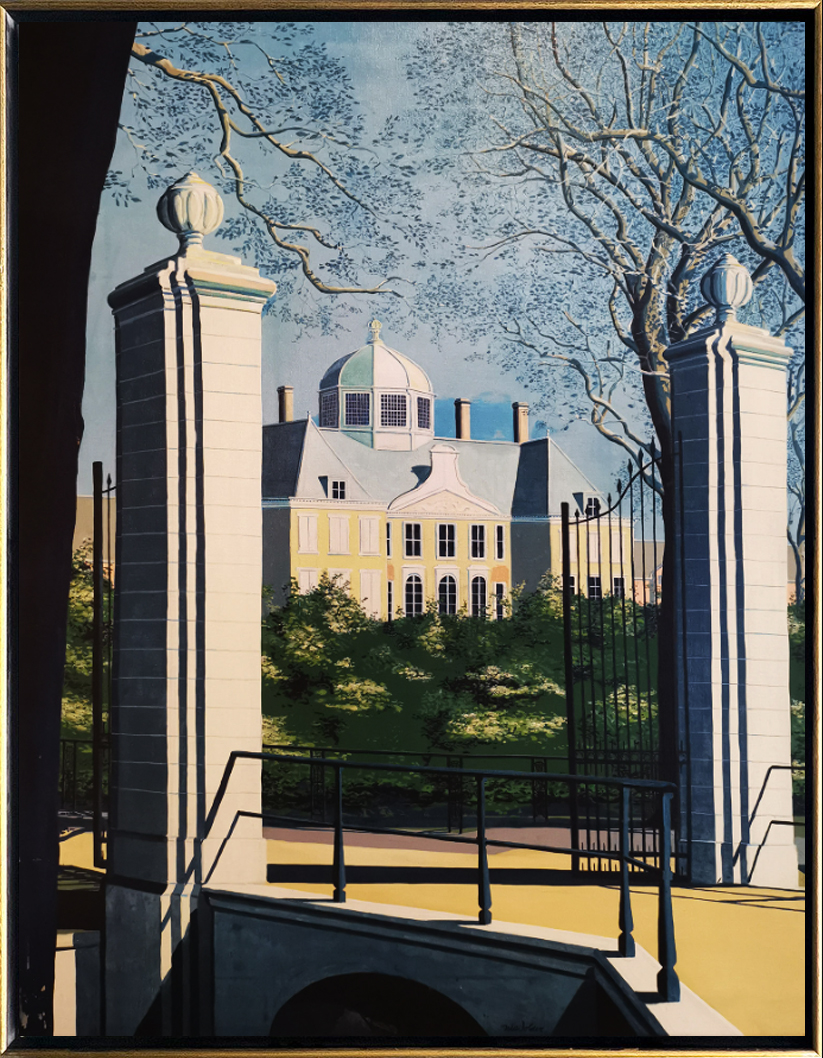
Schilderij van Huis ten Bosch door Joop Polder

Paleis Huis ten Bosch in Den Haag is het woonpaleis van koning Willem-Alexander en zijn gezin. Het werd in het midden van de zeventiende eeuw gebouwd als zomerverblijf in opdracht van prins Frederik Hendrik van Oranje en zijn vrouw Amalia van Solms en in de eerste helft van de achttiende eeuw tot een paleis verbouwd en uitgebreid door prins Willem IV van Oranje-Nassau. Het paleis, dat de officiële residentie is van de Koning der Nederlanden, wordt tevens gebruikt voor een deel van de representatieve functies van het staatshoofd.
Paleis Huis ten Bosch bevindt zich in het Haagse Bos en is eigendom van de Staat der Nederlanden. Het heeft een vloeroppervlak van 8785 m² en ligt op een terrein van zestien hectare. Het Rijk is verantwoordelijk voor de bouwkundige staat, stoffering en inrichting. Huis ten Bosch behoort tot de Top 100 van de Rijksdienst voor de Monumentenzorg. De Oranjezaal is beroemd vanwege de vele monumentale schilderstukken.

## Geschiedenis

### Zomerverblijf
Huis ten Bosch werd in het midden van de zeventiende eeuw gebouwd als een zomerverblijf. Dat gebeurde op initiatief van Amalia van Solms, die tegenover haar echtgenoot prins Frederik Hendrik van Oranje de wens had uitgesproken voor een zomerresidentie in de buurt van Den Haag. Op 17 mei 1645 werd de grond, achttien morgen en 470 roeden (15,7 ha), gratis aan haar overgedragen. De overeenkomst werd gesloten door de Kamer van Rekening van de Grafelijkheid van Holland, na overleg met prins Frederik Hendrik. Het werd geschonken "tot hare recreatie, exercitie ende oeffeninge te veranderen soo in plantagie als betimmeringe, soo sij selve t'haerder vermaeck dienstig soude vonden". Het gebied bestond uit "elst-ackers, weye, valleye en wildernisse" en was feitelijk een zanderige, kiezelachtige strook met slootjes. Vooraf aan de bouwwerkzaamheden moest het opgehoogd worden en voor de afwatering diende het omgracht te worden.
De bouw zelf begon in augustus van dat jaar. Op 2 september 1645 legde de voormalige koningin Elizabeth van Bohemen, een aangehuwde nicht van Frederik Hendrik, de eerste steen voor wat de Sael van Oranje moest gaan heten.:47 Amalia was korte tijd haar hofdame geweest. Pieter Post was de architect.:47 Hij werkte in de stijl van het Hollands classicisme, dat hij had geïntroduceerd uit Italië, waar hij deze bouwstijl had geleerd.
Het buitenverblijf kreeg de vorm van een vierkante centraalbouw zonder gangen. Dit oorspronkelijke hoofdgebouw is nog grotendeels intact. De voorgevel werd geleed met vier Ionische pilasters. De belangrijkste ruimte, een koepelzaal, bevindt zich centraal in het midden en kreeg een hoogte tot 23 meter. De lage begane grond bestaat uit een zuilenzaal. De stenen vloer daarvan bevat Naamse steen, Eulandsteen en meerdere soorten marmer. Via een monumentale trap komt de bezoeker aan de voorkant in de erboven liggende bel-etage terecht. Het eerste dat men hier nog steeds betreedt is de vestibule, die in de 18e eeuw vergroot werd. In het verlengde daarvan is de hoofdingang naar de Oranjezaal. Ten westen en oosten van deze zaal zijn op de bel-etage kleinere vertrekken gesitueerd, die in de tijd dat Amalia er verbleef twee appartementen vormden. Elk appartement bestond uit een voorkamer met daarachter de slaapkamer, waar ook de gasten werden ontvangen, en daarachter een groot kabinet met ernaast een kleiner kabinet en een kamer voor de garderobe. Vanuit die laatste ruimte leidt een trap naar beneden en in die aan de oostkant ook een naar een hogere verdieping. Aan de achterkant ontbrak in de beginjaren een bordestrap.
De indeling op de hogere verdieping was in de tijd van Amalia hetzelfde als op de bel-etage, maar de hogere verdieping was wel lager: twaalf tegenover zestien voet. Bij het voorhuis ontbrak oorspronkelijk een bovenverdieping. Daarboven bevond zich toen een terras. Boven het terras staken drie vensters van de Oranjezaal uit. Toen deze zaal behangen werd met schilderijen, werden de vensterramen gedicht. Aan de buitenkant bleven de vensterluiken echter op hun plaats. Dit hoofdgebouw bestaat voornamelijk uit baksteen, slechts kleine onderdelen waren oorspronkelijk van natuursteen. Zo was de poort die als hoofdingang diende van natuursteen. Op het dak werden leien gelegd.
Voor de vloeren werden, behalve voor die in de zuilenzaal, grenenhouten planken gebruikt die zonder stuiknaden over de volledige lengte van de kamers werden gelegd. De houten vloerdelen waren dik, vier centimeter of meer was niet uitzonderlijk, en breed (soms meer dan veertig centimeter). Vermoed wordt dat het hout gehaald werd uit de omgeving van Berlijn. Erg zeldzaam in de Noordelijke Nederlanden was dat het pand geen keukens had. Die waren gesitueerd in een bijgebouw, in een van de twee Pieter Posthuizen.
Toen Frederik Hendrik in maart 1647 overleed, maakte Amalia van Solms van de zomerresidentie een monument ter nagedachtenis aan haar man.:47 De bouw van het buitenverblijf kwam niet eerder gereed dan in de zomer van 1647. Vervolgens werd begonnen met de afwerking van het interieur. De centrale koepelzaal (de "Oranjezaal"), een ontwerp van Jacob van Campen, werd geheel gedecoreerd met schilderingen die het leven en glorie van Frederik Hendrik afbeelden. Met de oplevering van de Oranjezaal in april 1652 was het gebouw gereed voor gebruik. De prinses-weduwe zou vanaf dat jaar de zomers doorbrengen op Huis ten Bosch.
Testamentair liet ze vastleggen dat het pand na haar overlijden eigendom werd van haar dan nog levende dochters (haar twee zonen waren al voortijdig overleden). Bij haar overlijden in 1675 waren er dat nog drie. Albertine Agnes van Nassau, die als enige in de Republiek woonde, kreeg het vruchtgebruik. Ze woonde er echter niet. Ze verkocht het vruchtgebruik in 1686 voor 10.000 carolusgulden aan haar neef prins Willem III van Oranje. In december van dat jaar organiseerde prinses Maria Stuart het eerste bal ooit in de 'Sael van Oranje', ter ere van de verjaardag van haar echtgenoot prins Willem III van Oranje, die overigens niet aanwezig was. Toen Albertine Agnes van Nassau in 1696 overleed, werd haar enige nog levende zuster Henriëtte Catharina van Nassau de volle eigenaresse van Huis ten Bosch. Na het overlijden in 1702 van Willem III verkreeg zij ook het vruchtgebruik. Aangezien haar moeder had vastgelegd dat na het overlijden van haar laatste nog in leven zijnde dochter Huis ten Bosch zou vervallen aan de nazaten van haar al in 1667 overleden oudste dochter Louise Henriëtte van Nassau én omdat Henriëtte Catharina niet in de Republiek woonde, droeg Henriëtte Catharina in 1703 al haar rechten op Huis ten Bosch over aan haar neef koning Frederik Willem I van Pruisen, het oudste nog levende kind van Louise Henriëtte. Deze gaf in 1732 bij traktaat het gebouw aan Willem Karel Hendrik Friso van Oranje-Nassau, die zich bij datzelfde verdrag tegelijkertijd Prins van Oranje mocht gaan noemen en daarmee Willem IV werd.

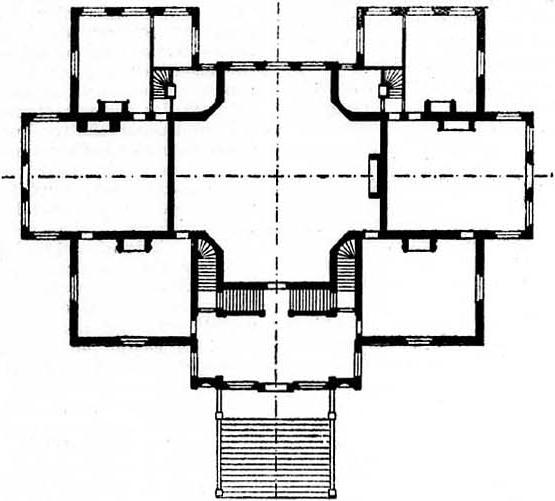
De bel-etage volgens het ontwerp van Pieter Post. De kamer rechts beneden werd later ingericht als de 'Chinese kamer' en - op de kaart - rechts erboven als de 'Japanse kamer'. Middenin is de Oranjezaal.
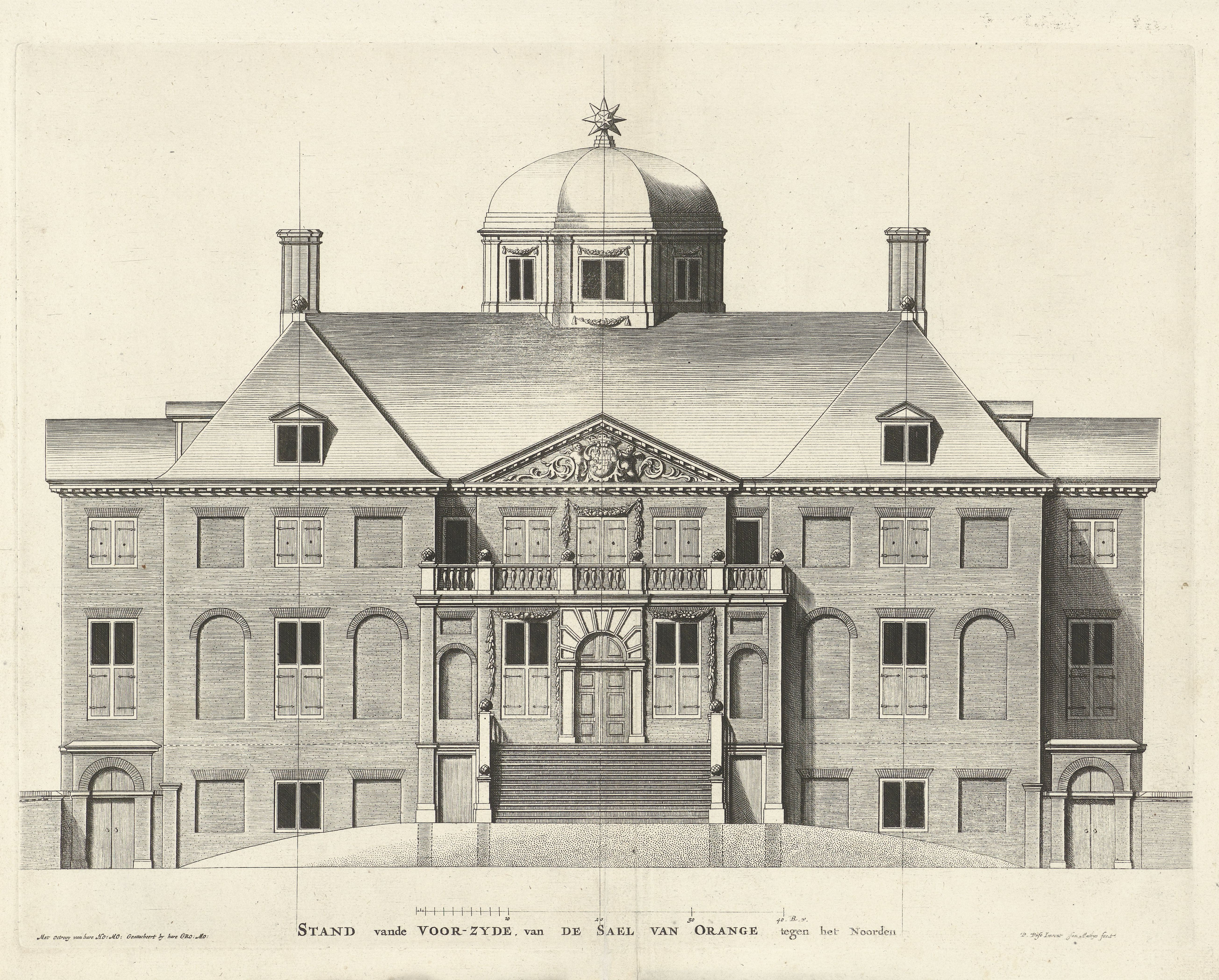
Voorzijde van Huis ten Bosch door Jan Matthysz. naar een ontwerp van Pieter Post, 1655. (Rijksmuseum Amsterdam)
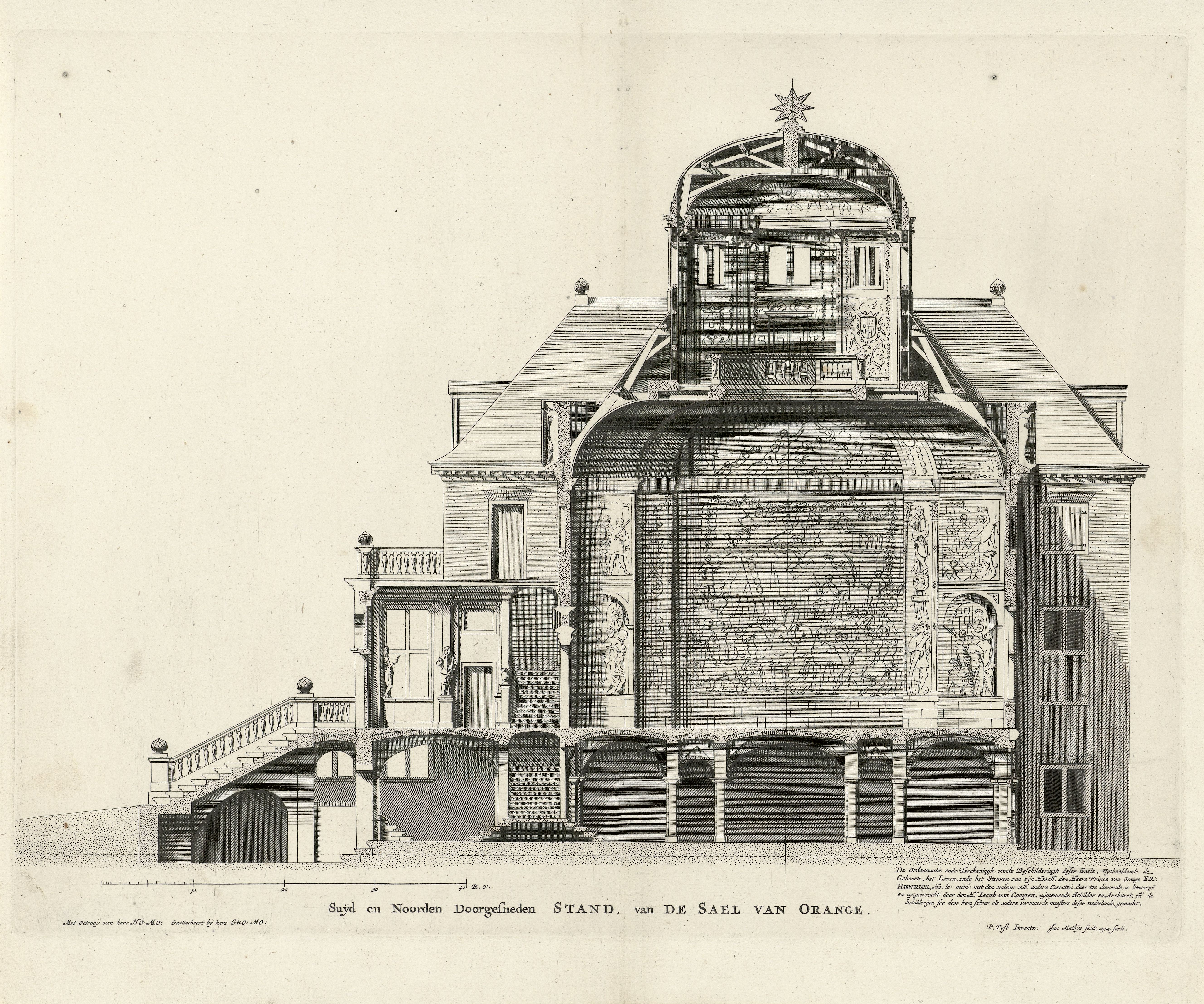
Doorsnede van Huis ten Bosch van Jan Mattysz. naar een ontwerp van Pieter Post, 1655. (Rijksmuseum Amsterdam)
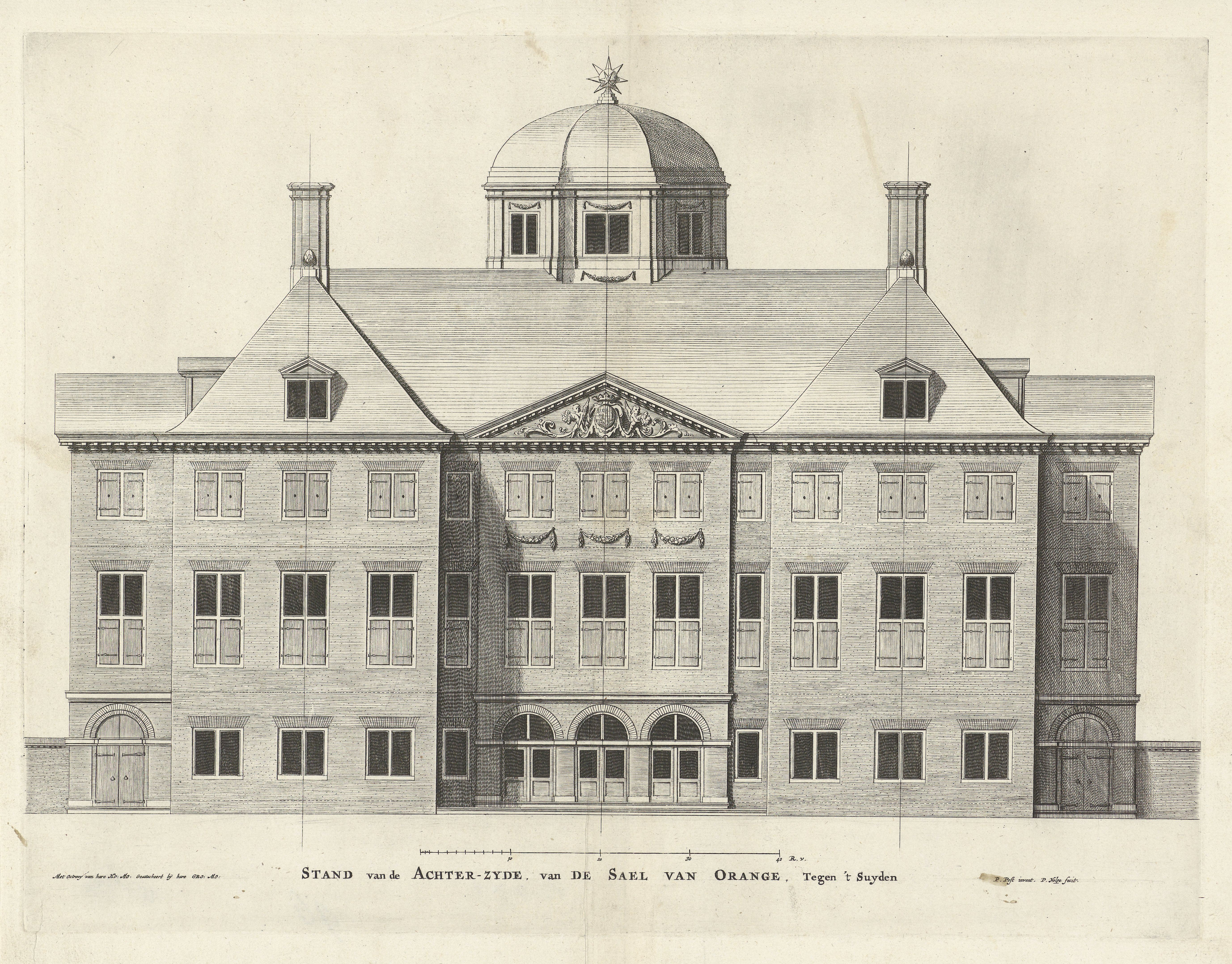
Achterzijde Huis ten Bosch, door Pieter Nolpe naar een ontwerp van Pieter Post, 1655. (Rijksmuseum Amsterdam)
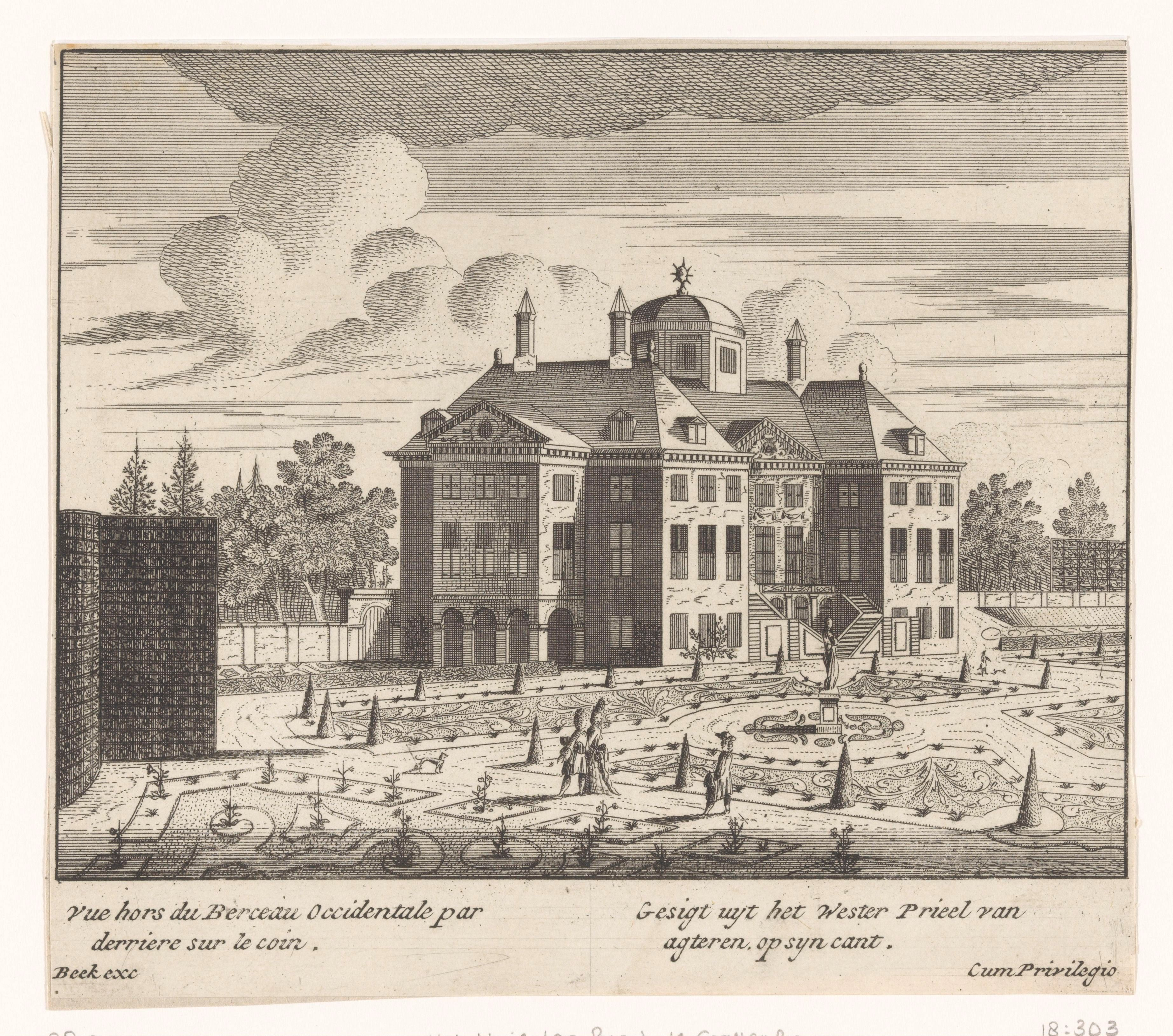
Gezicht op de zij- en achterkant van Huis ten Bosch, in of na 1717, anoniem (Rijksmuseum Amsterdam)

### Paleis van Willem IV en Willem V
Gedurende de dertig jaren dat het Pruisisch bezit was geweest, was Huis ten Bosch slecht onderhouden. Prins Willem IV van Oranje-Nassau zag zich genoodzaakt het buitenverblijf grondig te renoveren. Tevens breidde hij het uit tot een paleis. Zo werden naar ontwerp van de Fransman Daniël Marot tussen 1733 en 1737 onder andere twee langwerpige bakstenen vleugels gebouwd (deze zouden de Haagse vleugel aan de westzijde en de Wassenaarse vleugel aan de noordoostzijde gaan heten). De vleugels werden aan beide zijkanten van het hoofdgebouw verbonden door een rechthoekig paviljoen. Vanaf deze paviljoens werd over een lengte van 23 meter aan beide kanten een schuin naar voren geplaatste vleugel gebouwd die eindigt in een opnieuw rechthoekig paviljoen.
De dagelijkse leiding bij de bouwwerkzaamheden was in handen van de in Frankrijk geboren maar in de Noordelijke Nederlanden opgegroeide Anthonie Coulon. Het is aan Coulon te danken dat het voorhuis vergroot werd door de voorgevel van het hoofdgebouw met zeven tot acht voet naar voren te plaatsen. Die nieuwe voorgevel werd opgebouwd uit Bentheimer en Bremer zandsteen. Marot had voor die gevel twee tekeningen vervaardigd, waarvan een met een balkon dat op zuilen steunde. Coulon adviseerde het balkon weg te laten, omdat volgens hem anders alle architectonische aandacht onnodig naar het balkon zou uitgaan. Coulon bewerkstelligde ook dat de twee zijvleugels elk dertig voet langer werden. Hij had namelijk in Marots plannen ontdekt dat de keuken anders maar twintig vierkante voet groot zou zijn.
De vergrote vestibule werd voorzien van een verdieping. In deze op de tweede verdieping gelegen ruimte kwam een Anglicaanse huiskapel voor prinses Anna van Hannover (1709-1759). In de jaren vijftig van de twintigste eeuw werd die verbouwd tot een balzaal. Boven de entreedeur en rondom de vensters werden ornamenten in Lodewijk XIV-stijl toegevoegd. De vloer van de vestibule kreeg marmeren tegels. De achterzijde van het hoofdgebouw kreeg van Marot een bordesstoep met trap die naar de bel-etage leidde.
Door Marot werden de veelal blinde ramen in het hoofdgedeelte vervangen door schuiframen met een roede-indeling. Ook de nieuwe vleugels kregen dit soort 'Franse' ramen. De wanden van een van de andere ruimten in het voorhuis werden uitgebeeld in Chinese stijl. De gevel kreeg een bekroning met het alliantiewapen van Willem IV en Anna van Hannover, die in 1805 en 1806 werd vervangen door een rechte balustrade. Ook de bekroning van de koepel op de Oranjezaal werd vernieuwd. In het interieur bracht Marot rijke versieringen aan in de Lodewijk XIV-stijl.
Het nog steeds aanwezige rijk gedecoreerde stucwerk in de Witte eetzaal is van de hand van de Italiaan Francesco Barberino en dateert uit 1734-1735. Een kroonlijst scheidt het gewelfde plafond van de muren. Op het plafond zijn onder meer de familiewapens afgebeeld van prins Willem IV van Oranje en zijn echtgenote.
De Oranjes bleven de appartementen in het hoofdgebouw gebruiken. De nieuw gebouwde vleugels waren grotendeels bestemd voor het hofpersoneel. In de oostelijke vleugel bevonden zich echter ook de vertrekken waar de prinselijke familie overdag vertoefde. De presentiekamer in het oostelijk binnenpaviljoen, waar de tronen van het prinselijke paar stonden, waren bij leven van Anna van Hannover volgehangen met door haarzelf vervaardigde schilderijen. Een zelfportret is bewaard gebleven en hangt in het Koninklijk Huisarchief in Den Haag. Zowel Willem IV als Willem V van Oranje-Nassau verbleven regelmatig op Huis ten Bosch. Het gezin van Willem V deed dat normaliter van eind mei, begin juni tot en met oktober.
Op 25 juli 1733 vond in de Oranjezaal onder groot ceremonieel vertoon de opname plaats van de nog jonge Willem IV in de Orde van de Kouseband. Ook zijn zoon Willem V werd, op 7 juni 1752, in Huis ten Bosch opgenomen in dezelfde ridderlijke orde. Onder de bewoning van deze laatste stadhouder en zijn echtgenote kwam omstreeks 1789 de inrichting van de Japanse kamer tot stand. De met meerdere exotische houtsoorten gefineerde wandbetimmering in deze kamer is van de hand van de uit Duitsland afkomstige en in Den Haag wonende broers Matthijs en Pieter Paul Horrix. De 22,5 m² grote wandbespanning in deze ruimte bestaat uit een ecrukleurige zijden ondergrond waarop in onder andere fluweel, damast en brokaat ongeveer achthonderd planten, bloemen, vogels en enkele fabeldieren gedetailleerd zijn weergegeven. Feitelijk is de inrichting late chinoiserie. In 1800 werd deze kamer dan ook "Chinese kamer" genoemd. De fabelleeuwen en vogels zijn van Japanse origine. De rotspartijen, planten en bloemen zijn Hollands of Japans. Willem V gebruikte deze ruimte als zijn audiëntiekamer.

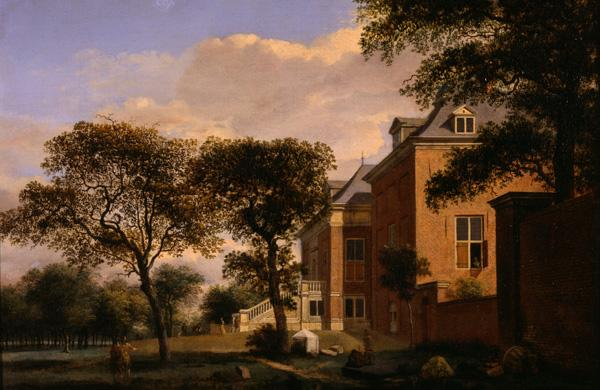
Het Huis ten Bosch (circa 1665-1675), Jan van der Heyden (1637-1712)
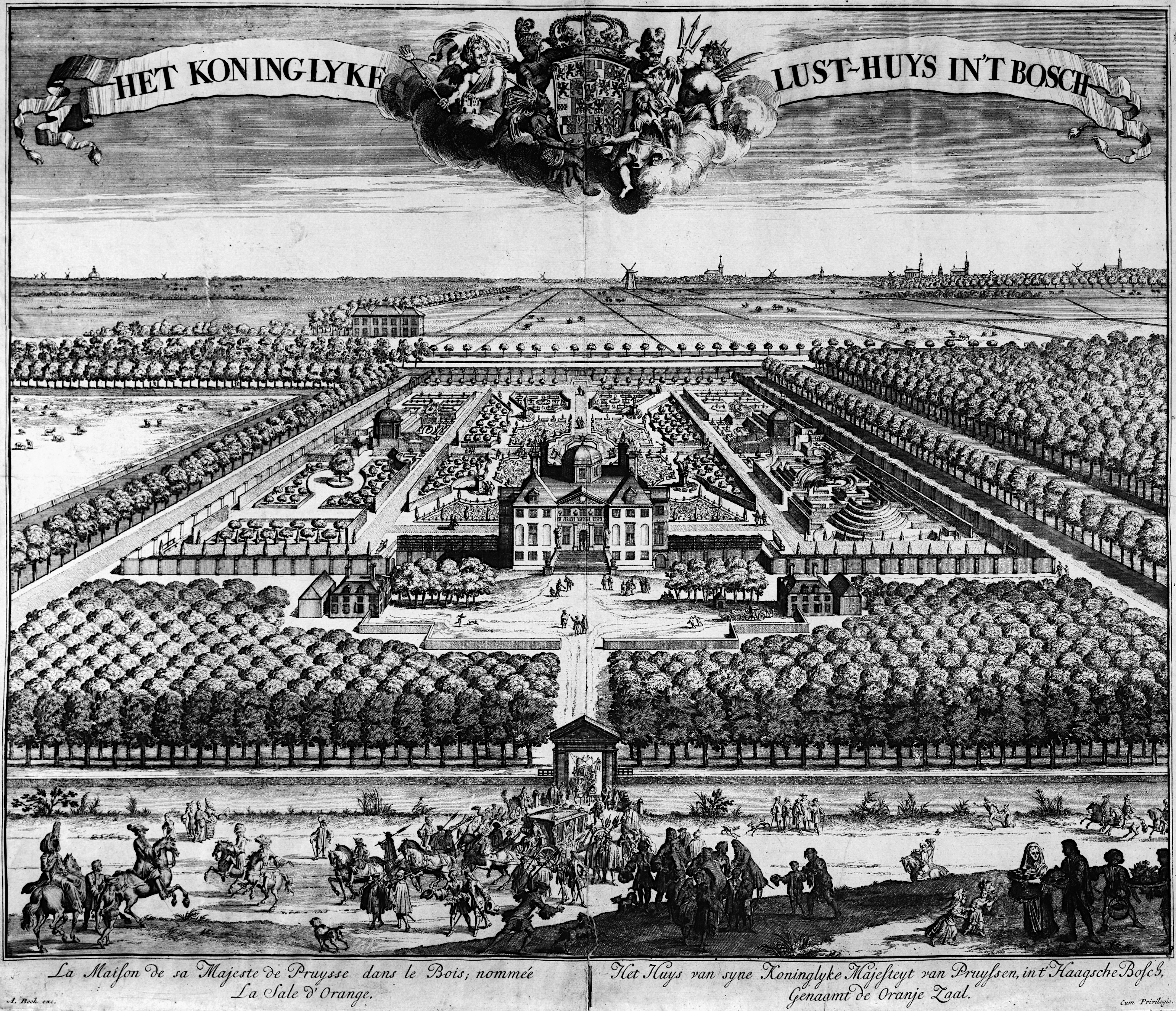
Huis ten Bosch aan het eind van de 17e eeuw, gezien vanuit het noordwesten
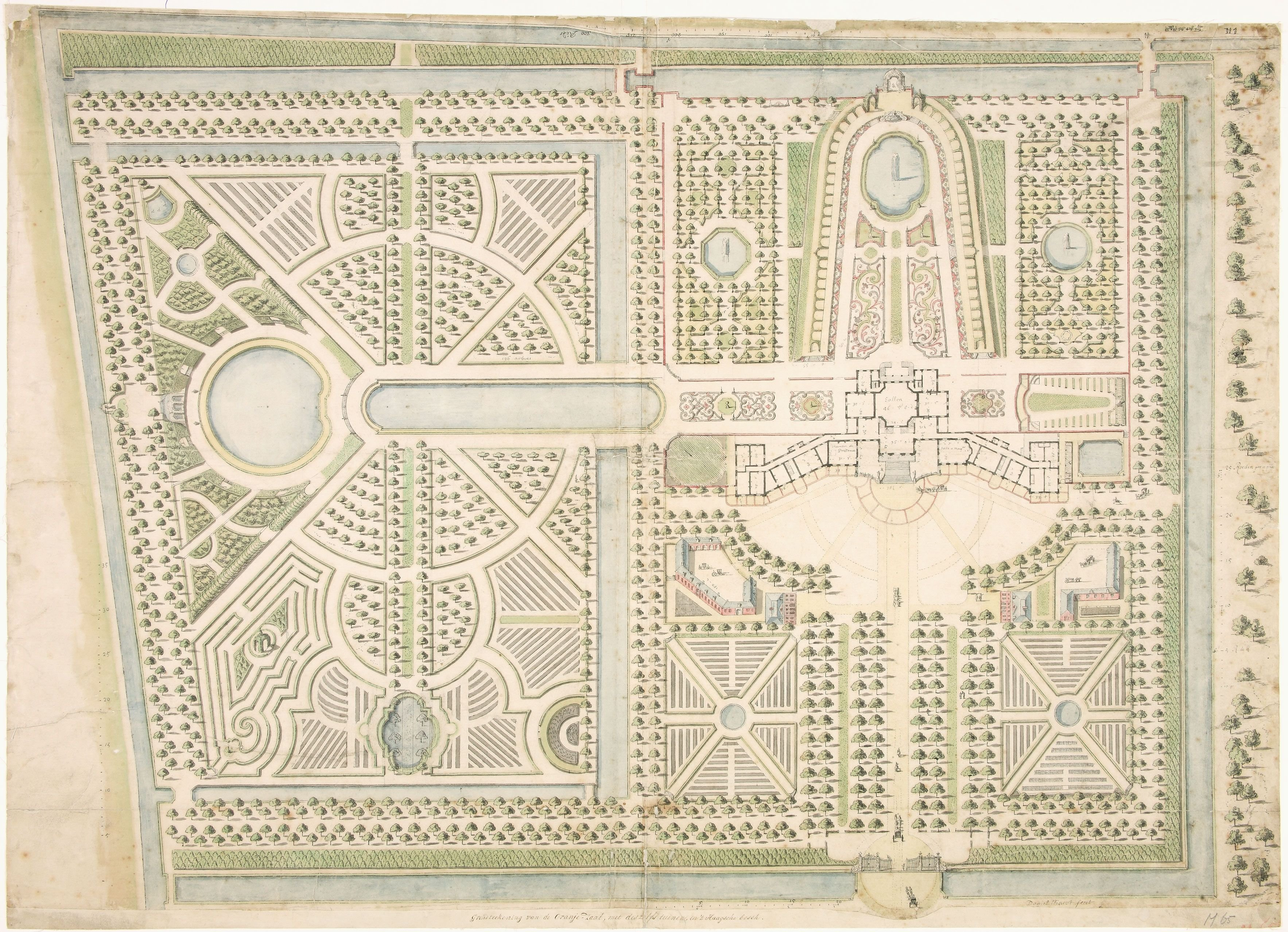
Tuinontwerp door Daniël Marot uit 1734-1737.
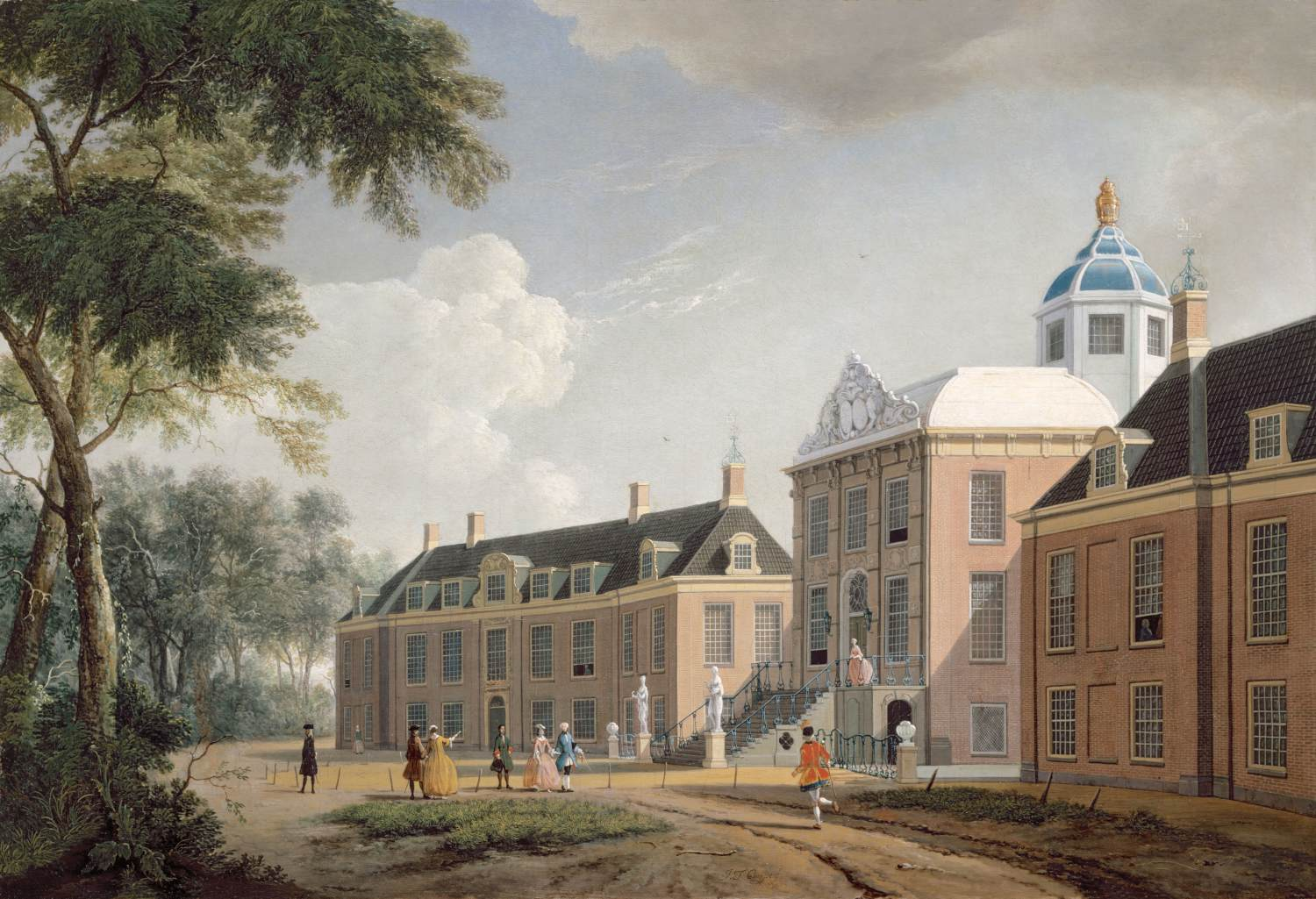
Huis ten Bosch na de uitbreiding in 1733-1737 met twee vleugels en een nieuwe façade van het hoofdgebouw, door Jan ten Compe (1713-1761)
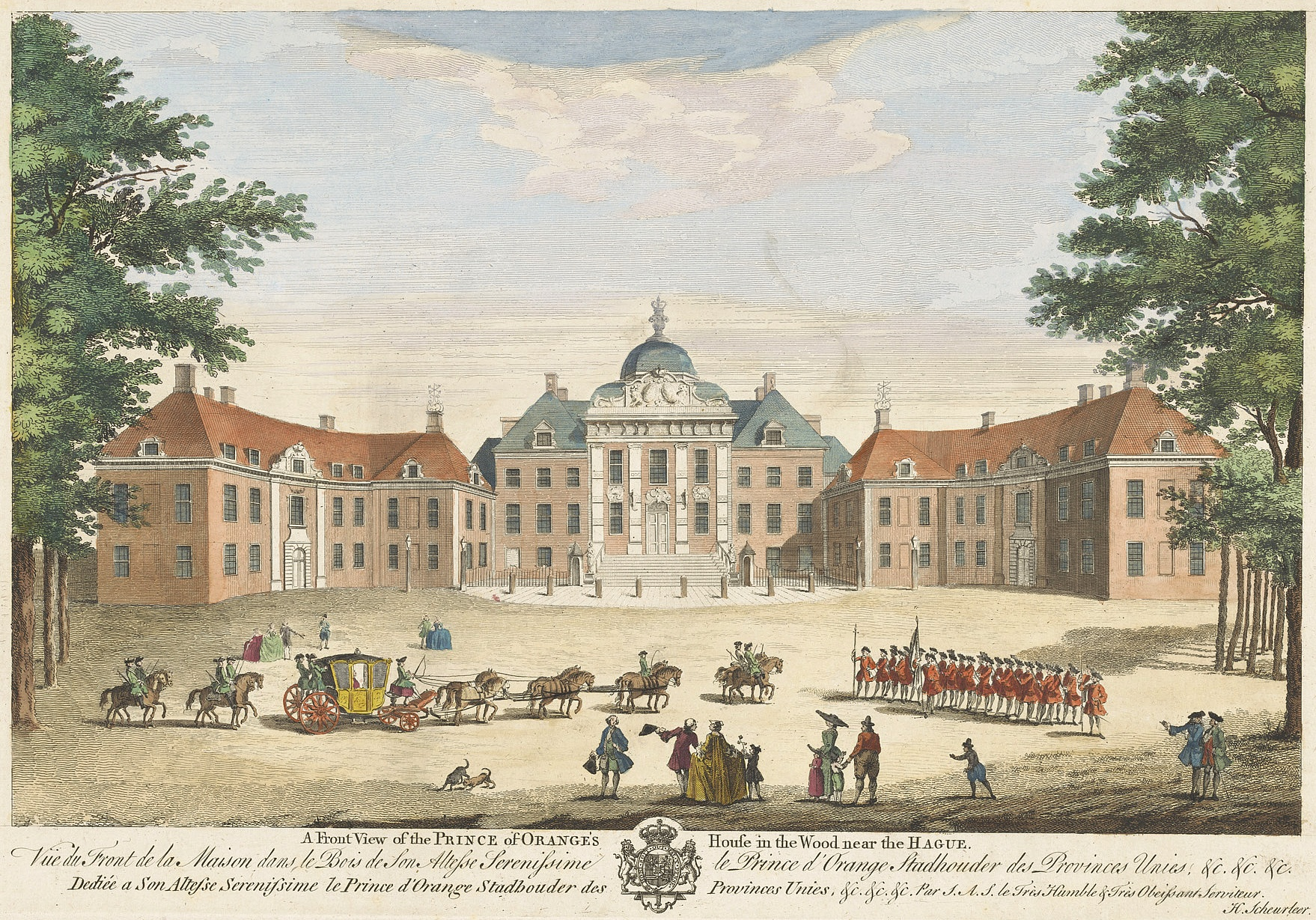
Voorzijde van Huis ten Bosch na de uitbreiding in 1733-1737, ingekleurde prent door anonieme kunstenaar

### "Nationale Konst-Gallery"

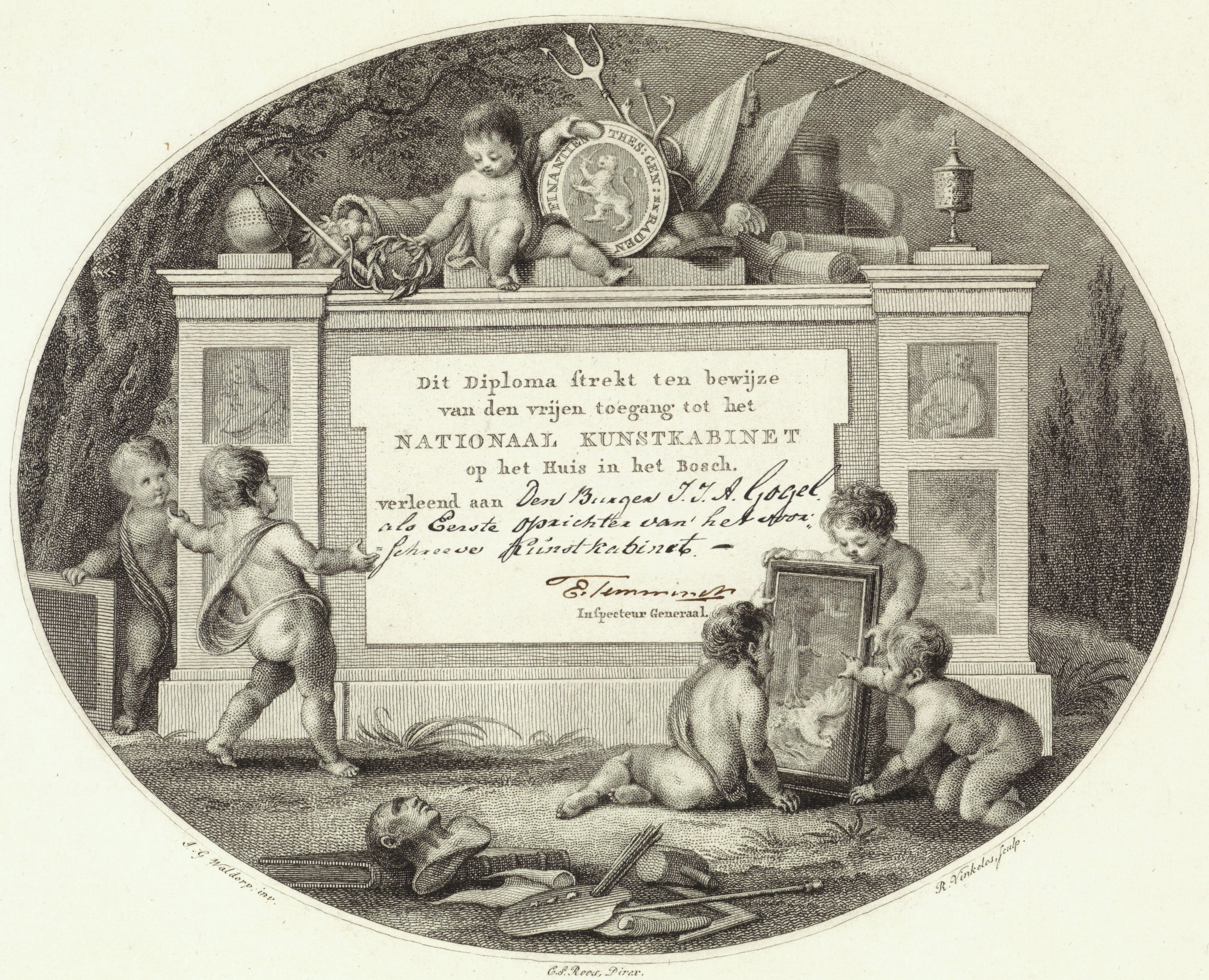
Vrijbrief voor het "Nationaal Kunstkabinet op het Huis in het Bosch" op naam van Alexander Gogel. Het was gemaakt door de prentmaker Reinier Vinkeles naar een ontwerp van Jan Gerard Waldorp.

Na de Franse inval van de Republiek der Zeven Verenigde Nederlanden, begin 1795, werd paleis Huis ten Bosch door de Fransen als oorlogsbuit geconfisqueerd en overgedragen aan de nieuwe Bataafse Republiek. Daarmee werd het nationaal bezit. Het meubilair werd grotendeels verkocht. Het gebouw deed dienst als staatsgevangenis tijdens de omwenteling in 1795 en drie jaar later onder het Uitvoerend Bewind. Vervolgens werd het van 1800 tot 1805 deels ingericht als kunstmuseum. Deze "Nationale Konst-Gallery" opende op 31 mei 1800 en was toegankelijk voor zes stuivers op initiatief van Alexander Gogel. Het was het eerste openbare museum in Nederland dat door het Rijk beheerd werd. De collectie bestond uit kunst afkomstig uit rijksgebouwen en uit de restanten kunstwerken die nog in de voormalige stadhouderlijke paleizen waren aangetroffen. De belangrijkste werken waren schilderijen van 17e-eeuwse Hollandse meesters die eigendom waren geweest van het Huis van Oranje. Het museum bevond zich op de eerste verdieping van de westelijke vleugel. In dezelfde periode werd het oostelijk deel van het paleis verhuurd aan een bordeel.

### Schimmelpenninck en Lodewijk Napoleon
In 1805-1806 was het paleis de zomerresidentie van raadpensionaris Rutger Jan Schimmelpenninck en vervolgens de vaste residentie van Lodewijk Napoleon, die in 1806 tot koning van Holland werd benoemd. Op 18 juni 1806 nam hij met zijn echtgenote en twee zoontjes voor het eerst zijn intrek in Huis ten Bosch. De winter van 1806-1807 bracht hij door in het Binnenhof om begin april terug te keren naar, zoals het toen heette, Palais Royal du Bois.
Het middelste venster boven de entreedeur van de voorgevel werd tussen 1805 en 1807 versmald met een strook zandsteen. Daardoor werd dit venster even breed als de vensters aan weerszijden. Lodewijk Napoleon stond het paleis in 1807 tijdelijk af als noodopvang voor de slachtoffers van de Leidse buskruitramp. Zelf verhuisde hij in 1807 naar Utrecht en later naar Amsterdam.
Hoewel Lodewijk Napoleon slechts kort in Huis ten Bosch woonde, had hij een grote invloed op het interieur en exterieur. Zijn uitbreidingen en verfraaiingen betekenden de introductie van de empirestijl in Nederland. Zo liet hij de schuiframen met kleine roeden vervangen door veel grotere vensters in empirestijl. Het oorspronkelijke zandsteen van de gevel werd in 1806 opnieuw voorzien van een geschilderde afwerking in een zandsteenkleur. Kort na 1806 werden de vensteropeningen aan weerszijden van de hoofdentree verlaagd en de kozijnen vermaakt tot deuren met bovenlichten. Veel van het empirestijl-meubilair dat hij invoerde of in Holland liet maken, staat tot op de dag van vandaag in het paleis. De volgende gebruiker was de Franse gouverneur Charles-François Lebrun, die het van 1810 tot 1813 kreeg toegewezen als buitenverblijf, maar hij zou er weinig gebruik van hebben gemaakt.

### Koninklijk paleis van de Oranjes
Toen in 1815 Nederland opnieuw een monarchie werd, met koning Willem I aan het hoofd, werd Huis ten Bosch weer woonhuis van de Oranjes. Willem I verbleef er regelmatig. Op 2 juli 1814 werd de Russische tsaar Alexander I er ontvangen. Na de abdicatie van Willem I in 1840 bleef hij tot aan zijn dood van Paleis Huis ten Bosch gebruikmaken. Hij bracht in Nederland de zomers door. Bij koninklijk besluit van 24 februari 1842 werd Huis ten Bosch officieel door het Rijk ter beschikking gesteld aan de Koning.
Bij de onderling geregelde scheiding van tafel en bed tussen koning Willem III en koningin Sophie, op 25 december 1855, kreeg de laatste Huis ten Bosch toegewezen als zomerverblijf. Na haar overlijden in 1877 stond het lange tijd leeg.
Eind negentiende eeuw werd de toen witte verflaag van de voorgevel verwijderd. Schilderlagen verwijderen en het daarmee blootleggen van het oorspronkelijke materiaal was toen een trend in de monumentenzorg. Zo kwam de natuurlijke zandsteenkleur weer in zicht. Kort daarna kreeg de voorgevel een grijzige zandsteenkleurige afwerking. Uit historisch fotomateriaal blijkt dat de raamkozijnen tot circa 1890 in witte kleur waren afgewerkt. Kort na 1890 werden de witte raamkozijnen in een donkere, mogelijk bruine of groene, kleur geschilderd.
Koningin Wilhelmina stelde het paleis in 1899 beschikbaar voor de eerste Haagse vredesconferentie. Zelf verbleef ze 's winters op Paleis Noordeinde en 's zomers op Het Loo. Maar toen ze van 1914 tot 1918 vanwege de oorlog aan de landsgrenzen Den Haag niet kon verlaten, werd Huis ten Bosch haar vaste verblijf. Na de Eerste Wereldoorlog gaf Wilhelmina in de zomerse maanden weer de voorkeur aan Het Loo. 
Het gezin van Juliana verbleef vanwege de Duitse oorlogsdreigingen vanaf eind 1939 regelmatig in Den Haag, soms in Huis ten Bosch. Na de Duitse invasie op 9 april 1940 in Denemarken en Noorwegen werden uit de Oranjezaal alle zeventiende-eeuwse schilderijen in veiligheid gebracht. De doeken werden vooralsnog opgeslagen in de tuinkamer onder de Oranjezaal, de grotere opgerold op cilinders.
Wilhemina woonde er opnieuw, doch slechts voor kort, vlak voor de invasie van nazi-Duitsland in 1940. De nacht van 9 op 10 mei bracht de koninklijke familie door in de bunker van Huis ten Bosch. Dat was de eerste en meteen de laatste keer dat de bunker gebruikt werd waarvoor hij bedoeld was. Op 10 mei vond de invasie plaats. Duitse parachutisten landden in de nabijheid van Huis ten Bosch in een vergeefse poging de koninklijke familie en het kabinet te ontvoeren. De Nederlandse legerleiding gaf vervolgens aan haar veiligheid in Huis ten Bosch niet langer te kunnen waarborgen, waarop ze op het eind van de ochtend met haar familie naar Paleis Noordeinde ging, dat volgens de legerleiding beter beveiligd kon worden. 
Op 16 september 1941 werden alle particuliere bezittingen van Wilhelmina in Huis ten Bosch geconfisqueerd door de Duitse bezettende macht. Later in de Tweede Wereldoorlog hadden de Duitsers plannen om het paleis de bestemming te geven van 'Museum der Statthalterzeit' ('Museum van de Stadhouderstijd'). Alle verwijzingen naar latere Oranjes zouden dan uit het paleis verwijderd worden. Het plan vond geen doorgang.
Bijna was Paleis Huis ten Bosch in de Tweede Wereldoorlog afgebroken door de Duitse bezetters, omdat er een tankgracht voor de verdediging van Den Haag moest worden aangelegd. De twee Pieter Posthuizen, de belangrijkste dienstgebouwen en daterend uit eind eerste helft van de 17e eeuw, werden in 1943 voor deze tankgracht afgebroken. Aan het eind van de oorlog werd het Haagse Bos door de Duitsers gebruikt als lanceerplaats voor hun V-1 en V-2-raketten, hetgeen leidde tot een RAF-bombardement. Hoewel het paleis zelf geen doelwit was, raakte het wel beschadigd. Zo bleef geen raam heel en daken en gevel vertoonden gaten door inslagen, waardoor regen en wind vrij spel kregen. De kunstschatten waren tijdig opgeslagen.

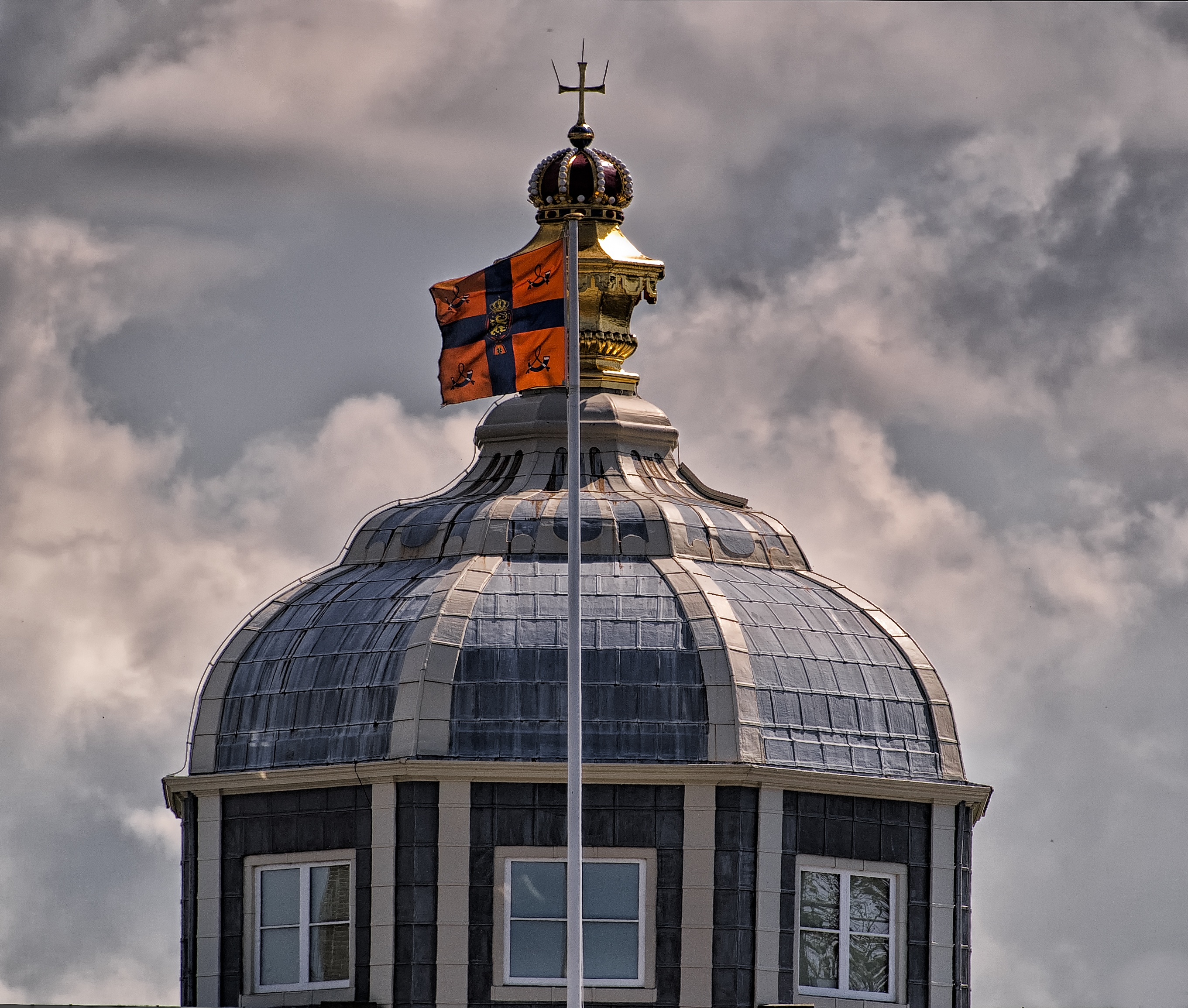
Koepel boven de Oranjezaal met koninklijke standaard, die aangeeft dat de koning in het land is.

Na de oorlog werd het paleis gerestaureerd en weer bewoonbaar gemaakt. Koningin Juliana en prins Bernhard ontvingen van het Nederlandse volk de tuinbeplanting als cadeau voor hun 12½-jarig huwelijk. In maart 1958 werd de Wassenaarse vleugel ter gelegenheid van het meerdaagse staatsbezoek van de Britse koningin Elizabeth II en prins Philip tijdelijk afgestaan aan het vorstelijke paar.
Van 1960 tot 1980 woonden Piet de Jong en zijn gezin in het oostelijke Pieter Posthuis. Prins Claus, die in oktober 2002 overleed, woonde er vanaf augustus 2001. Volgens zijn vriend Avi Primor voelde hij zich er onder de gegeven omstandigheden - Claus had onder meer de Ziekte van Parkinson - prettiger dan in Huis ten Bosch. Claus' echtgenote, koningin Beatrix, kwam er vaak. Later trokken prins Constantijn der Nederlanden en zijn gezin erin. Prins Friso, de tweede zoon van Beatrix en Claus, werd aan het eind van zijn leven - als hij in coma ligt ten gevolge van een ski-ongeluk - in dit Pieter Posthuis verzorgd.
Het was De Jong, die in 1967-1971 minister-president was, die koningin Juliana overhaalde om de wekelijkse op maandag te houden gesprekken tussen staatshoofd en minister-president in het vervolg op Huis ten Bosch te laten plaatsvinden. Tot dan werden die gesprekken tussen Juliana en de minister-president op Paleis Soestdijk in Baarn gehouden. De Jong vond dat hij door de grote afstand en het steeds drukker wordende autoverkeer te veel kostbare tijd verloor. Sindsdien vinden de wekelijkse gesprekken tussen staatshoofd en minister-president nog steeds plaats op Huis ten Bosch.
Op 10 augustus 1981 (een jaar na haar aantreden) betrok koningin Beatrix met haar gezin het paleis. Na haar abdicatie op 30 april 2013 is zij hier officieel tot 4 februari 2014 blijven wonen. De privévertrekken van Beatrix waren in de Wassenaarse vleugel. De Haagse vleugel werd gebruikt als gastenverblijf en voor ondersteunende doeleinden. Het hoofdgebouw had een representatieve functie – hier werden onder meer de ministers beëdigd en belangrijke buitenlandse gasten ontvangen. Beatrix gebruikte Paleis Noordeinde als werkpaleis.
Het paleis, dat een vloeroppervlak heeft van 8785 m², staat in het noorden van het Haagse Bos op een omgracht terrein van zestien hectare. De hoofdingang is te vinden in het verlengde van de Laan van Huis ten Bosch, aan de noordoostkant van het paleis. Aan de Bezuidenhoutseweg is ook een entree. Het officiële adres is 's-Gravenhaagse Bos 10. Sinds 13 januari 2019 woont koning Willem-Alexander met zijn gezin in Paleis Huis ten Bosch. Het is de residentie van de Koning, waartoe het gebruikt wordt voor representatieve doeleinden als officiële ontvangsten van hoogwaardigheidsbekleders. Eigenaar is de Staat der Nederlanden, die het terrein met bijgebouwen, tuin, tennisbaan en zwembad om niet ter beschikking heeft gesteld. Het is een wettelijke taak van de Rijksoverheid om hiervoor zorg te dragen. Tevens is de Staat der Nederlanden verantwoordelijk voor de bouwkundige staat, stoffering en inrichting. De uitvoering is in handen van het Rijksvastgoedbedrijf. Het paleis staat in de Top 100 van de Rijksdienst voor de Monumentenzorg.

### Renovaties na Tweede Wereldoorlog
De eerste renovatie na de Tweede Wereldoorlog was in de jaren 1945-1946. Het hele paleis werd hersteld van zware oorlogsbeschadigingen. In de jaren 1950-1956 vond er een grondige verbouwing plaats om het hoofdgebouw geschikter te maken als tweede woonpaleis voor het gezin van koningin Juliana. Zo kreeg het paleis voor het eerst centrale verwarming. Het hele paleis kreeg een warmwaterleiding en het aantal badkamers werd vermeerderd van twee naar twaalf. De prinsessen Beatrix en Irene kregen er een eigen appartement, bestaande uit een zitkamer, slaapkamer met badkamer, theekeuken en een ruimte voor de garderobe. Een schouw die eerst in het Stadhouderlijk Kwartier had gestaan en later verhuisde naar het Paleis op de Dam in Amsterdam, kreeg een plaats in de zogenaamde Blauwe kamer. De keukens werden zodanig gemoderniseerd dat er maaltijden tot voor zestig personen bereid konden worden. De in 1943 op last van de Duitsers afgebroken Pieter Posthuizen werden met deels de oorspronkelijke bouwmaterialen herbouwd; een ervan kreeg de functie van tuinbaaswoning en garage. De raamkozijnen en deuren van de voorgevel van het paleis werden wit geschilderd om het achttiende-eeuwse karakter te benadrukken. Ook de voorgevel kreeg een nieuwe verflaag en werd warm-grijs van kleur.
In verband met de voorgenomen troonsbestijging van kroonprinses Beatrix onderging het complex in 1977-1981 groot onderhoud waarbij enkele gerichte restauraties werden uitgevoerd, zwam en boktor werden bestreden en diverse installaties werden vernieuwd. De voorgevel kreeg een witte verflaag.
In de betimmering van de zitkamer in het vorstenappartement in de Haagse vleugel werden achttiende-eeuwse behangsels van Dirk van der Aa ingebouwd die in 1975 bij inventariseerwerkzaamheden gevonden waren op de vliering van Huis ten Bosch. Ze vertonen een symbolische weergave van de gaven van de natuur. Op de drie behangsels zijn putti te zien, op het grootste met druiven en druivenranken. Op de twee kleinere staan ze afgebeeld met druiven, bloemen en korenschoven. Op een van de twee kleinste behangsels zijn musicerende putti in de wolken te zien.
Tegelijkertijd werden op de vliering vijf achttiende-eeuwse kamerbehangsels aangetroffen van de hand van Aart Schouman. Afgebeeld zijn dieren en vogels uit de menagerie van prins Willem V, die zich in zijn tijd in de buurt van Huis ten Bosch bevond. Op een van de behangsels is Huis ten Bosch in de verte waar te nemen. Ze werden bij de restauratiewerkzaamheden van 1977-1981 verwerkt in de koninklijke eetkamer van de Wassenaarse vleugel. Zowel de behangsels van Van der Aa als die van Schouman bevonden zich oorspronkelijk in de vertrekken van het Stadhouderlijk Kwartier.
De projectkosten van de restauratiewerkzaamheden van 1977-1981 kwamen uit op 24 miljoen gulden. Reparaties van scheuren werden echter "zeer oppervlakkig en niet erg deskundig uitgevoerd", aldus een inspectierapport. De kostbare tweehonderd jaar oude wandbespanning in de Japanse kamer diende ook hoognodig gerenoveerd te worden, maar daar was niet direct een financiële mogelijkheid toe. De acht panelen werden daarop in 1979 opgeslagen en tijdelijk vervangen door een egale zijden bespanning. Pas in 1991 werd begonnen met de vier miljoen gulden kostende restauratie, die twee jaar in beslag nam. Beatrix was jarenlang erg terughoudend om aan het complex verder onderhoud en ingrijpendere aanpassingen te laten verrichten.
Toen Willem-Alexander in 2013 de troon besteeg, werd besloten tot een grondige renovatie van het hele paleis, de Pieter Posthuizen, de tennisbaan en de tuin. Zo zat er houtworm in de panelen van de Japanse kamer en franjestaarten hadden het behang in de Chinese kamer aangetast. Gordijnen in deze ruimte waren tot op de draad versleten. Er kwamen onder meer nieuwe liften, een nieuwe keuken, alle leidingen werden vervangen en er werd overgegaan tot een volledig herstel van gevel en dak, tot een vervanging van de bordestrap, tot asbestsanering en tot houtrot- en ongediertebestrijding. De Wassenaarse vleugel kreeg een tweede trap om werk en privé beter te scheiden en meer daglicht, onder meer door van een blind raam een echt raam te maken in de werkkamer van Willem-Alexander. Kleine ruimten werden er samengevoegd. Een personeelsruimte op de begane grond van deze vleugel werd toegevoegd aan het woongedeelte van het koningsgezin en kreeg naar buiten openslaande deuren. De behangsels van Schouman werden gerestaureerd. Ter vervanging van niet meer bruikbare zeventiende-eeuwse houten vloerdelen in het hoofdgebouw werd van elders betrokken even oud grenenhout gebruikt met een passende kleur en structuur. Na de renovatie van 2015-2019 stamde nog tachtig procent van de in het hoofdgebouw aanwezige houten vloerdelen uit de eerste bouwperiode. In 2018 kreeg de voorgevel de tint terug, zoals deze in de negentiende eeuw was: een zandsteenkleur met groene raamkozijnen.
De Groene salon in het hoofdgebouw raakte bij de renovatie van 2015-2019 zijn uit de zeventiende eeuw stammende karakteristieke groene kleur en zelfs zijn naam kwijt. Aan de wanden kwamen symbolische portretten van koning Willem-Alexander, koningin Máxima en kroonprinses Amalia die opgebouwd werden uit een beknopte, horizontale weergave van hun DNA-fragmenten. Daarnaast werden voor de grote achterwand DNA-codes gebruikt die niet alleen bij de koning, maar ook bij veel Nederlanders voorkomen; dit 'portret' kreeg de titel 'Burger van de wereld'. De 'portretten' werden vervaardigd door de Nederlandse kunstenaar Jacob van der Beugel. Hij gebruikte er zo'n 60.000 kleitabletjes voor. Naar eigen zeggen had hij drie jaar aan de vervaardiging van de tabletjes gewerkt en drie weken om ze aan de muren te rangschikken. De naam van de salon werd veranderd in die van DNA-salon.
Ook de Blauwe salon, eveneens in het hoofdgebouw, onderging een metamorfose. In deze ontvangstkamer werden de blauwe wandbespanning en gordijnen van blauwe zijdedamast vervangen door geweven doeken waarop voorwerpen werden afgebeeld die symbool stonden voor gebeurtenissen of personen die in het leven van Willem-Alexander en Máxima een rol hebben gespeeld. De Nederlandse kunstenaar-ontwerpers Liesbeth Abbenes en Maurice Scheltens ontwierpen een wand met voorwerpen voor Willem-Alexander, een andere voor die voor Máxima en een derde voor die voor hun beiden. Op die voor de koning verschenen onder meer een paar schaatsen en een elfstedenkruisje. Een stropdas moet herinneren aan zijn vader, toen die bij een lezing in 1998 demonstratief zijn stropdas op de grond gooide om aan te geven dat die niet meer zo vaak gedragen moesten worden. Een spaarpot gemaakt van een kokosnoot symboliseert Máxima's werk op het gebied van microkredieten voor de Verenigde Naties. Een brandend kaarsje uit Lech werd toegevoegd ter nagedachtenis aan de vroeg overleden broer van Willem-Alexander, prins Friso. Een bandoneon herinnert aan hun huwelijksdag. De doeken werden geweven door het Nederlandse bedrijf EE Exclusives. De kamer behield zijn overwegend blauwe kleur.
In het midden van de vestibule kwam een kroonluchter van het Nederlandse ontwerpbureau Studio Drift. Het is op verzoek van koningin Máxima een vergrote versie van een eindexamenwerkstuk van Lonneke Gordijn, de helft van het duo. Het bestaat uit meerdere groepen bolle ledlampjes bedekt met de pluizen van paardenbloemen. De pluizen werden zaadje voor zaadje vastgelijmd.
De projectkosten voor de renovatie van 2015-2019 werden in eerste instantie begroot op 59 miljoen euro, waarvan voor de basisinrichting zes miljoen euro werd uitgetrokken. In november 2017 werd duidelijk dat de totale kosten in elk geval 4,1 miljoen euro duurder uitvielen. Alle kosten voor de inrichting van de privévertrekken van het koninklijk gezin werden door het Rijk gedragen.

### Oranjezaal
De Oranjezaal, gelegen onder de centrale koepel van het classicistische hoofdgebouw, is een belangrijk monument van de Gouden Eeuw. Oorspronkelijk was de opzet om de wanden vol te hangen met portretten van Europese vorsten en hun eega's. Na het overlijden van prins Frederik Hendrik in 1647 wijzigde zijn weduwe die plannen in schilderstukken te zijner nagedachtenis.
Frederik Hendrik wordt afgebeeld als iemand met een goddelijke status. De schilderijen op de onderste rij stellen triomfpoorten voor zoals die bij bezoeken van vorsten in Europese steden door het ontvangende volk opgericht werden. Allerlei figuren op de onderste schilderijen houden tribuut in hun handen of op hun hoofd of het wordt per wagen aangevoerd. Het symboliseert dat het Frederik Hendrik was die het land welvaart bracht. Amalia trachtte daarmee te verduidelijken dat de Oranjes een moreel recht hadden op een erfelijk stadhouderschap. Dat zij dit nodig vond, blijkt uit het gegeven dat het stadhouderschap in 1650 werd afgeschaft. Met de schilderijenvoorstelling probeerde Amalia te bewerkstelligen dat de Oranjes in het centrum van de macht bleven.
De schilderwerken werden tussen 1648 en 1652 in opdracht van Amalia van Solms uitgevoerd door twaalf schilders onder regie van de architect-schilder Jacob van Campen. De reeks bestaat uit 39 doeken en panelen en een aantal gewelfschilderingen. De schilders waren geselecteerd door Van Campen en Constantijn Huygens, in samenwerking met Amalia van Solms. De gekozen schilders waren leerlingen van of werkten in de stijl van Rubens:55 en Amalia noemde ze de voornaamste destijds levende schilders in de Noordelijke en Zuidelijke Nederlanden. De opdracht voor het decoreren van deze zaal was een van de belangrijkste uit de Nederlandse Gouden Eeuw en heeft daarom een groot historisch en artistiek belang. De werken, waaronder 31 op groot formaat,:55 vormen een lof- en lijkrede op Frederik Hendrik:52 en zijn een staalkaart van de contemporaine schilderkunst. De westzijde heeft als onderwerp de geboorte en jeugd van Frederik Hendrik, als zijnde het begin van een Gouden Tijdperk. De noordzijde verbeeldt het politieke en militaire leven van de prins. De zuidzijde verhaalt dynastiek belangrijke huwelijken. Dat van stadhouder Frederik Hendrik met Amalia van Solms, van prins Willem II met de Engelse prinses Maria Henriëtte en van prinses Louise Henriëtte met keurvorst Frederik Willem I van Brandenburg. De oostzijde van de zaal is gewijd aan de overwinning en verheffing van Frederik Hendrik.
De schilders zijn Theodoor van Thulden, Caesar van Everdingen, Salomon de Bray, Thomas Willeboirts Bosschaert, Jan Lievens, Christiaen van Couwenbergh, Pieter Soutman, Gonzales Coques, Jacob Jordaens, Pieter de Grebber, Adriaen Hanneman en Gerard van Honthorst.:50-55 Een beschilderd houten reliëf boven de entreedeur van de zaal is van de hand van meester beeldhouwer Pieter Adriaensz. 't Hooft. Het stelt twee ruiters voor die strijden om een lauwerkrans.
De ruimte heeft een kruisvorm met afgeschuinde hoeken. De zaal wordt overdekt met een houten gewelf. De lichtkoepel heeft aan de binnenkant een omgang met balustrade van vijf voet breed. Waarschijnlijk was de omgang bedoeld voor het laten plaatsnemen van muzikanten bij festiviteiten. Overblijfselen van een podium zijn bij een onderzoek teruggevonden. In 1805 werd op verzoek van Schimmelpenninck een directe verbinding gemaakt tussen de Oranjezaal en de westelijk ervan gelegen Japanse zaal. Hiervoor werd in de Oranjezaal de monumentale schoorsteenmantel verwijderd. De nieuwe deuren van deze doorgang werden beschilderd door de kunstschilder C. van Cuylenborgh.
Huygens bedacht de Latijnse tekst voor in de lichtkoepel. Op acht houten balken staat:
FR[EDERICO]. HENRICO PRINC[IPI].

ARAUS[IONIS]. IPSUM SESE

UNICUM IPSO DIGNUM

LUCTUS ET AMORIS

AETERNI MON[UMENTUM]. AMALIA

DE SOLMS VIDUA

INCONSOLABILIS MARITO

INCOMPARABILI P[OSUIT].
Er zijn meerdere vertalingen mogelijk. C.J. Vooys vertaalde het als volgt: 'Voor haar onvergetelijke gemaal Frederik Hendrik Prins van Oranje, heeft zijn ontroostbare weduwe Amalia van Solms als uiting van haar rouw en onvergankelijke liefde een gedenkteken opgericht, dat op zichzelf zonder weerga is en daarom juist hem waardig'.
Ten tijde van prins Willem V werden in de Oranjezaal toneelvoorstellingen en concerten gegeven, ook werden er balletten en opera's opgevoerd. Een van de uitvoerenden was Ludwig van Beethoven, in 1783.
Nog voorafgaand aan de Duitse inval in 1940 werden alle schilderijen gedemonteerd en opgeborgen onder de zaalvloer. Drie doeken werden daarbij opgerold, onder meer gebeurde dat met het grootste schilderij: de Triomftocht van Frederik Hendrik van de Zuid-Nederlandse schilder Jordaens dat 728 cm hoog en 755 cm breed is. In 1941 werden alle schilderijen buiten het paleiscomplex in veiligheid gebracht, eerst in de kunstbunkers bij Zandvoort en in 1942 in de nieuw aangelegde bomvrije zogenoemde Kunstbunker van Paasloo. Na de oorlog keerden ze in twee transporten, in februari en april 1946, terug naar de Oranjezaal. Alleen bij het grote schilderij van Jordaens diende enkele herstelwerkzaamheden verricht te worden. De rest was in goede staat gebleven.
Op 24 maart 2014 dineerden enkele tientallen regeringsleiders en ministers in de Oranjezaal ter gelegenheid van de Nucleaire Veiligheidstop in Den Haag.
Op 24 juni 2025 dineerden de regeringsleiders van de NAVO-landen en de secretaris-generaal van de NAVO Mark Rutte met Willem-Alexander, Máxima en Amalia in de Oranjezaal ter gelegenheid van de NAVO-top in Den Haag. De president van Oekraïne, de voorzitters van de Europese Raad en Europese Commissie en vier partnerlanden uit de Indo-Pacific (IP4) waren hierbij aanwezig. De Amerikaanse president Donald Trump bracht de nacht van 24 op 25 juni in het paleis door. Hij logeerde in de Haagse vleugel.
Werken in de Oranjezaal (selectie)

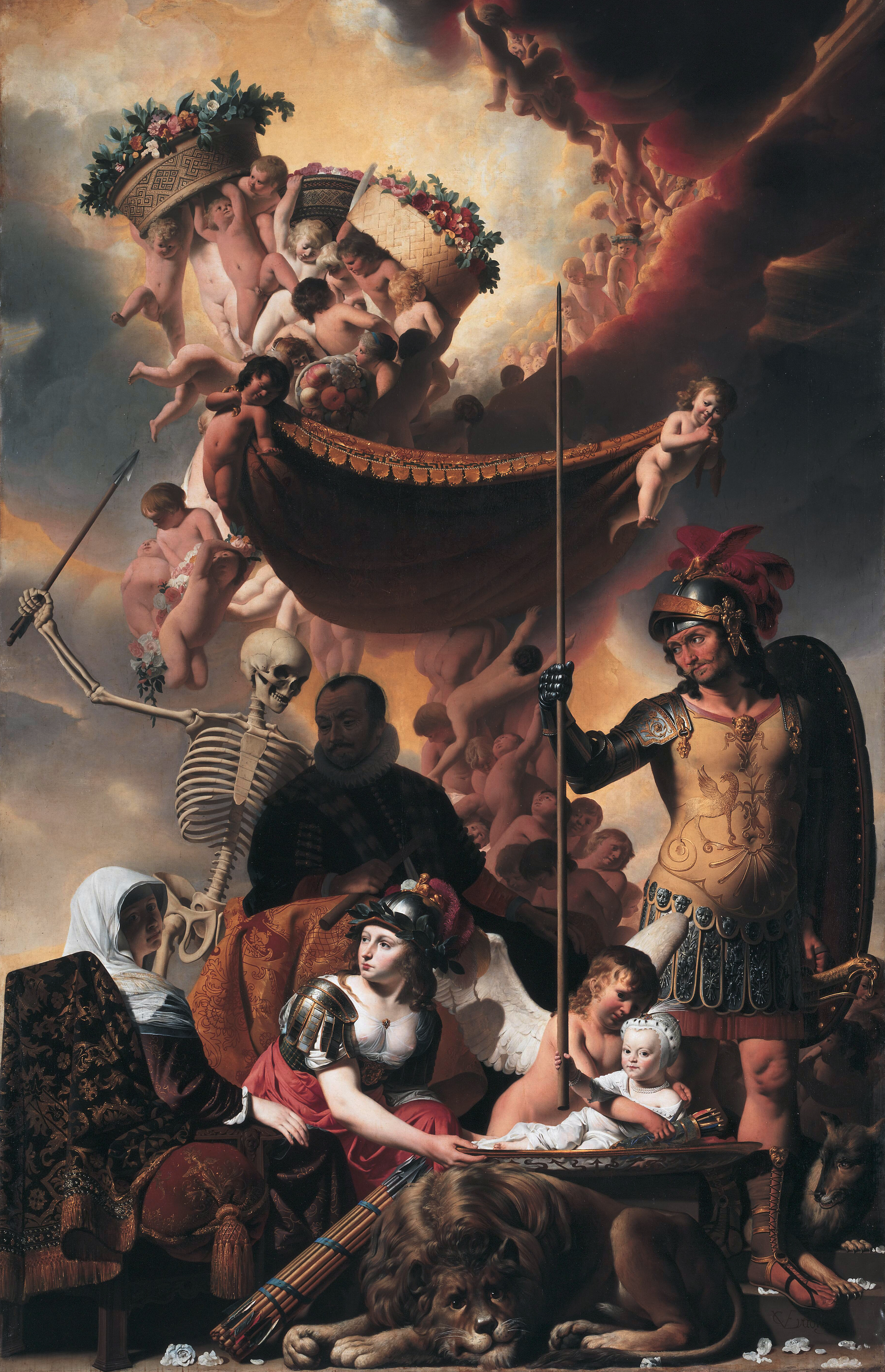
Allegorie op de geboorte van Frederik Hendrik (Caesar van Everdingen)
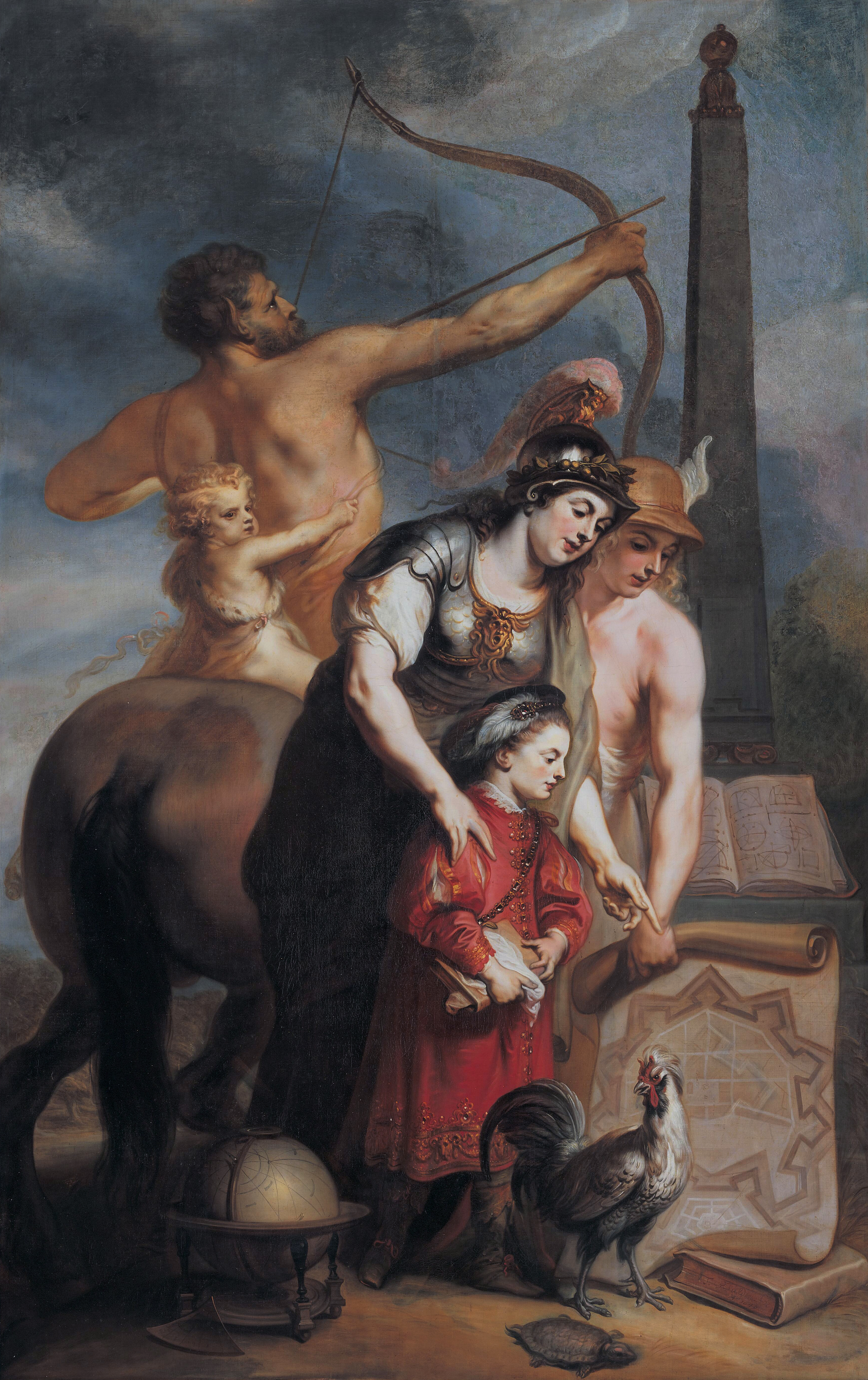
De opvoeding van Frederik Hendrik (Theodoor van Thulden)
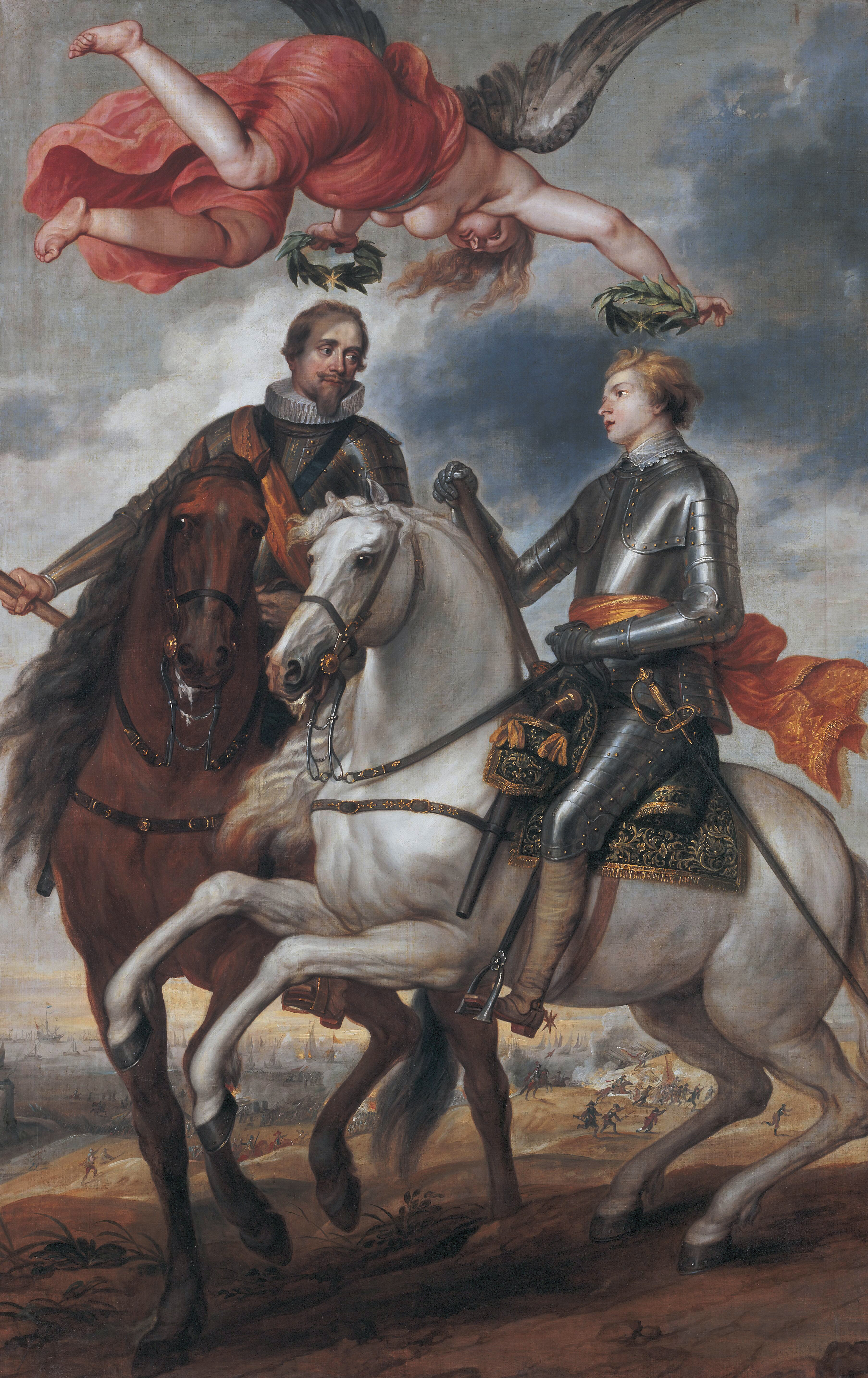
Frederik Hendrik en zijn halfbroer Maurits als veldheren met in het verschiet de slag van Vlaanderen (Thomas Willeboirts Bosschaert)
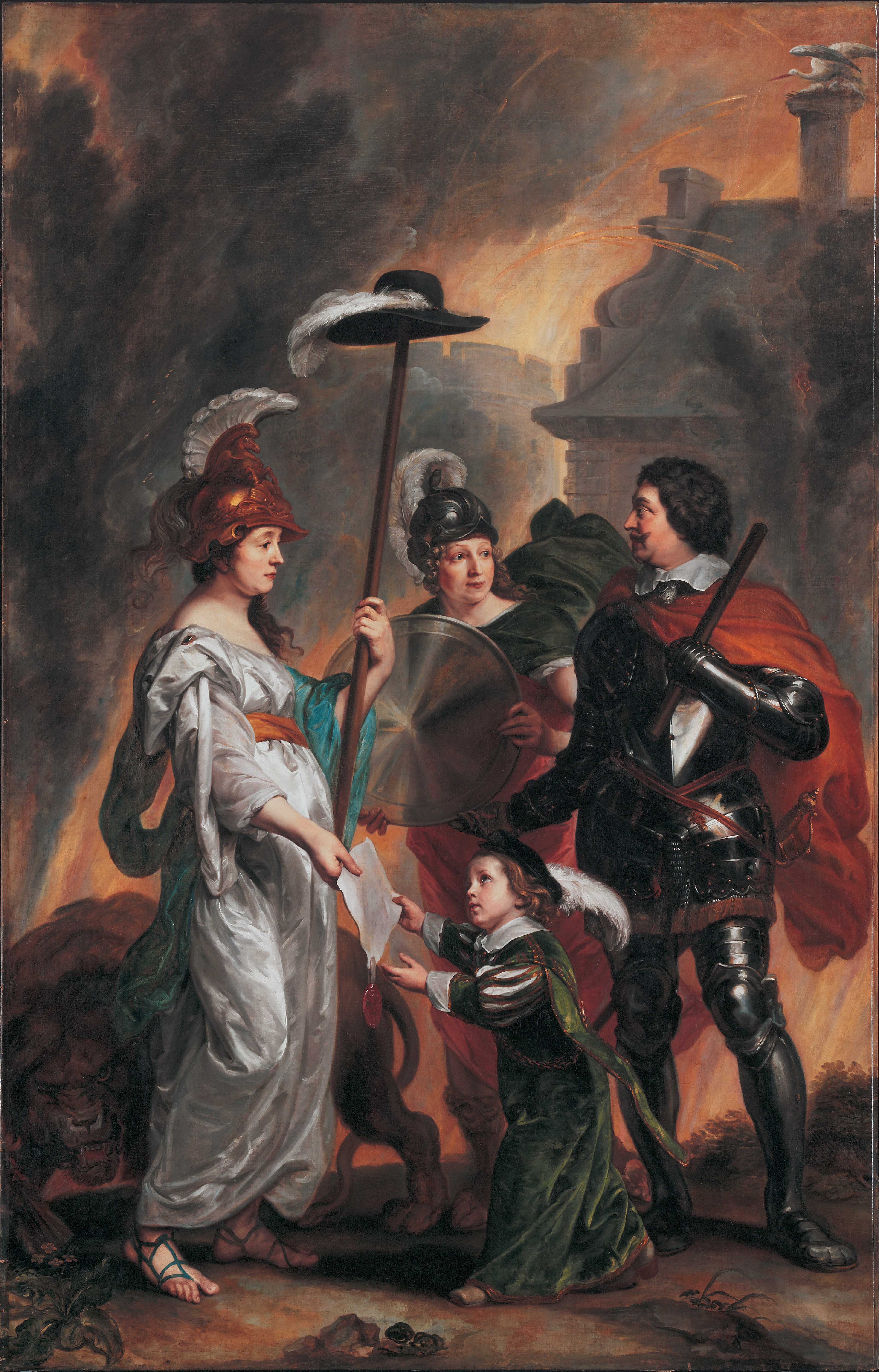
Willem II ontvangt de Akte van Survivance (Gonzales Coques)
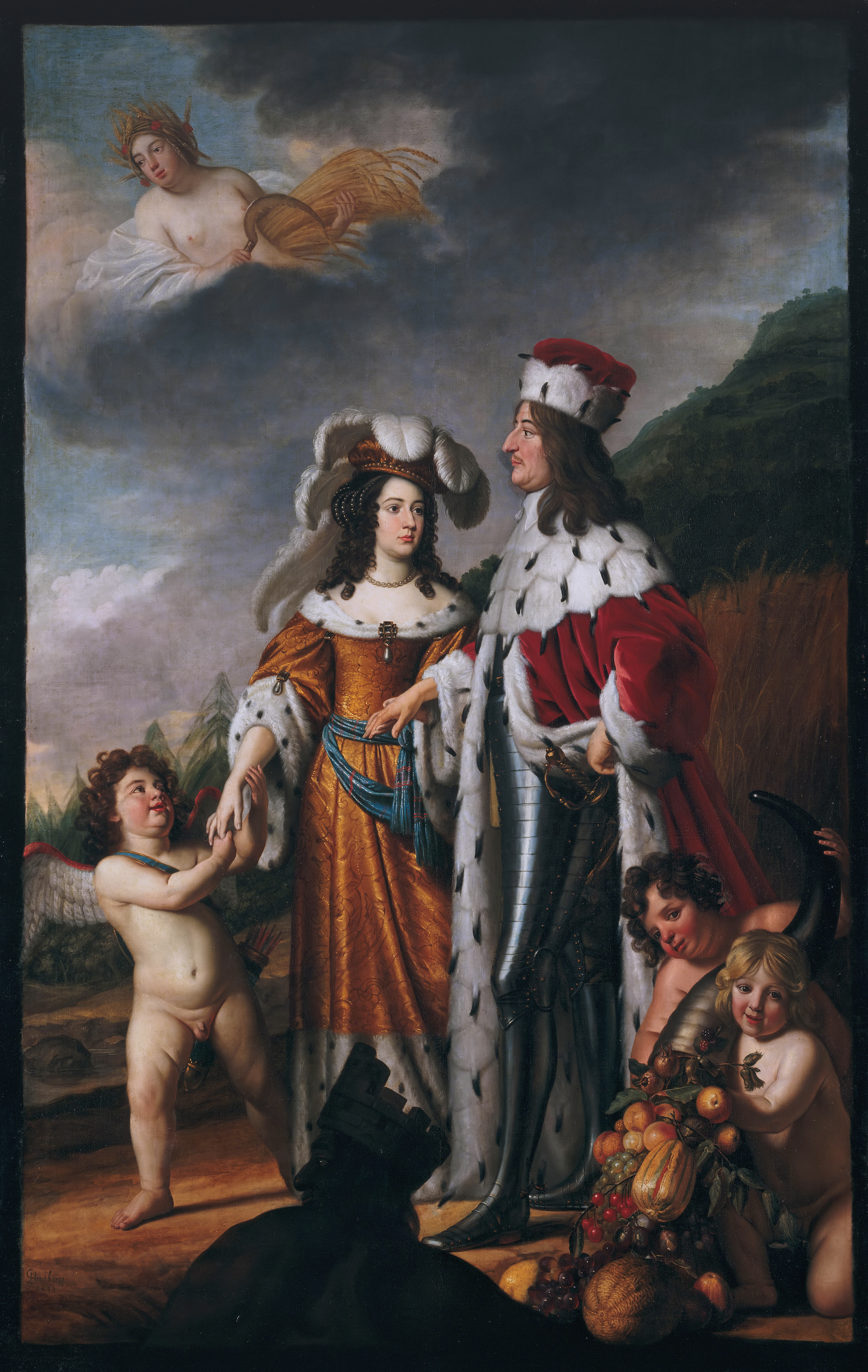
Louise Henriëtte leidt Friedrich Wilhelm, keurvorst van Brandenburg, naar haar ouders (Gerard van Honthorst)
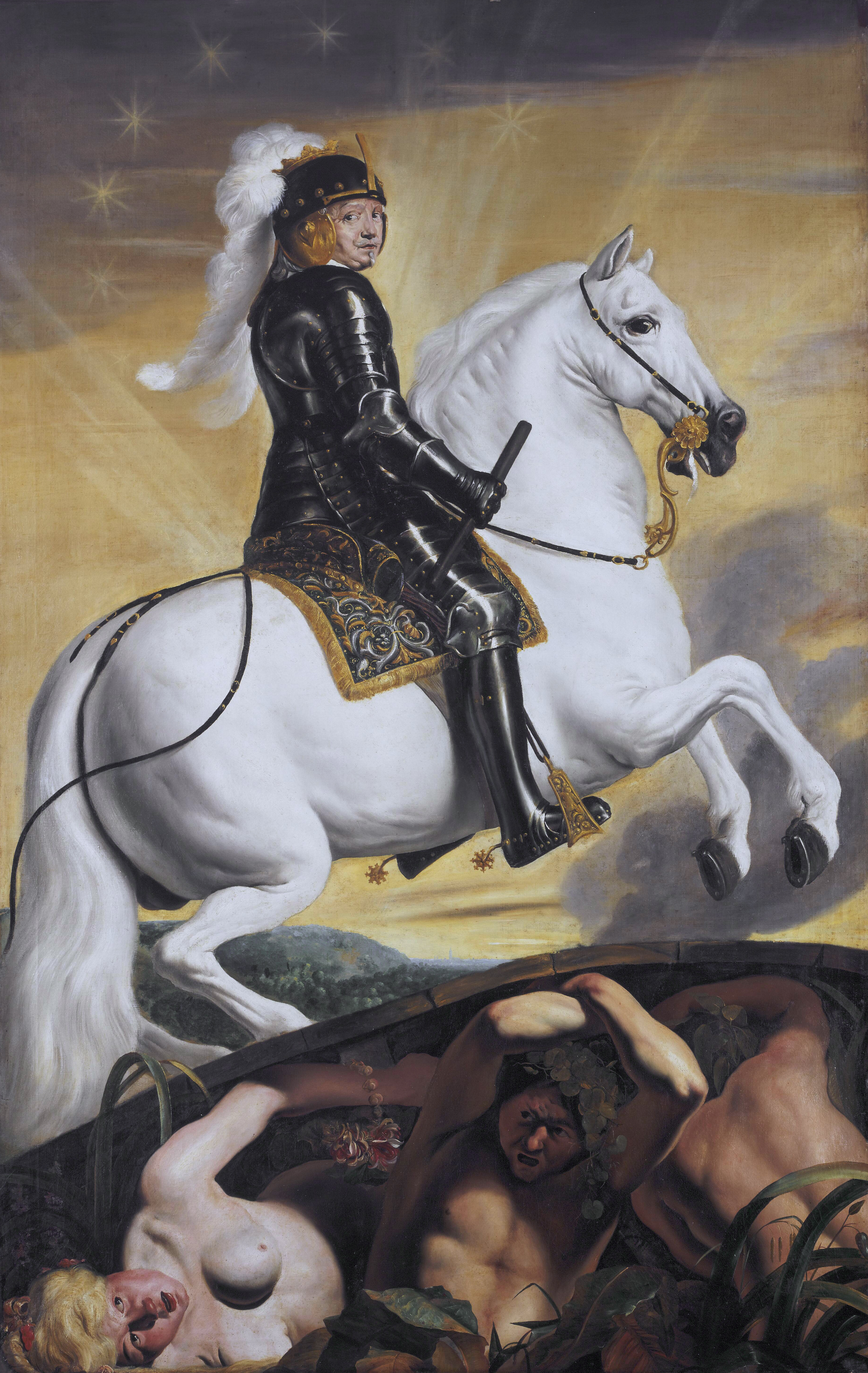
Frederik Hendrik als krijgsman die het water beheerst (Jacob van Campen)

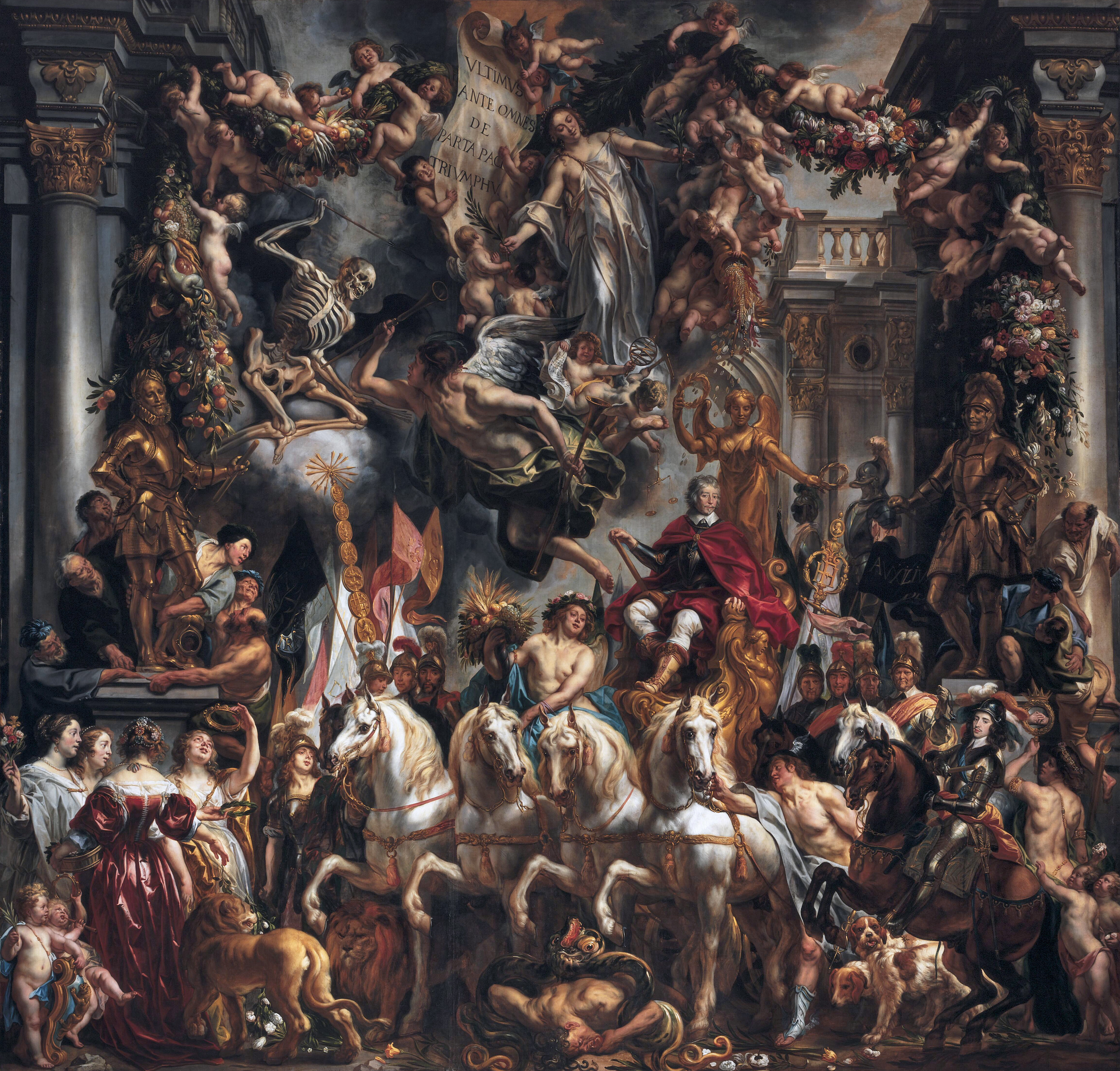
Triomf van Frederik Hendrik, het grootste schilderij in de Oranjezaal, 728 x 755 cm (Jacob Jordaens)
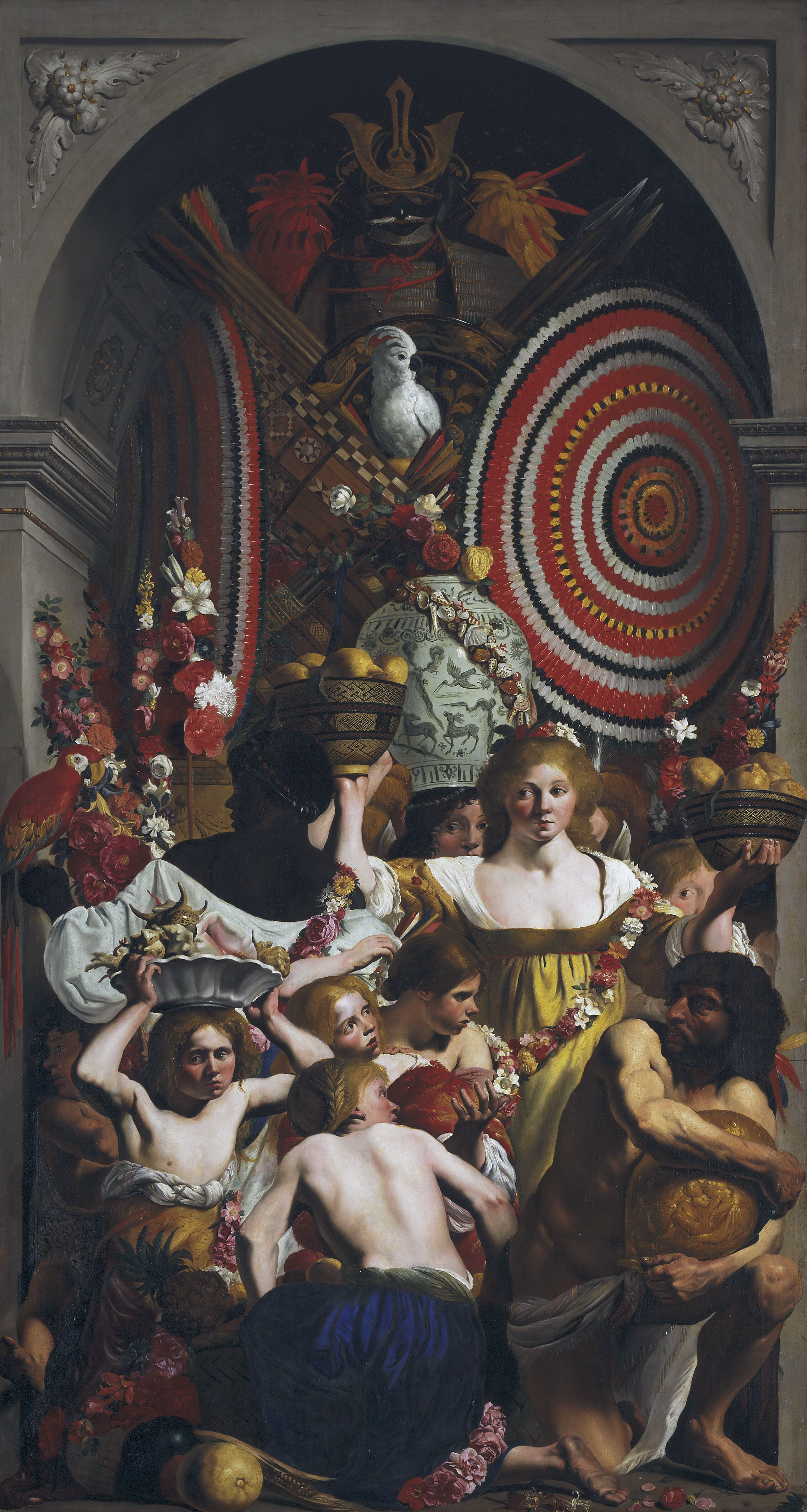
Deel van de triomfstoet, met geschenken uit de Oost en de West (Jacob van Campen)
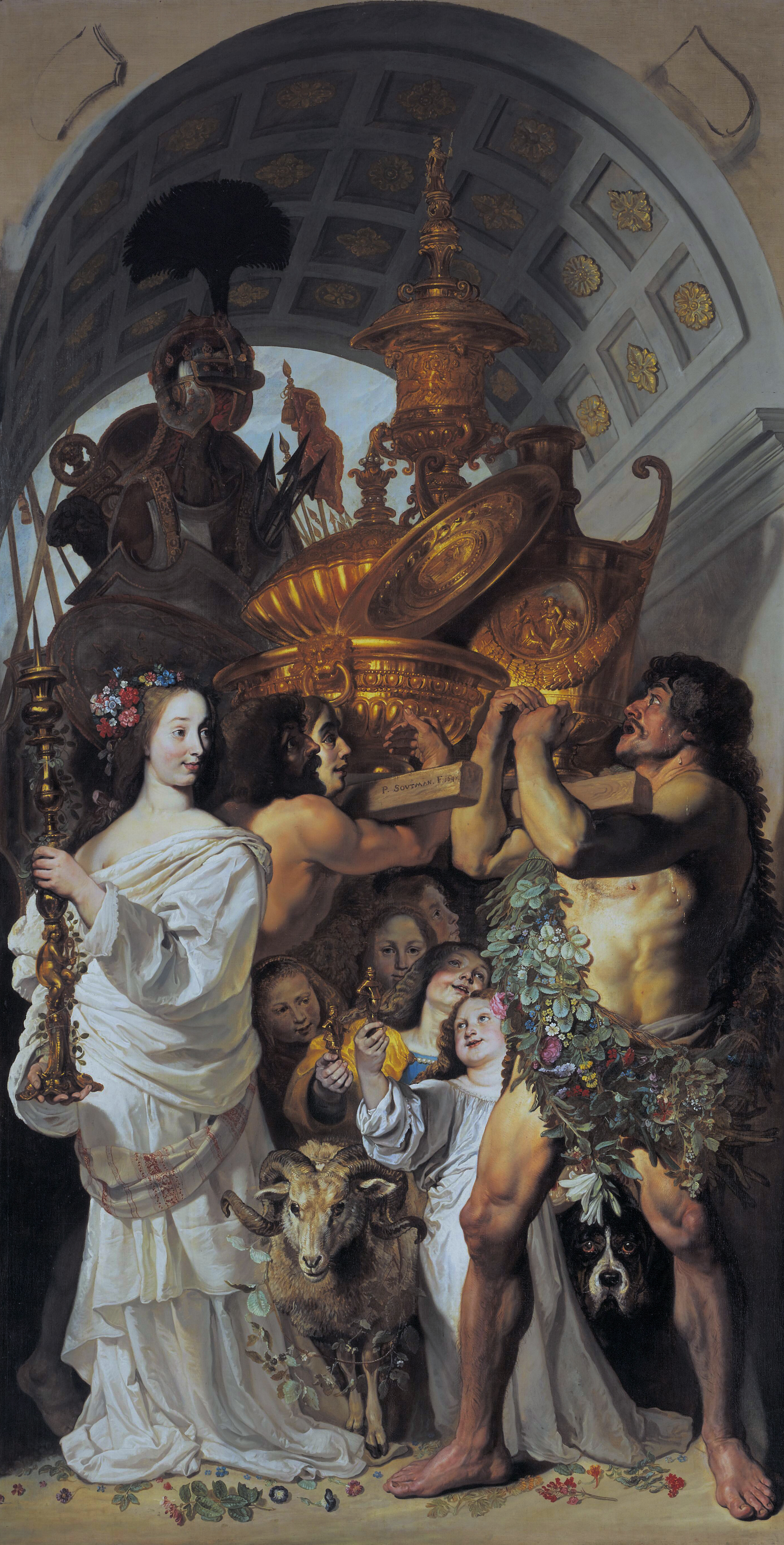
Deel van de triomfstoet, met meegevoerd goud en zilver (Pieter Soutman)
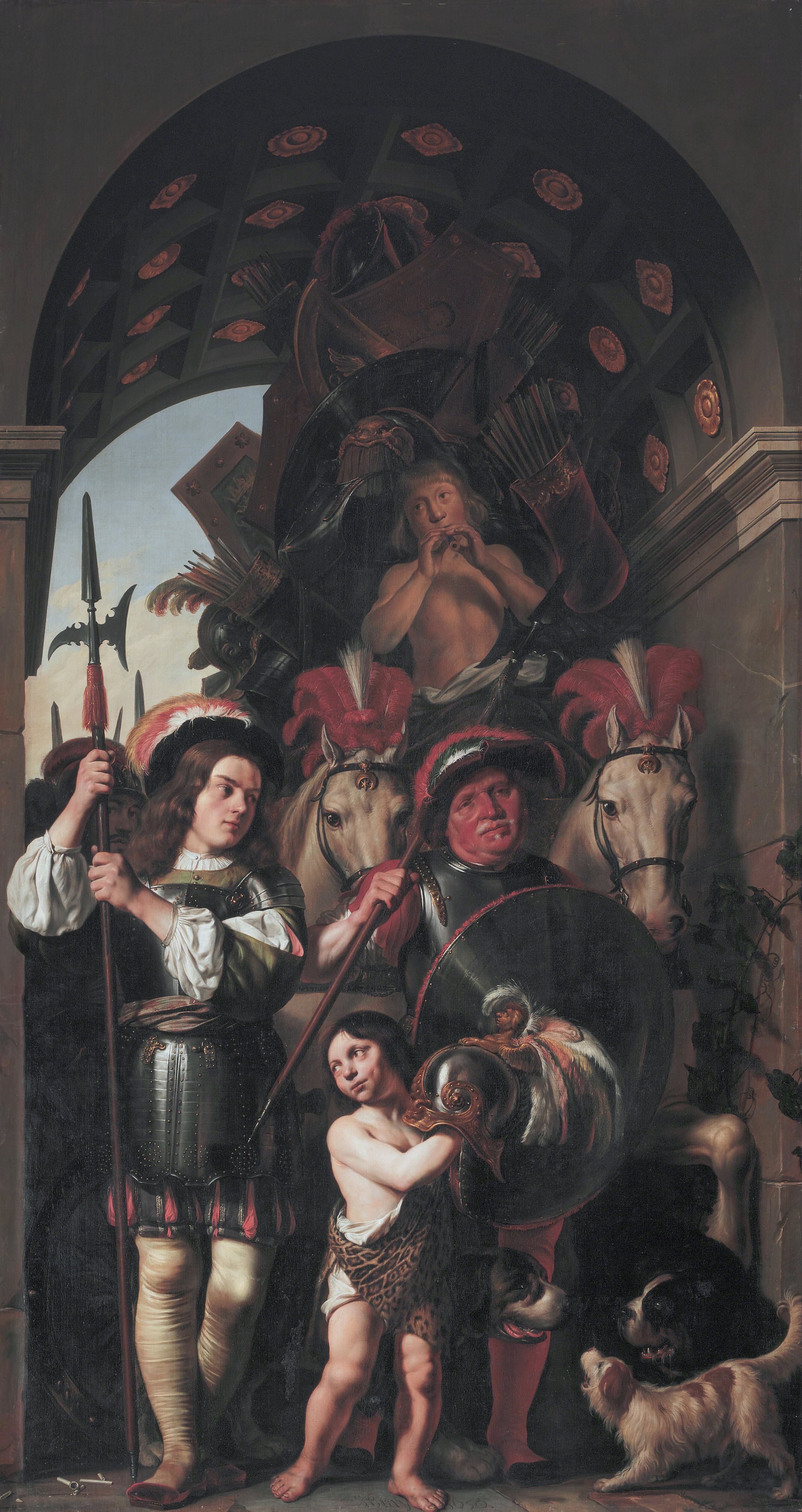
Deel van de triomfstoet, met buitgemaakte wapens (Salomon de Bray)
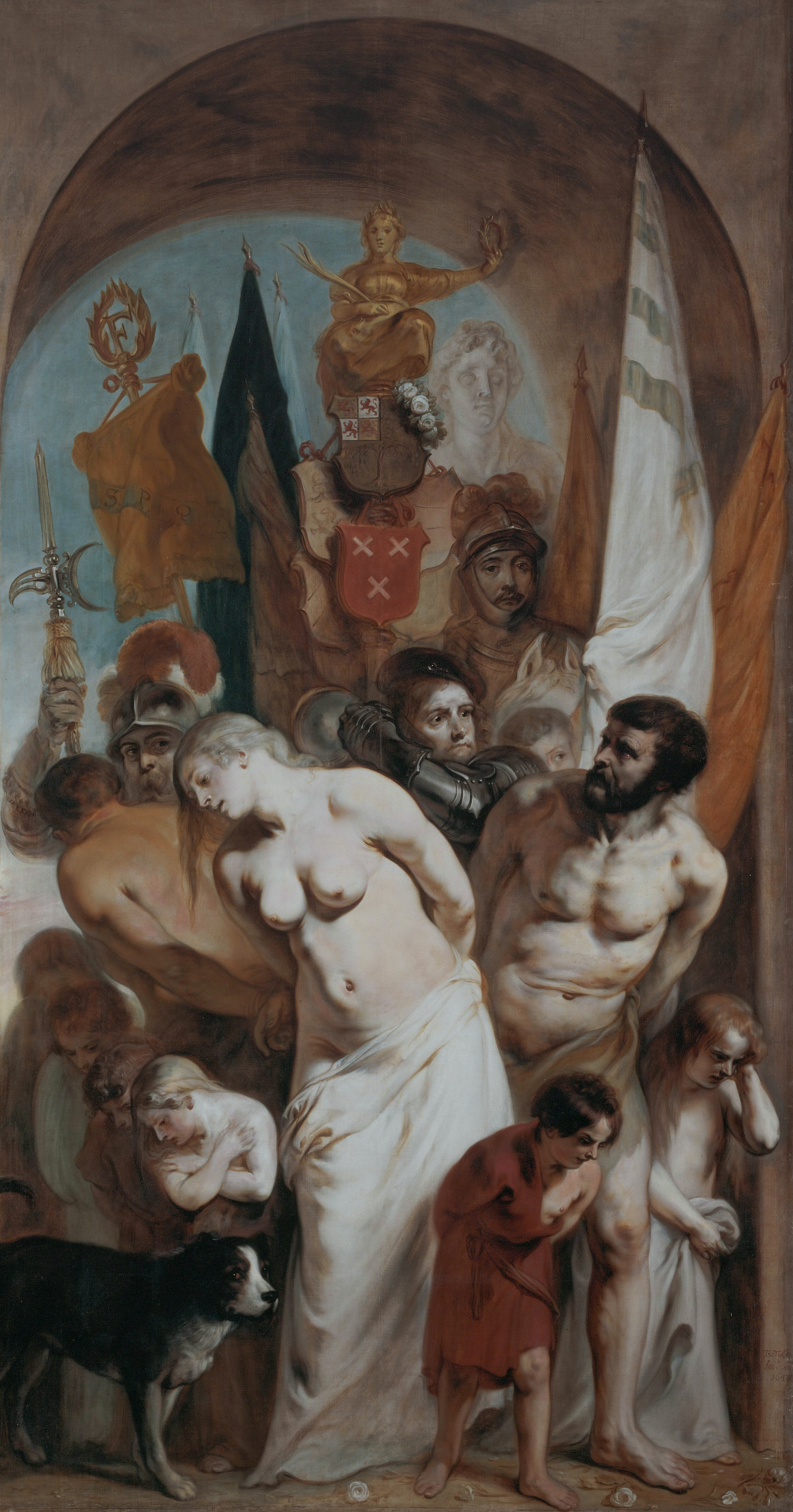
Deel van de triomfstoet, met gevangenen (Theodoor van Thulden)
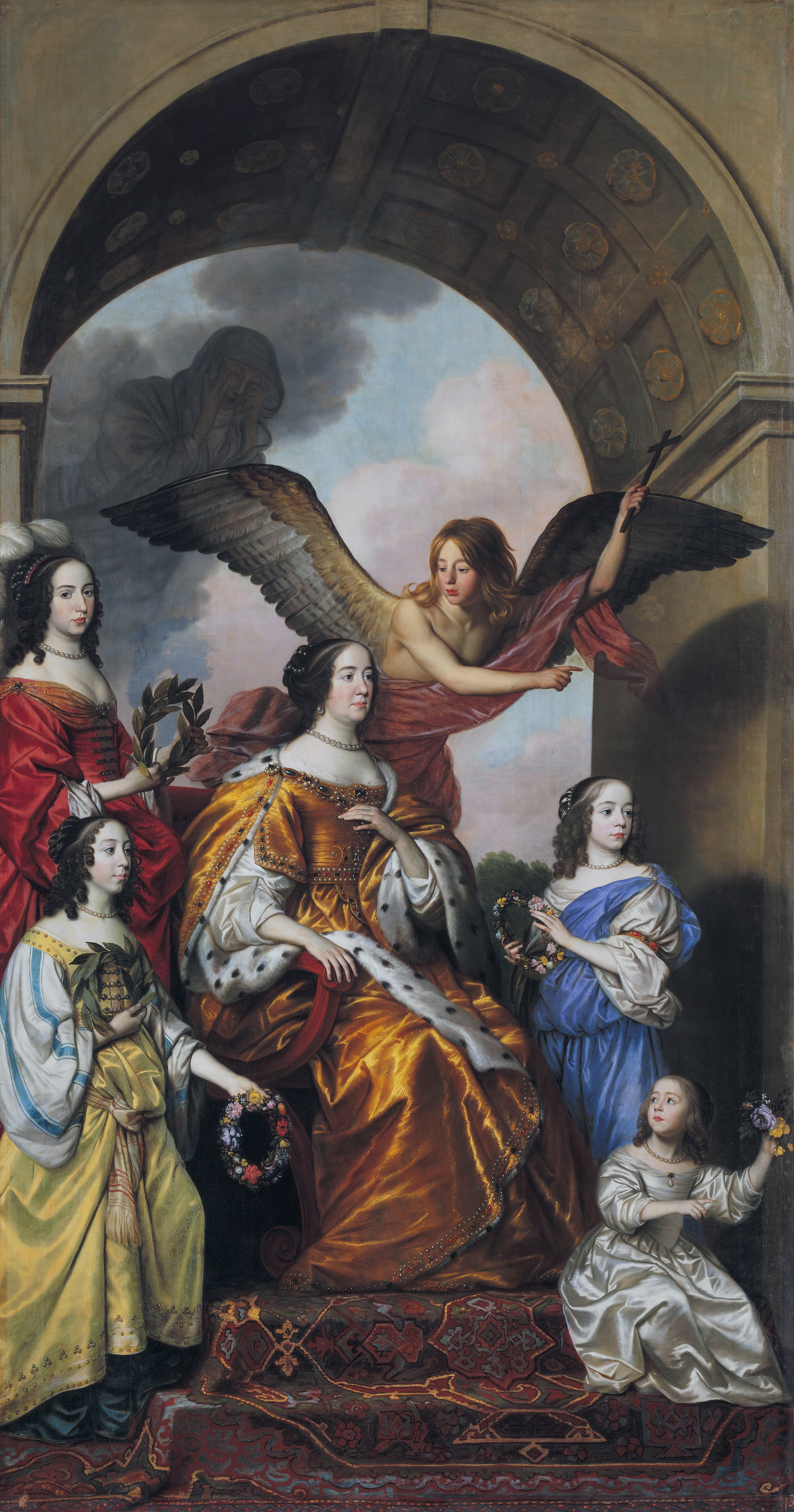
Deel van de triomfstoet: Amalia van Solms met haar dochters als toeschouwers van de triomf van Frederik Hendrik (Gerard van Honthorst)

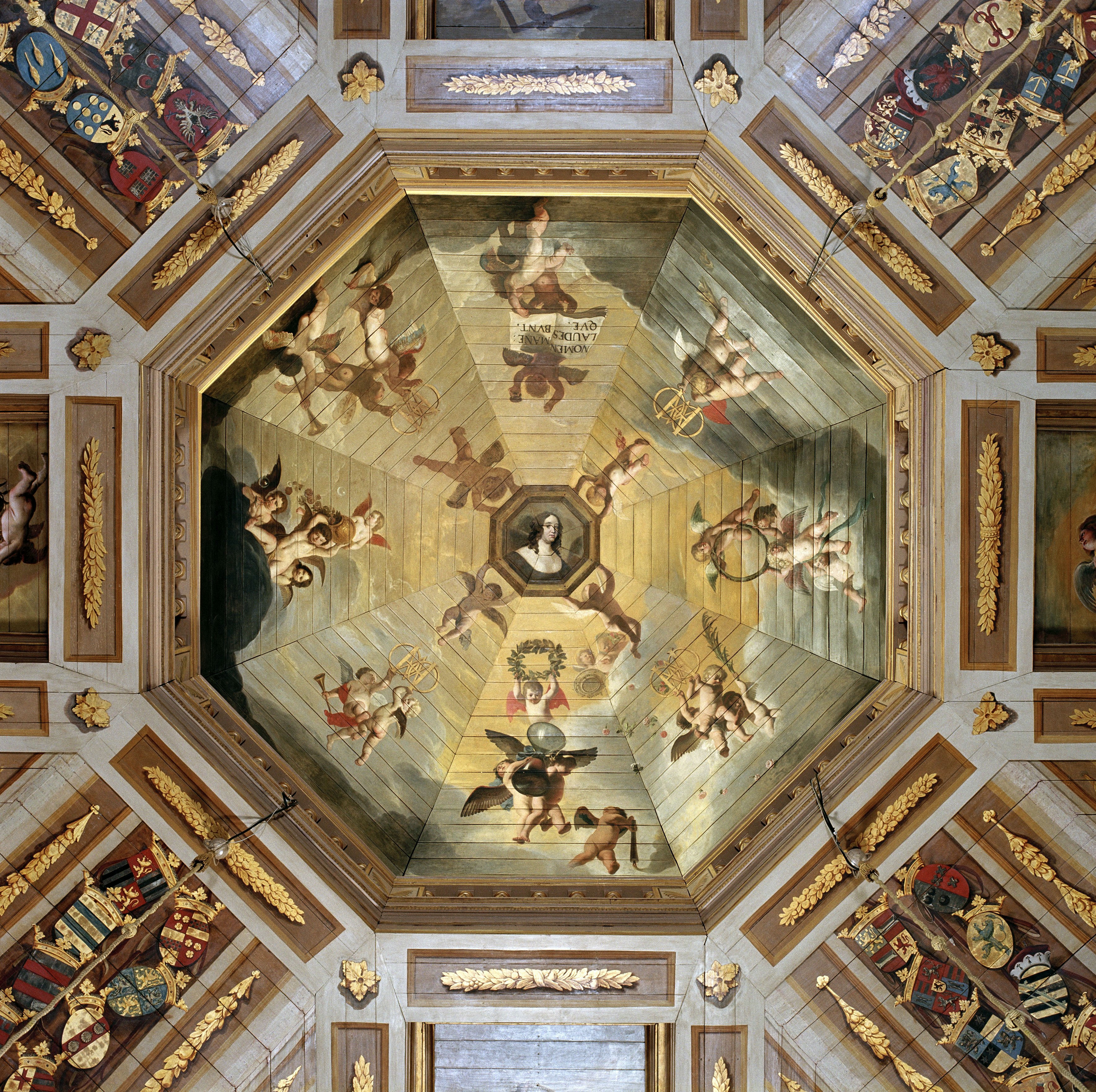
Het gewelf van de lantaarn met Amalia van Solms als weduwe (school Van Honthorst)
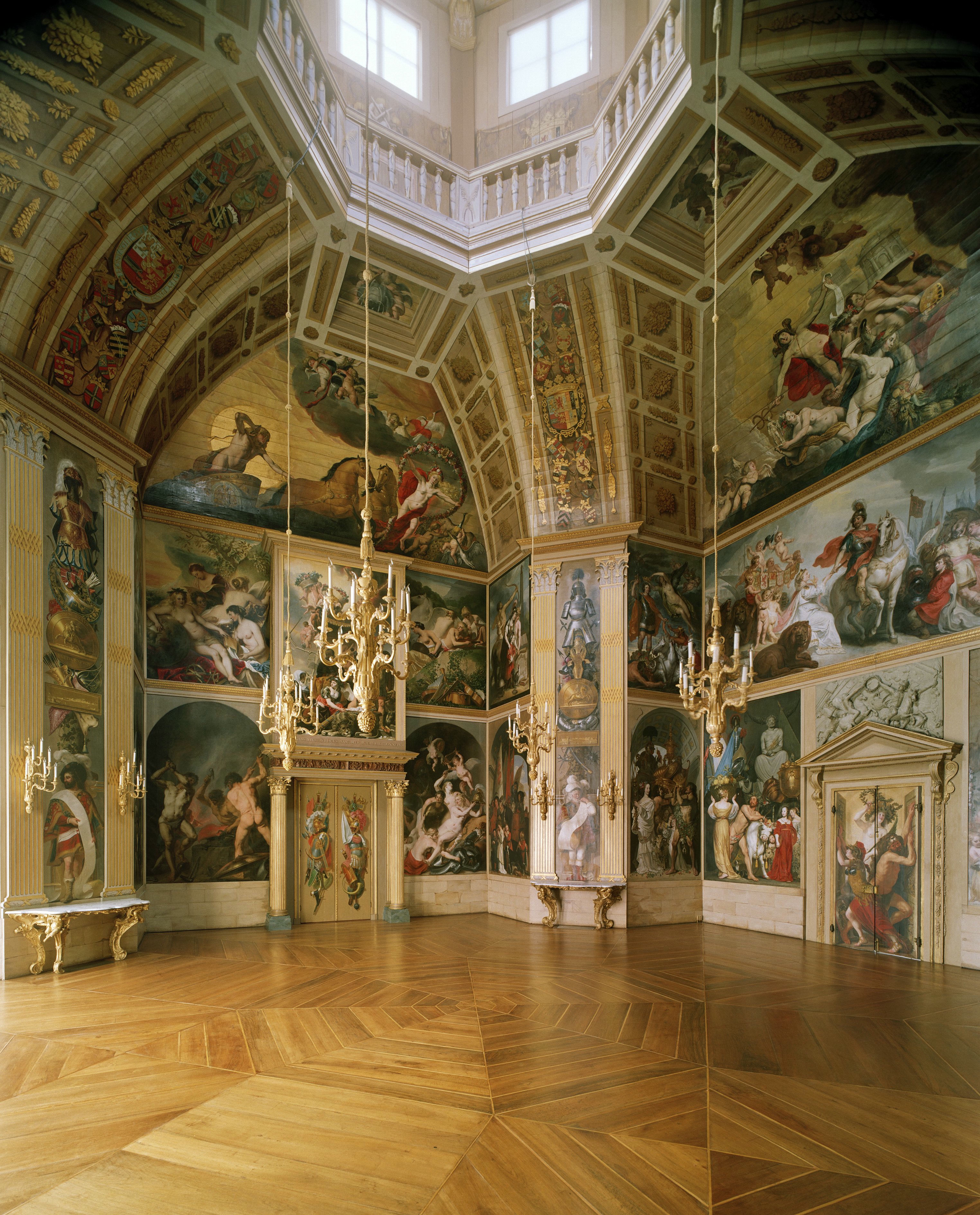
Overzicht van de west- en noordwand met uiterst rechts de hoofdingang
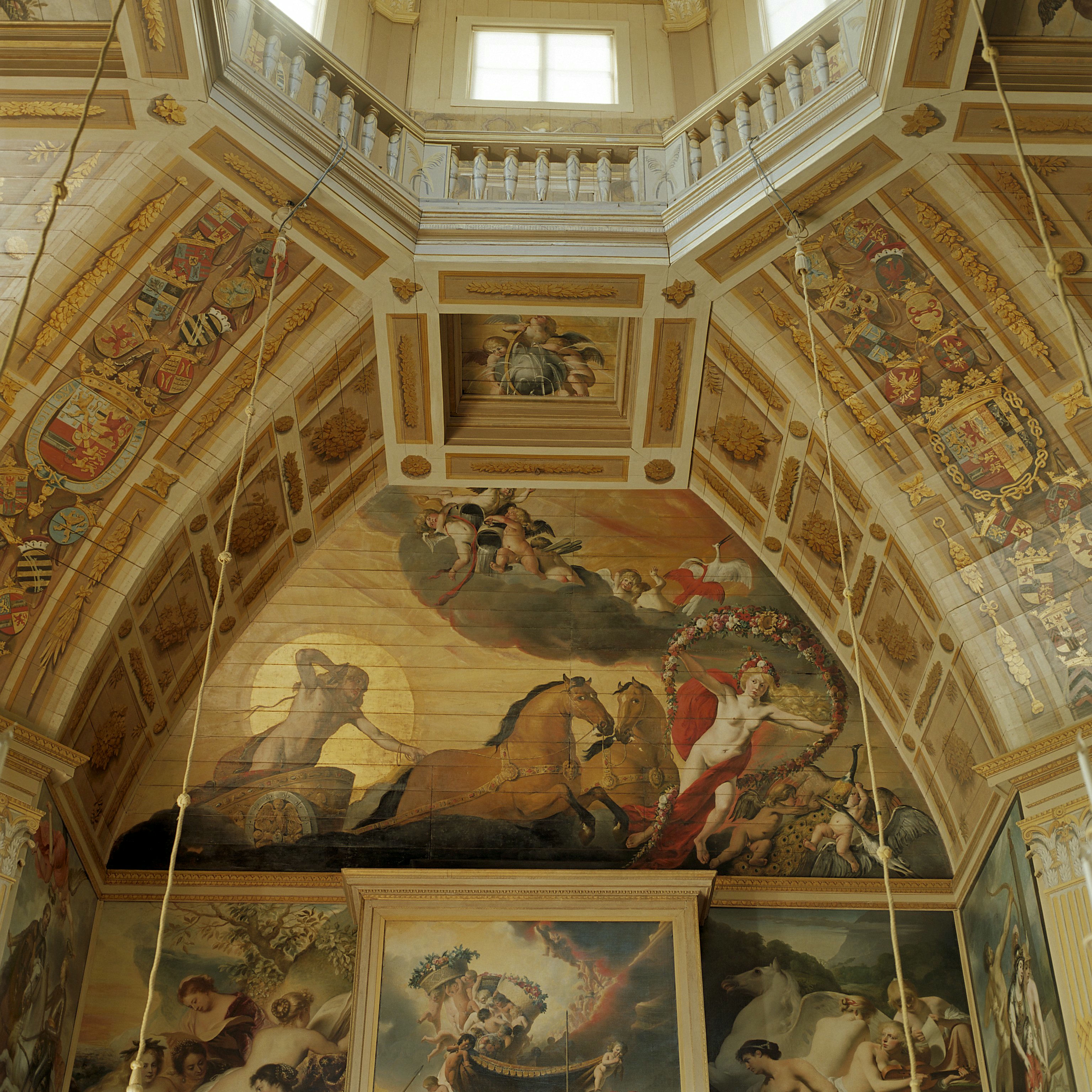
Gedeelte van het gewelf boven de westwand met Putti met attributen van regen en dauw (Pieter de Grebber)
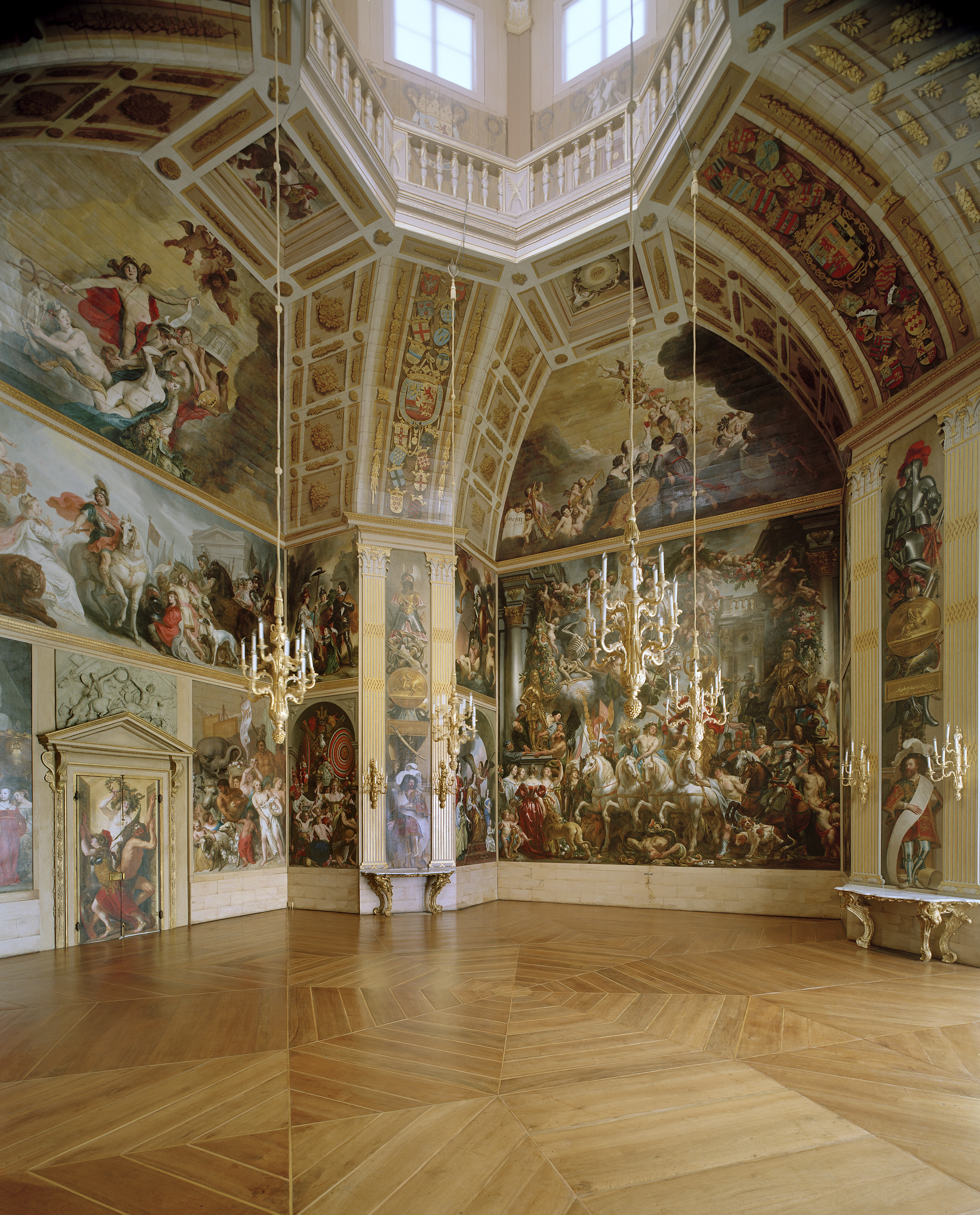
Overzicht noordoosthoek, met de hele oostwand en uiterst links de hoofdingang
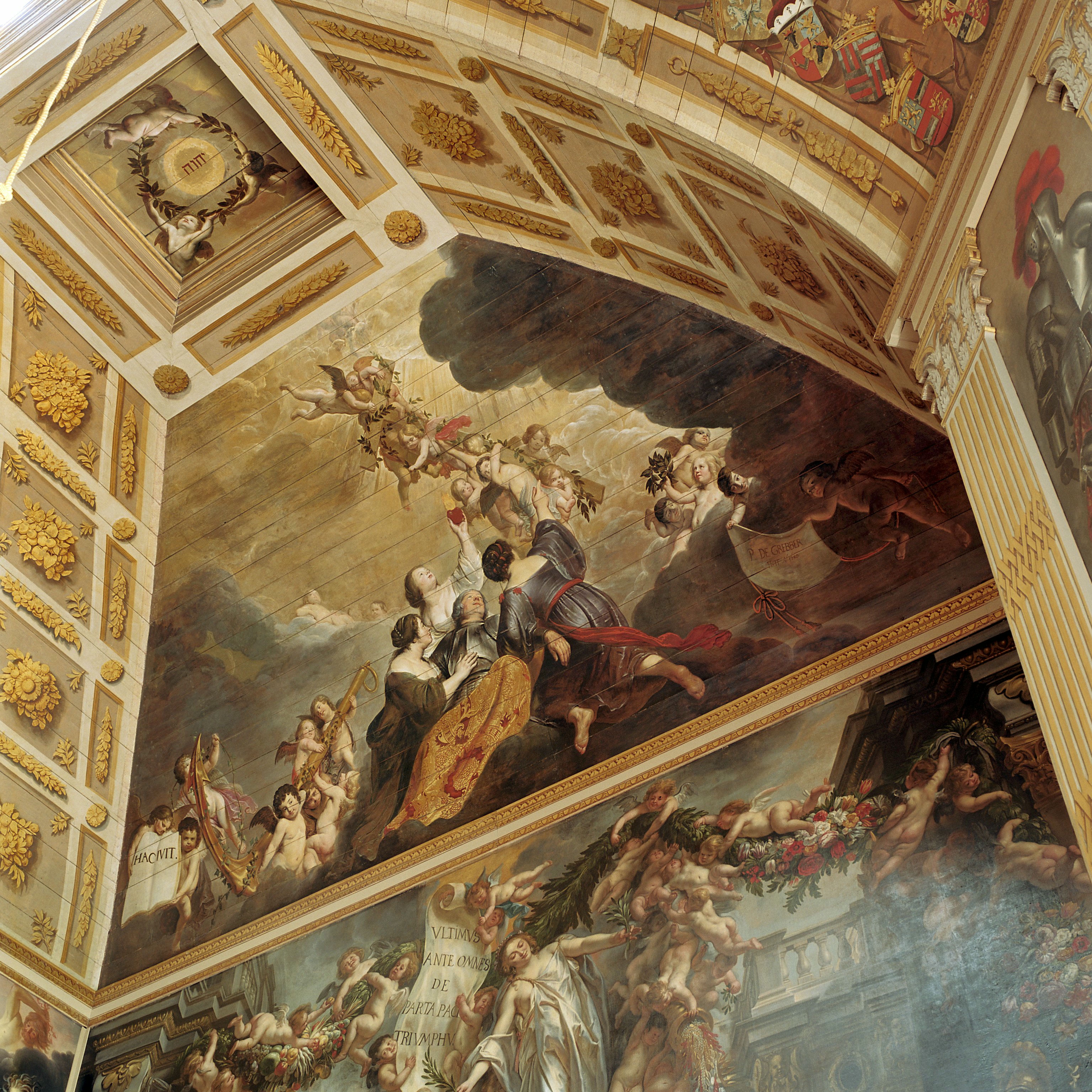
Gewelfvak boven de oostwand
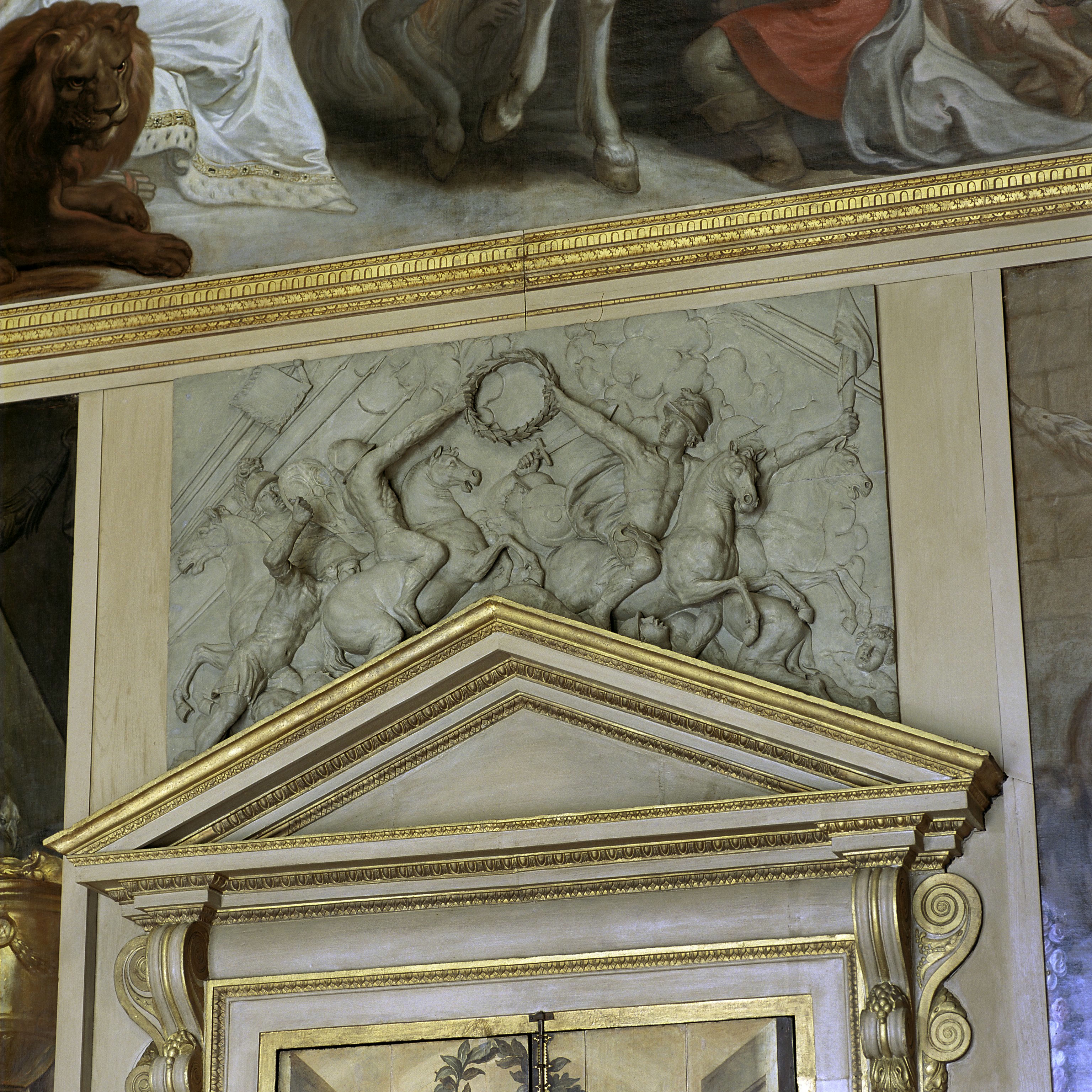
Snijwerk boven hoofdingang noordzijde (Pieter Adriaensz. 't Hooft)

### Bordestrap en presentatie ministers
Aan de voorgevel heeft het paleis altijd een trap gehad die naar de bel-etage leidde. In de jaren 1734-1735 werd de oorspronkelijke trap vervangen door een hardstenen bordestrap met twee witmarmeren vazen op hardstenen sokkels aan de voet van de trap. De hardstenen leuning werd daarbij vervangen door een smeedijzeren versie van meester-smid Leendert Ulje uit Amsterdam. Beschadigingen uit de Tweede Wereldoorlog werden in 1955-1957 gerestaureerd met kokend lood in een poging om het smeedwerk van de balustrade opnieuw in het hardsteen vast te zetten. Het natuursteen werd echter vooraf niet verwarmd, waardoor het gesteente op verschillende plaatsen ging scheuren. Tegelijkertijd werden aan de onderzijde delen van de traptreden afgehakt, omdat ze anders niet pasten op de nieuw geplaatste betonnen draagconstructie. Bij de renovatiewerkzaamheden van 2015-2019 werden alle hardstenen blokken uit elkaar gehaald. Slechts twintig procent bleek herbruikbaar, waarop besloten werd om de hele trap te vervangen.
Inmiddels is het traditie dat op Huis ten Bosch de Nederlandse ministers beëdigd worden. De presentatie aan de fotograferende en filmende pers van de ministersploeg vindt vervolgens plaats op de bordestrap, vanaf 1971 in aanwezigheid van het staatshoofd. In 1981 daarentegen was de presentatie van de ministersploeg van het kabinet-Van Agt II in de entree van het paleis. In 2012 werd de beëdiging - in de Oranjezaal - voor het eerst uitgezonden via de televisie.

### Standbeeldenreeks stadhouders
In opdracht van stadhouder Frederik Hendrik vervaardigde beeldhouwer François Dieussart (ca. 1600-ca. 1663), per contract van 19 april 1646, van wit marmer uit Carrara vier levensgrote beelden van de stadhouders Willem I, Maurits, Willem II en Frederik Hendrik. Het was de enige keer dat een groep prinsen van Oranje ten voeten uit in marmer werd uitgebeeld. De beeldhouwer begon met de dynastieke reeks in 1646 en leverde de laatste in 1651. Ze kregen een plek in het voorhuis, zoals blijkt uit een in 1655 gepubliceerde tekening van een doorsnede van wat toen nog de 'Sael van Orange' heette. Vermoed wordt dat de beelden van Willem I en Maurits naast de hoofdingang stonden. Bij het betreden van het voorhuis zou dan rechts dat van Willem I hebben gestaan en links dat van Maurits, aangezien het hoofd van Willem I naar links was afgewend en dat van Maurits naar rechts. Uit een inventarislijst blijkt dat het kwartet in 1694 in Huis Honselaarsdijk stond, een ander bezit van de Oranjes. Door vererving kwamen de beelden in het bezit van koning Frederik I van Pruisen en belandden in de marmerzaal van het Stadsslot van Potsdam, dat in 1945 door een bombardement werd vernietigd. Daarbij gingen ze verloren. Replica's - zinken afgietsels - kregen vanaf 1900 een prominente plek op het bordes, naast de voordeuren van Huis ten Bosch. Ze hebben daar gestaan tot omstreeks 1958. Ze verhuisden naar de achtergevel waar ze een plek kregen onder de bogen van het onderhuis.

## Toegankelijkheid
Tijdens de regeringsperiode van koningin Juliana waren de tuinen vrij toegankelijk voor publiek, behalve als zij in het paleis verbleef. Sinds koningin Beatrix hier haar intrek nam is het terrein afgesloten. Van 1960 tot 1976 werd het hoofdgedeelte van Huis ten Bosch jaarlijks een maand lang ter bezichtiging opengesteld voor belangstellenden. Zo waren in de zomer van 1962 de Oranjezaal, de Witte eetzaal en de Japanse en Chinese kamer toegankelijk. In 1970 bedroeg het toegangsgeld een kwartje en een dubbeltje voor belangstellenden onder de zestien jaar. In de aanloop naar een van de restauraties van het paleiscomplex werd de Oranjezaal van 7 september tot en met 1 november 2015 opnieuw opengesteld voor publiek. 49.673 belangstellenden maakten daar gratis gebruik van.
Bij de renovatie in de jaren 2015-2019 werd de hoofdingang extra beveiligd met het plaatsen van veertien palen, waarvan alleen de middelste twee de grond in konden zakken voor het laten passeren van voertuigen. Achter het ijzeren toegangshek met spijlen werd een doorzichtige glazen veiligheidsdeur geplaatst.

## Replica's van Huis ten Bosch
- Een replica van dit paleis staat in het themapark Huis ten Bosch bij Nagasaki. De replica huisvest een museum voor Japanse en internationale kunstenaars.
- In het afgebroken Holland-dorp bij Shenyang van de Nederlands-Chinese zakenman Yang Bin stond een replica.
- Sinds 1982 staat er een schaalmodel (1:25) van Huis ten Bosch in miniatuurstad Madurodam in Den Haag.
- Het paleis stond in 2019 model voor het 100e Delfts blauwe huisje van KLM.

## Fotogalerij

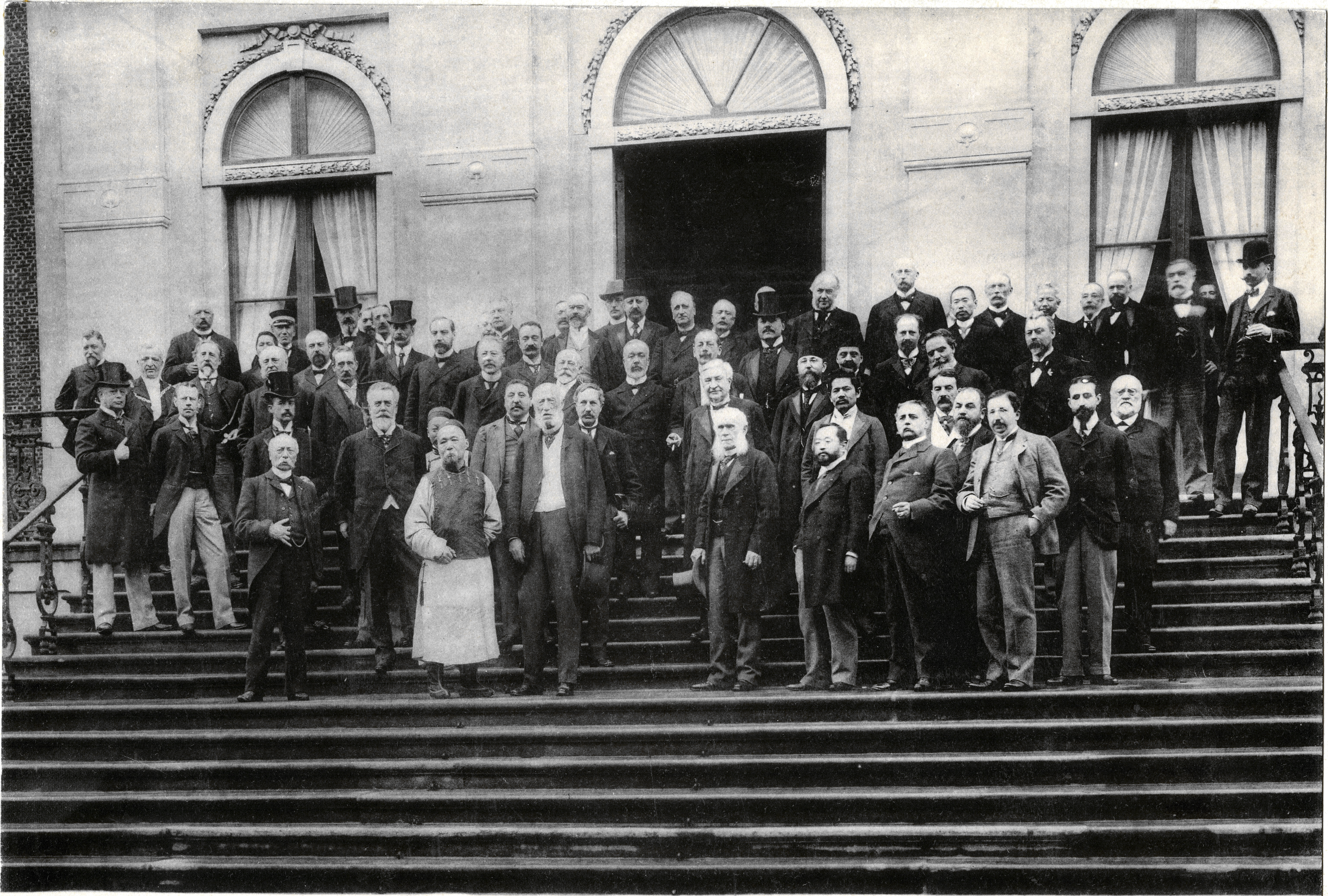
De gedelegeerden van de Vredesconferentie van Den Haag (1899) poseren op de trappen van Paleis Huis ten Bosch; 18 mei 1899
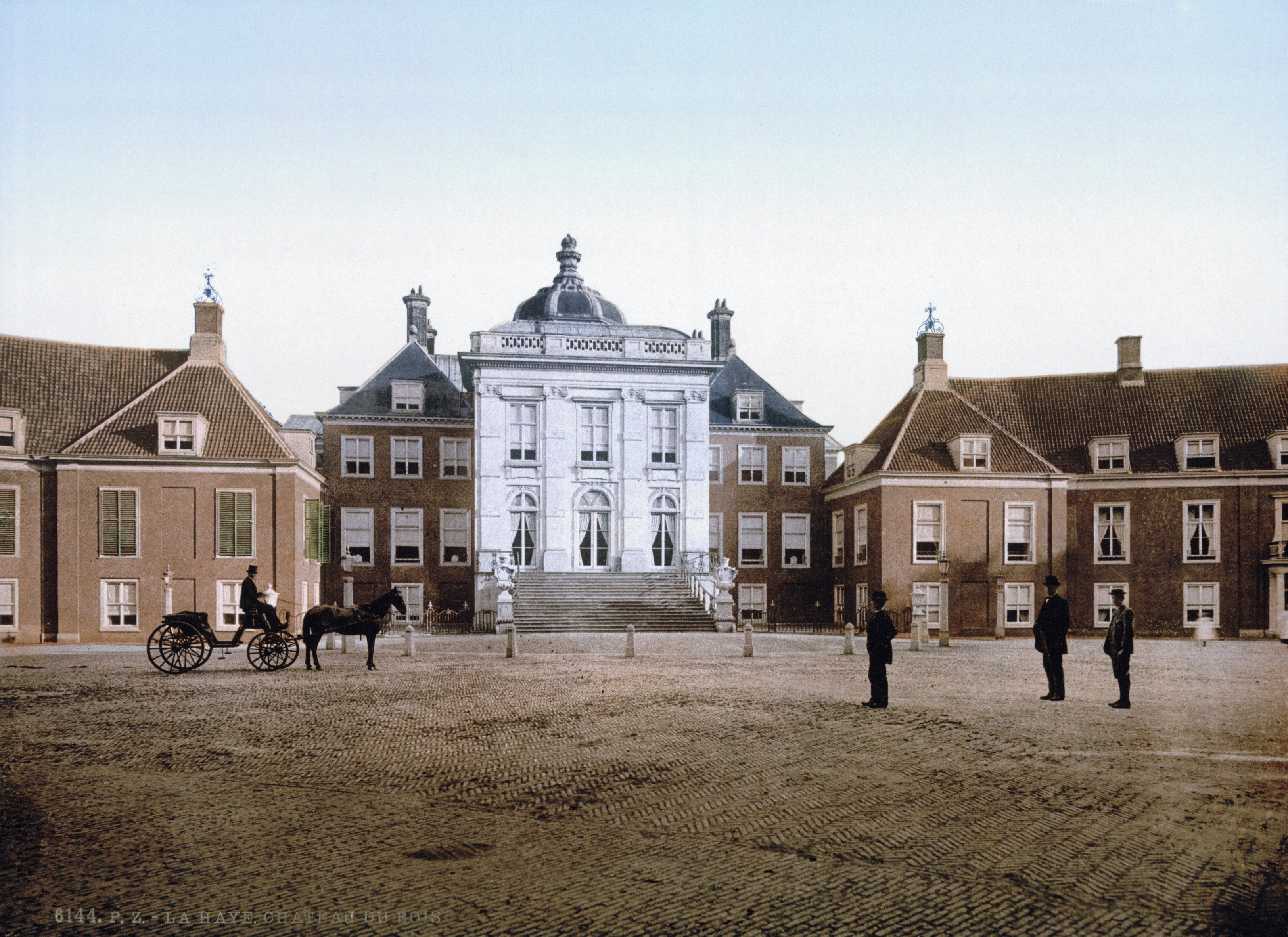
Huis ten Bosch tussen 1890 en 1905
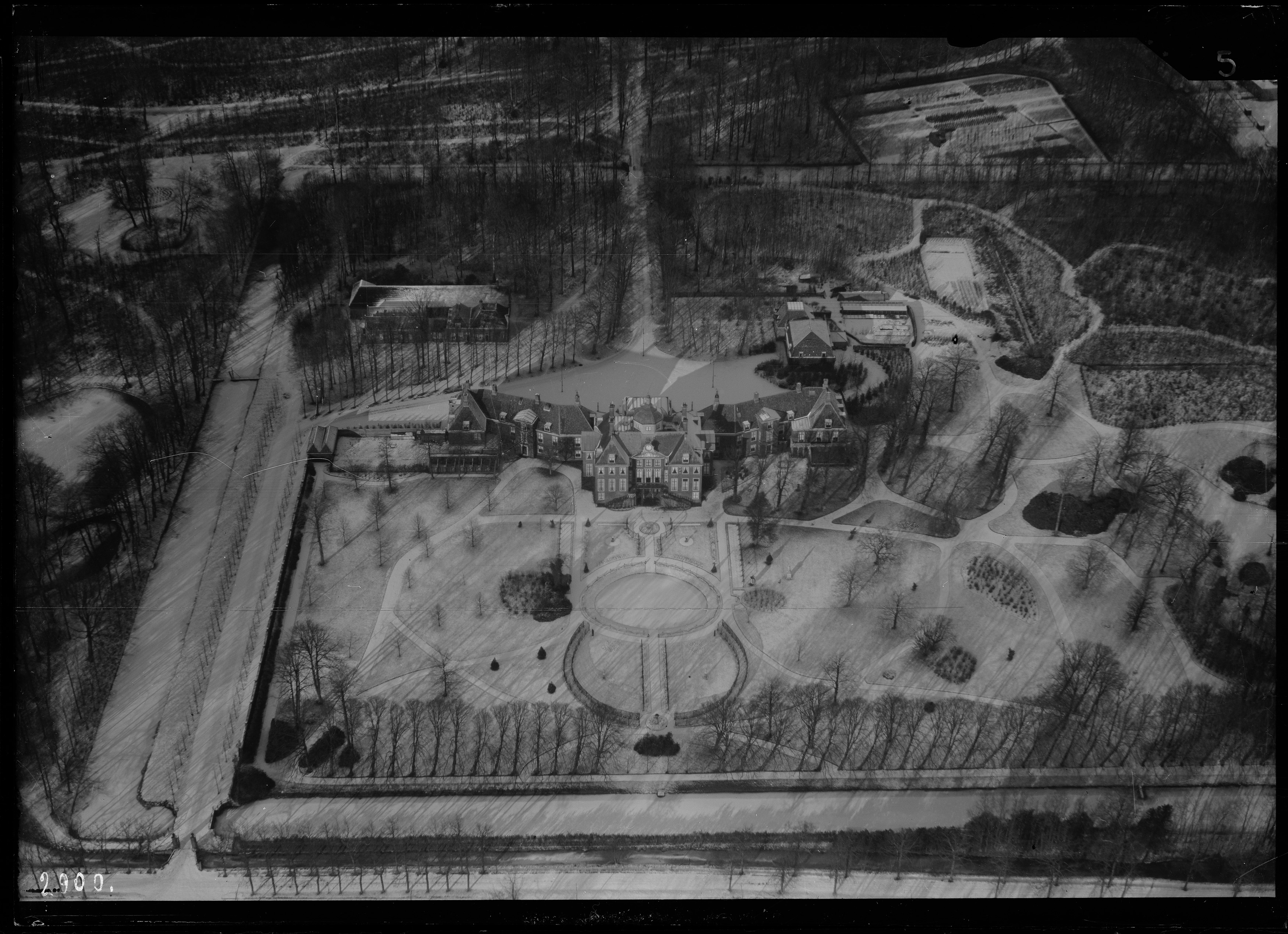
Luchtfoto Huis ten Bosch (1920-1940) (Nederlands Instituut voor Militaire Historie)
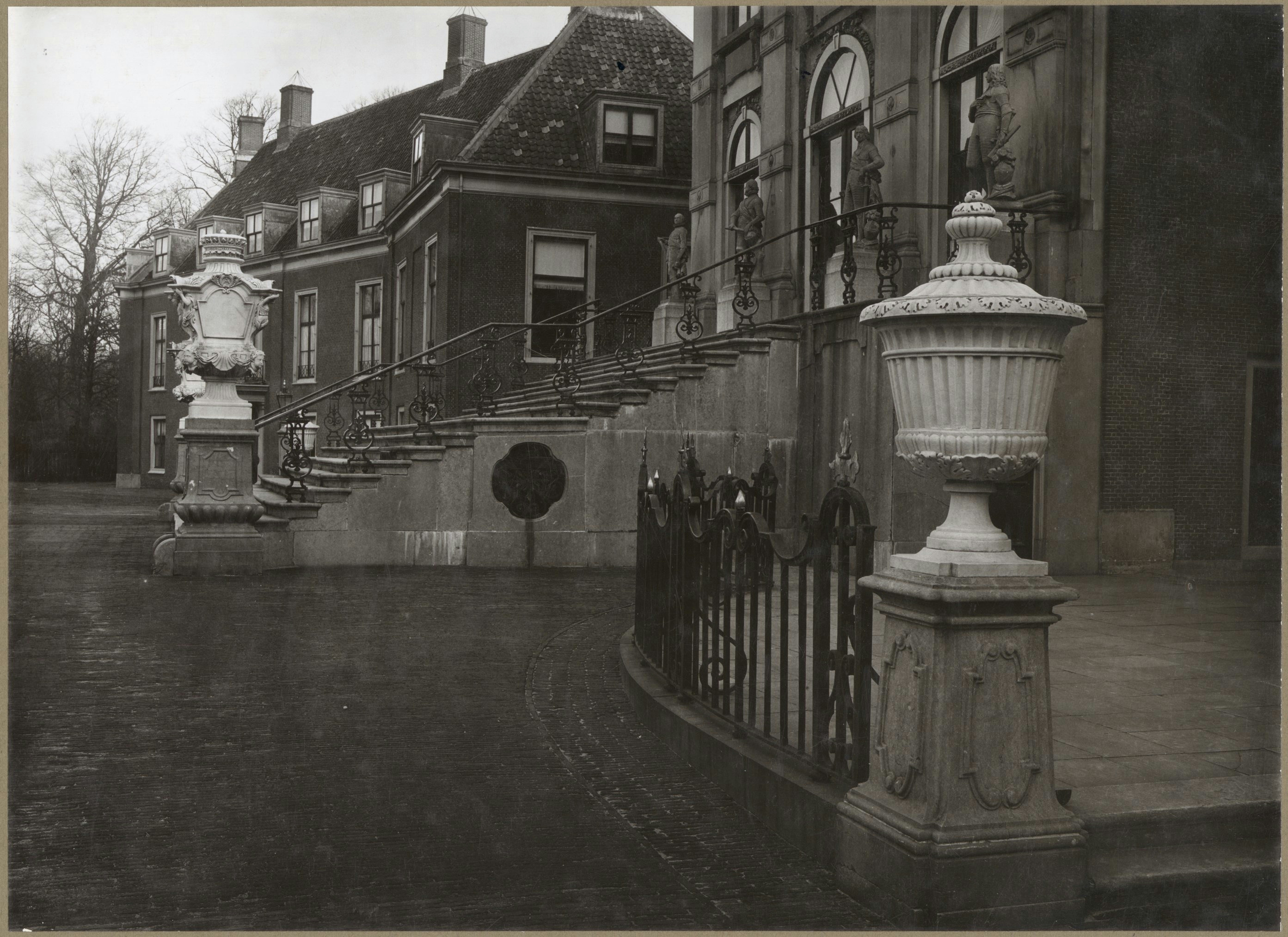
Trap van het paleis met marmeren vazen en op het bordes vier beelden van stadhouders (1943) (Rijksdienst voor het cultureel erfgoed)
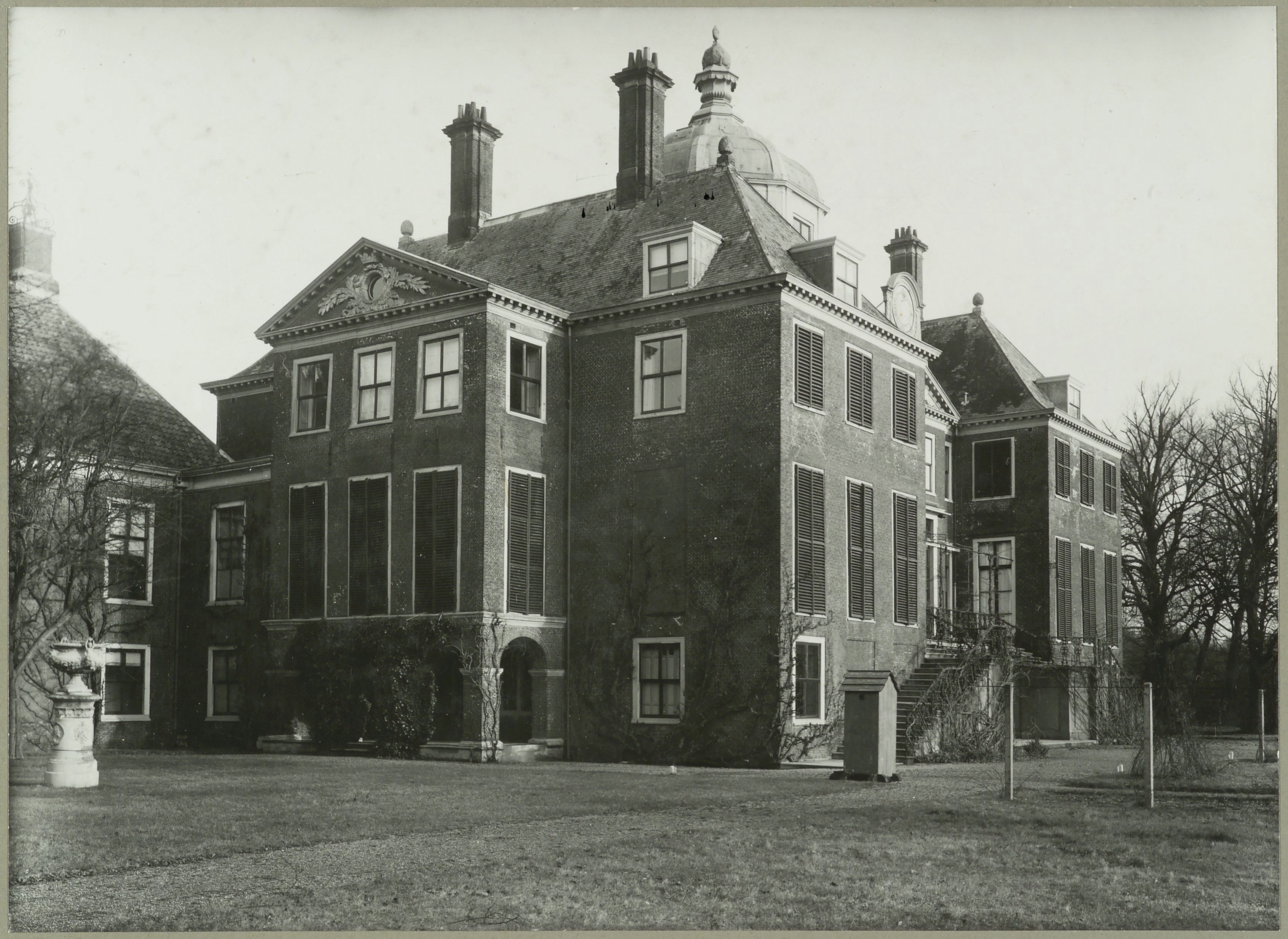
Achtergevel en zijgevel rechts gezien vanuit het zuidwesten in februari 1943. (Rijksdienst voor het cultureel erfgoed)
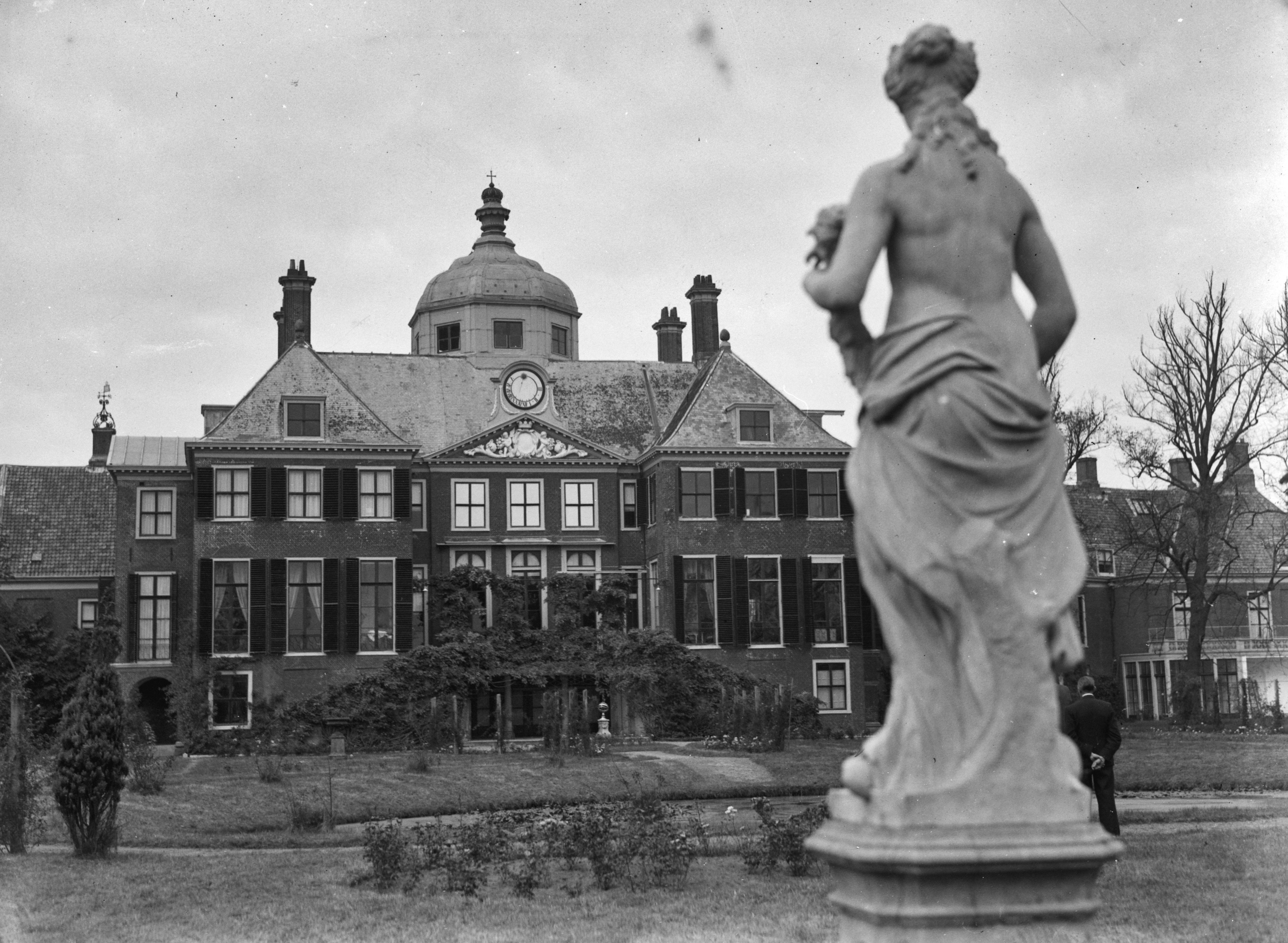
Het van oorlogsschade herstelde Paleis Huis ten Bosch, 14 oktober 1946 (Nationaal Archief)
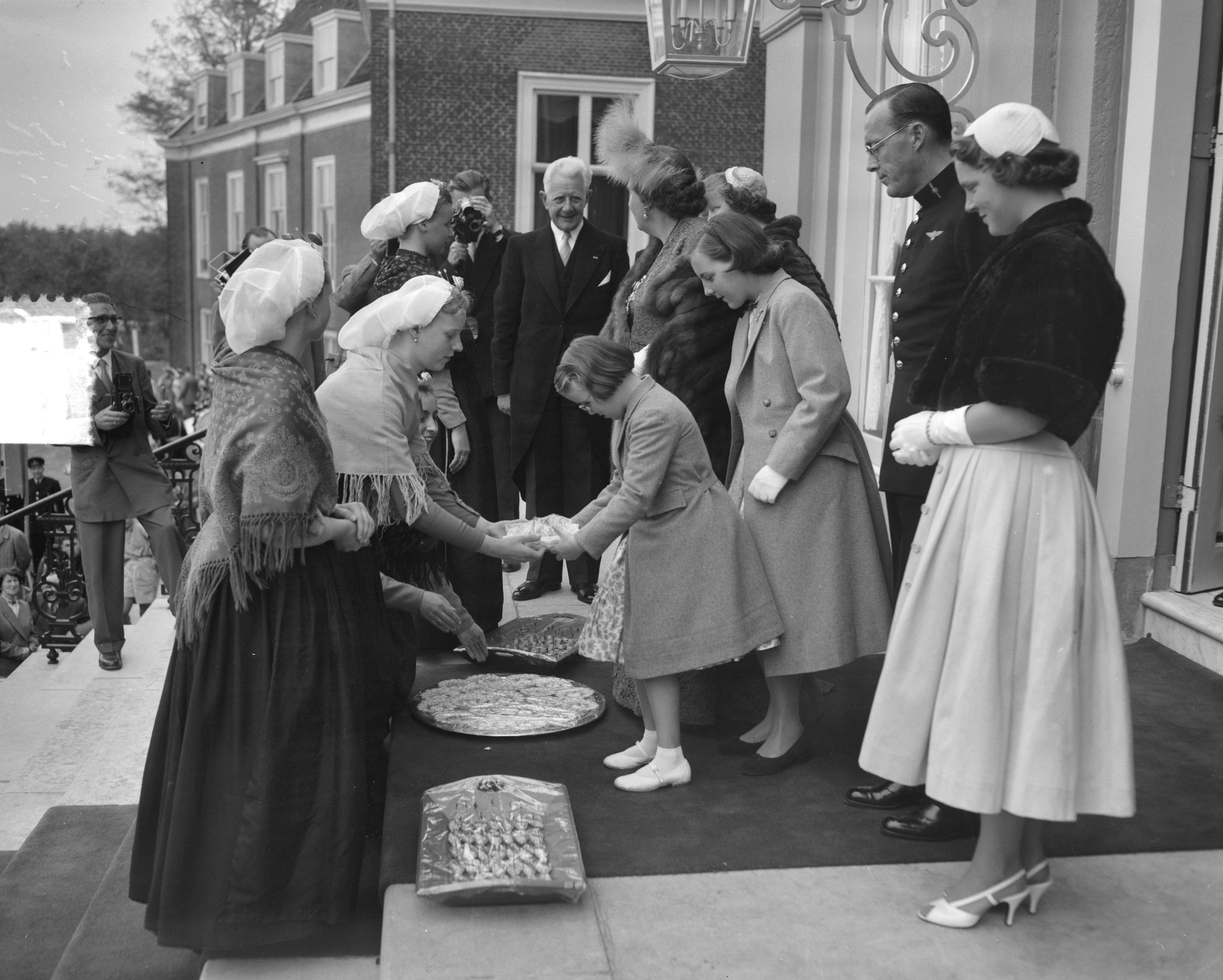
Opening Staten-Generaal, Huis ten Bosch, 16 september 1956 (Nationaal Archief)
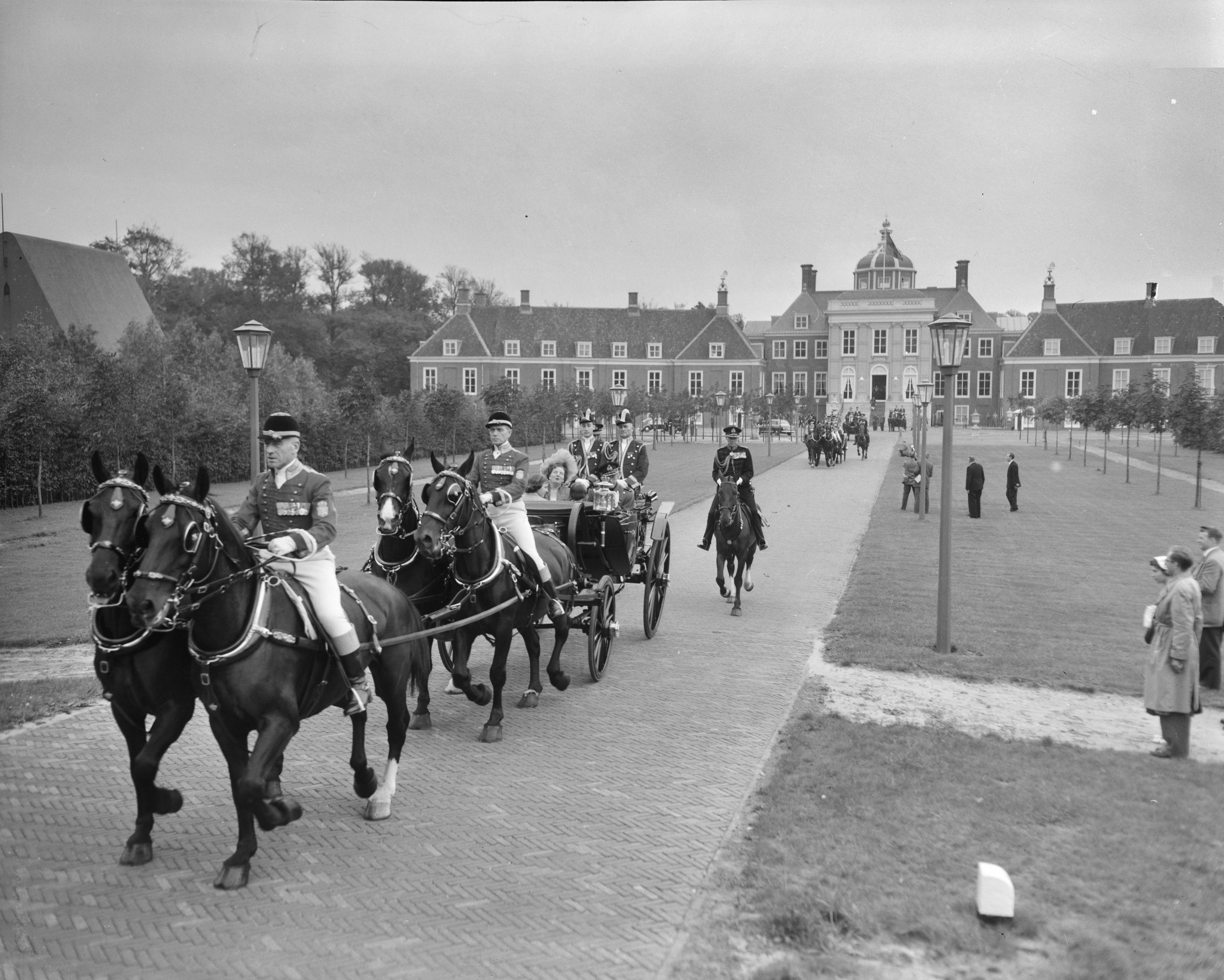
Opening Staten-Generaal; rijtoer vanaf Huis ten Bosch, 16 september 1956 (Nationaal Archief)
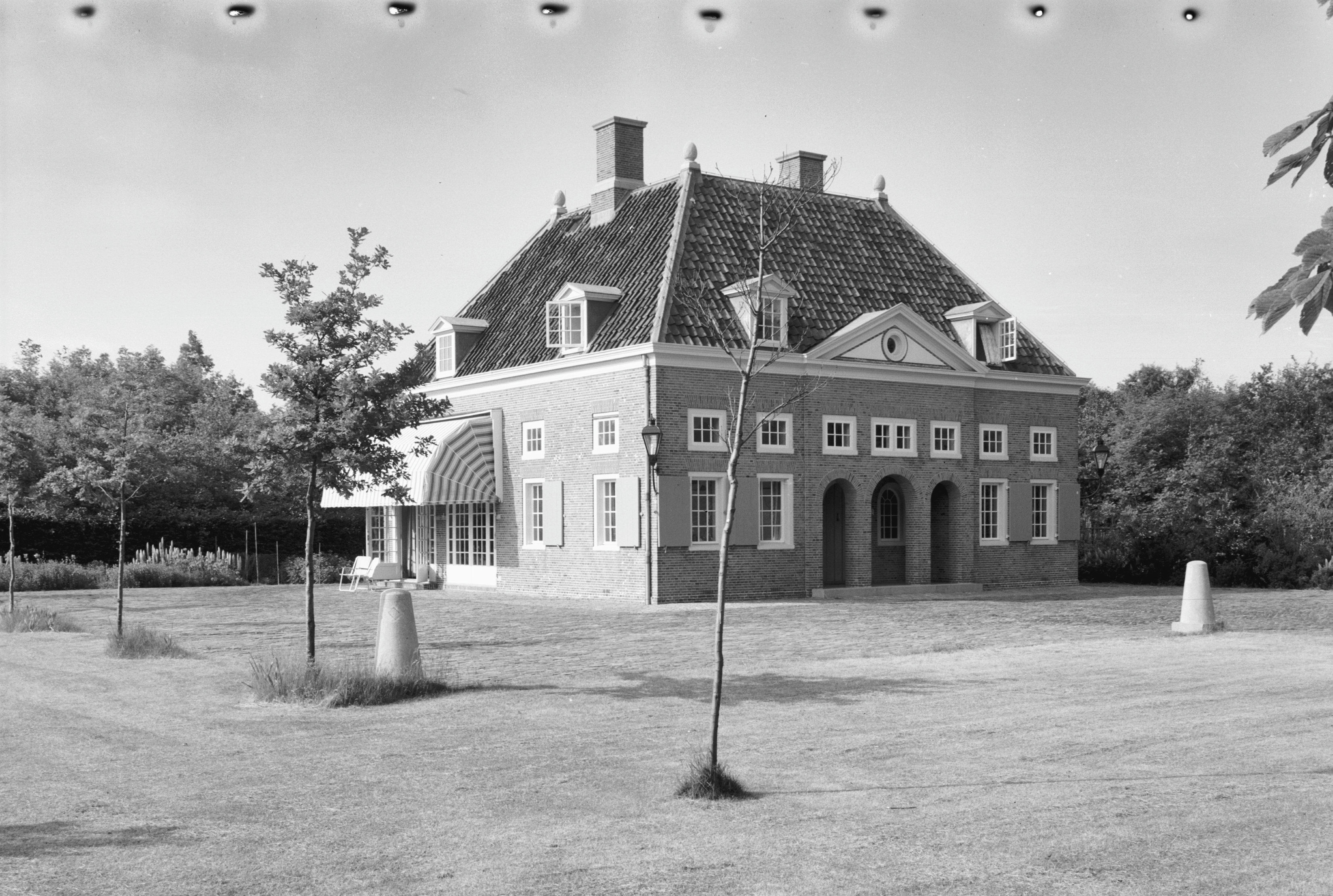
Een bijgebouw van Huis ten Bosch in 1963, een van de twee Pieter Posthuizen en toenmalig woonhuis van Piet de Jong en zijn gezin. (Rijksdienst voor het cultureel erfgoed)
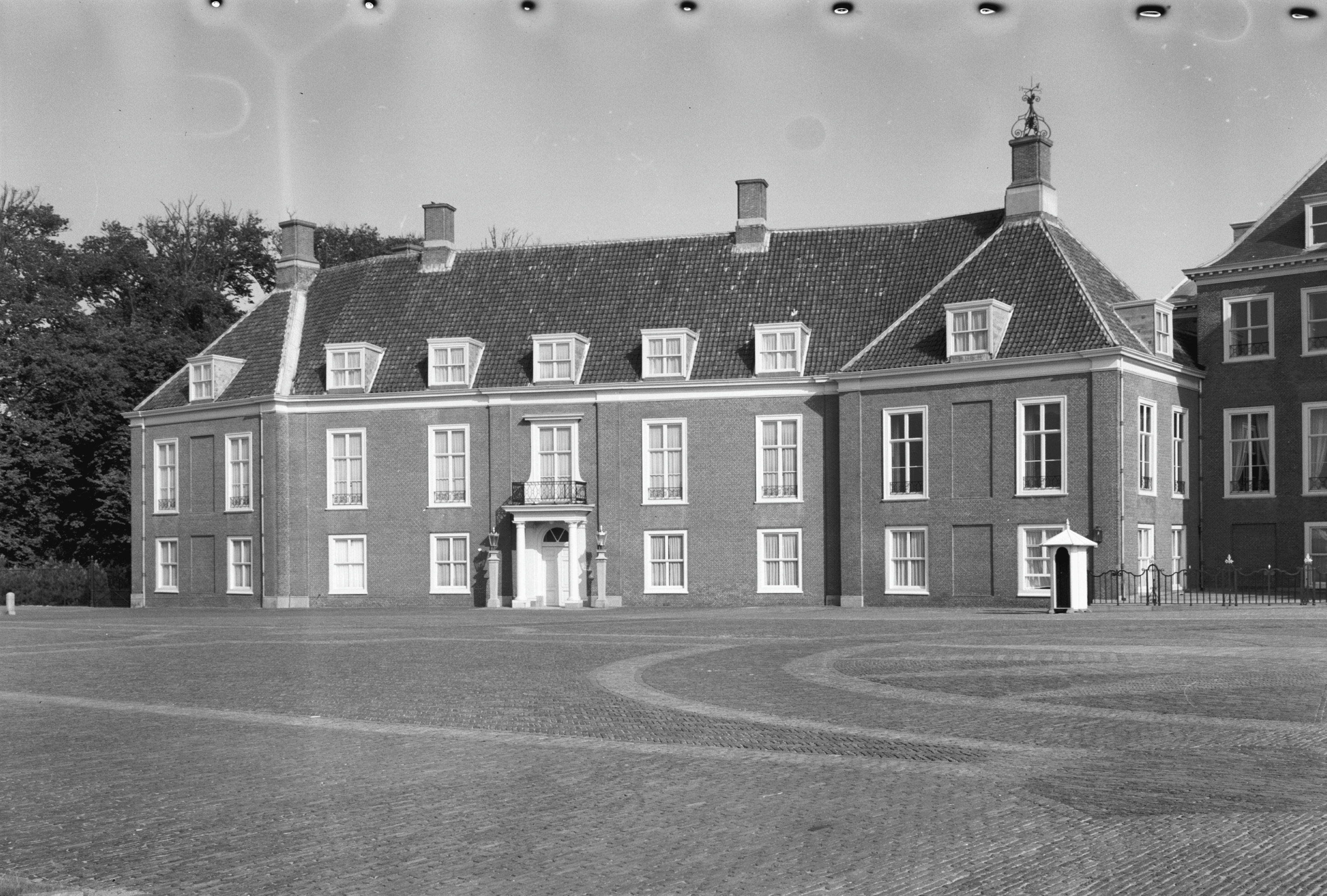
Wassenaarse vleugel van Huis ten Bosch in 1963. (Rijksdienst voor het cultureel erfgoed)
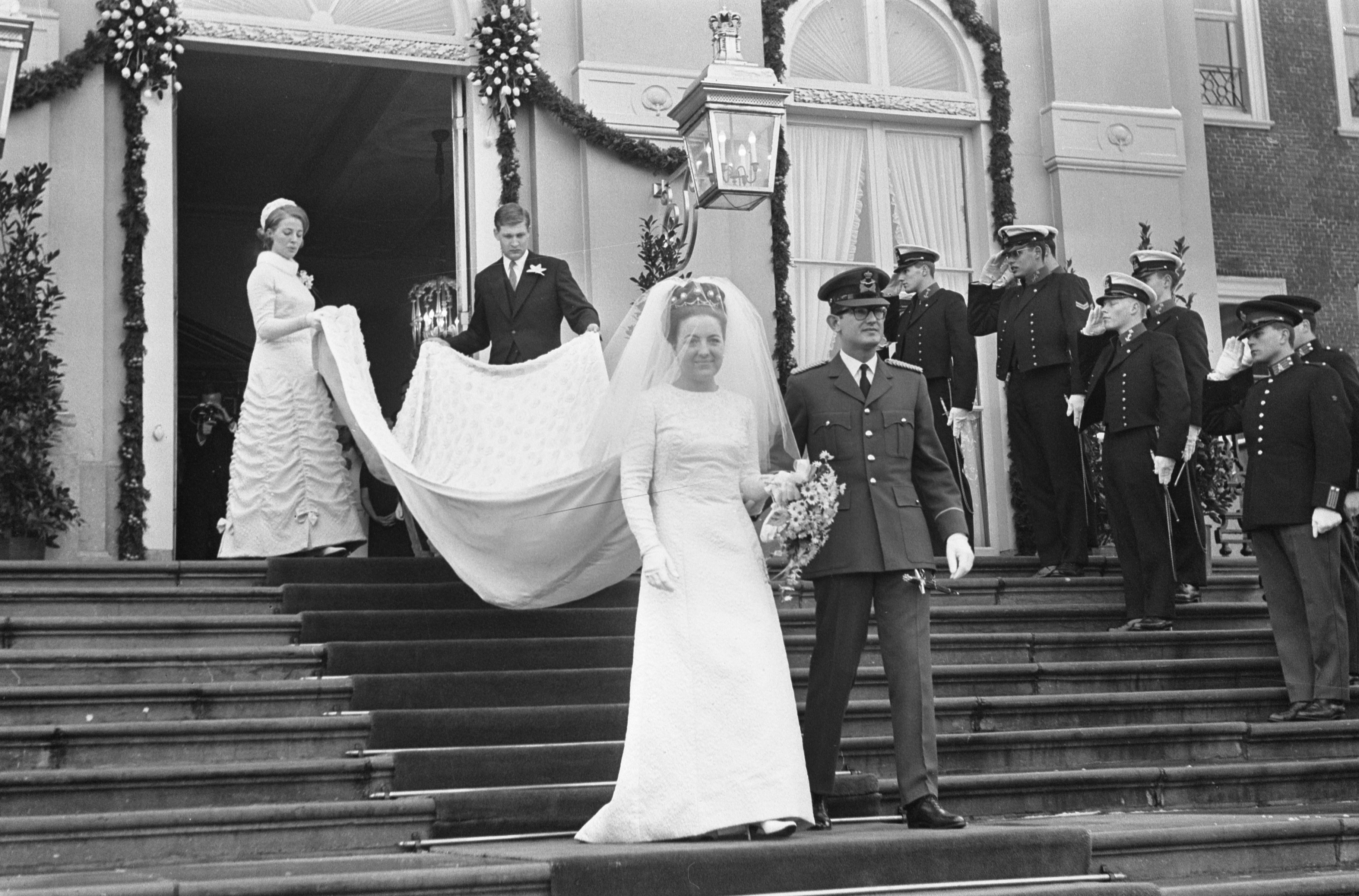
Huwelijk van prinses Margriet en mr. Pieter van Vollenhoven; het bruidspaar verlaat Huis ten Bosch, 10 januari 1967 (Nationaal Archief)
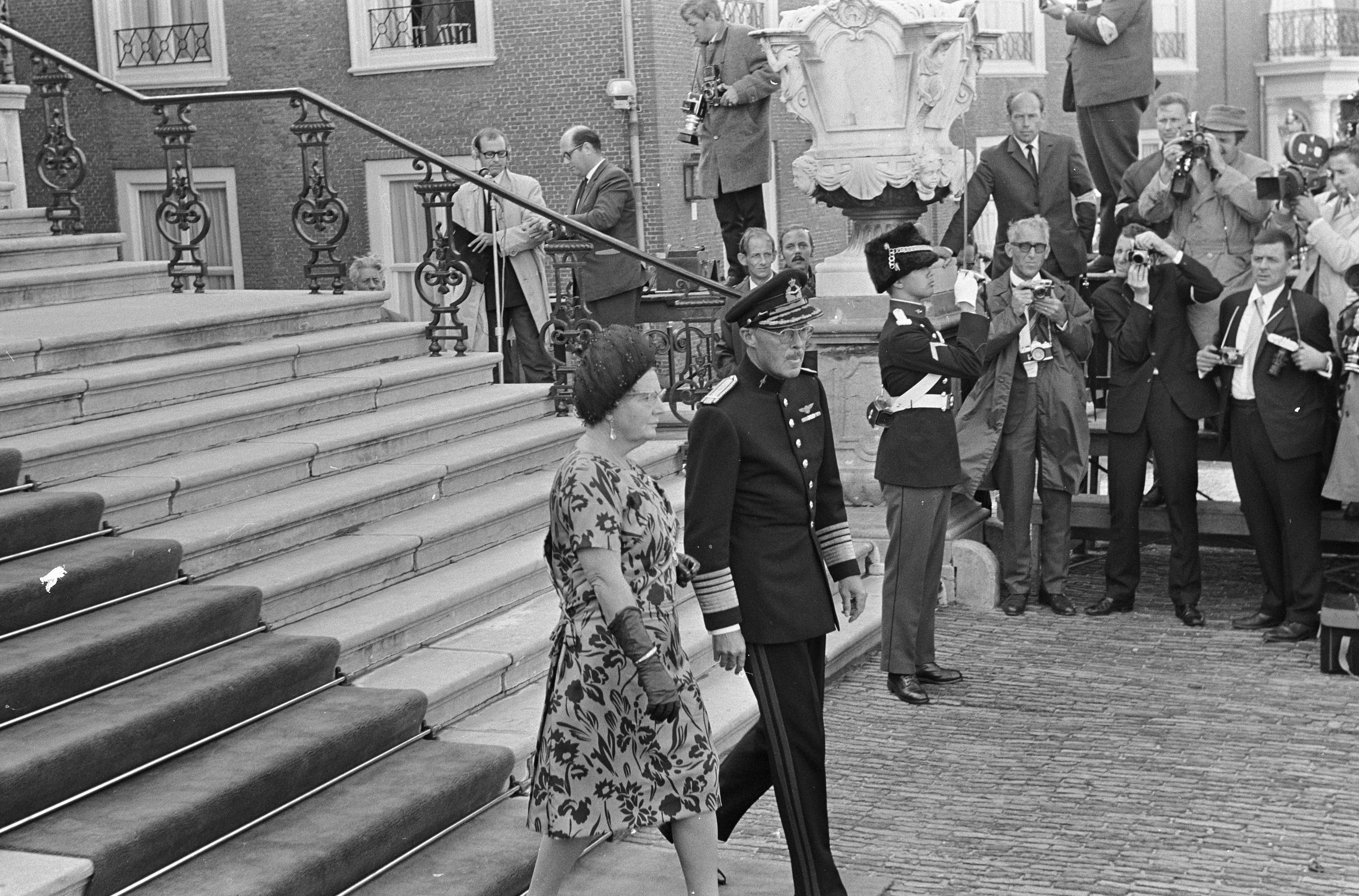
Doop van prins Willem-Alexander; koningin Juliana en prins Bernhard verlaten Paleis Huis ten Bosch, 2 september 1967 (Nationaal Archief)
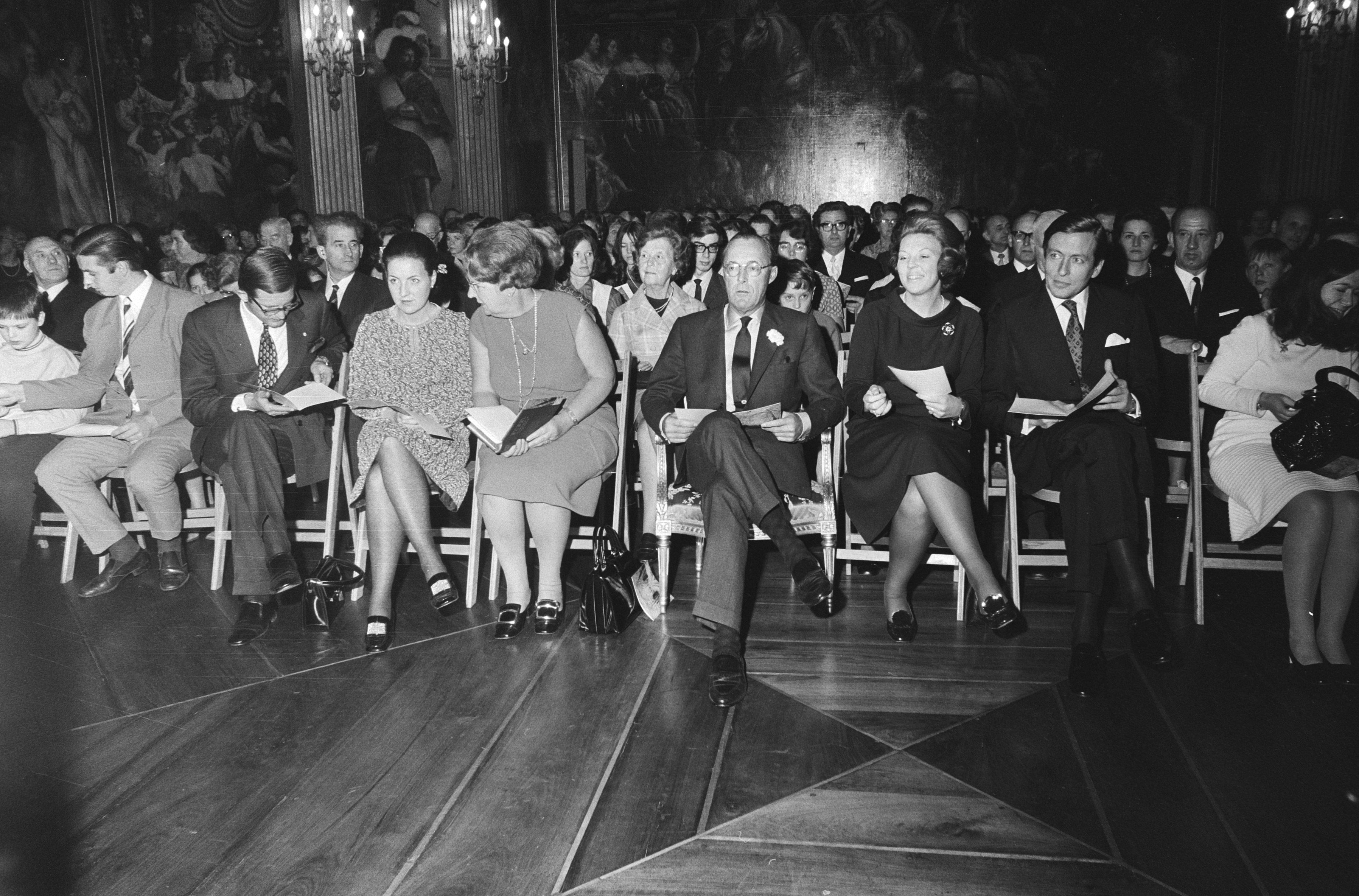
Koninklijk Huis houdt jaarlijks kerstfeest voor personeel op Huis ten Bosch, 23 december 1970 (Nationaal Archief)
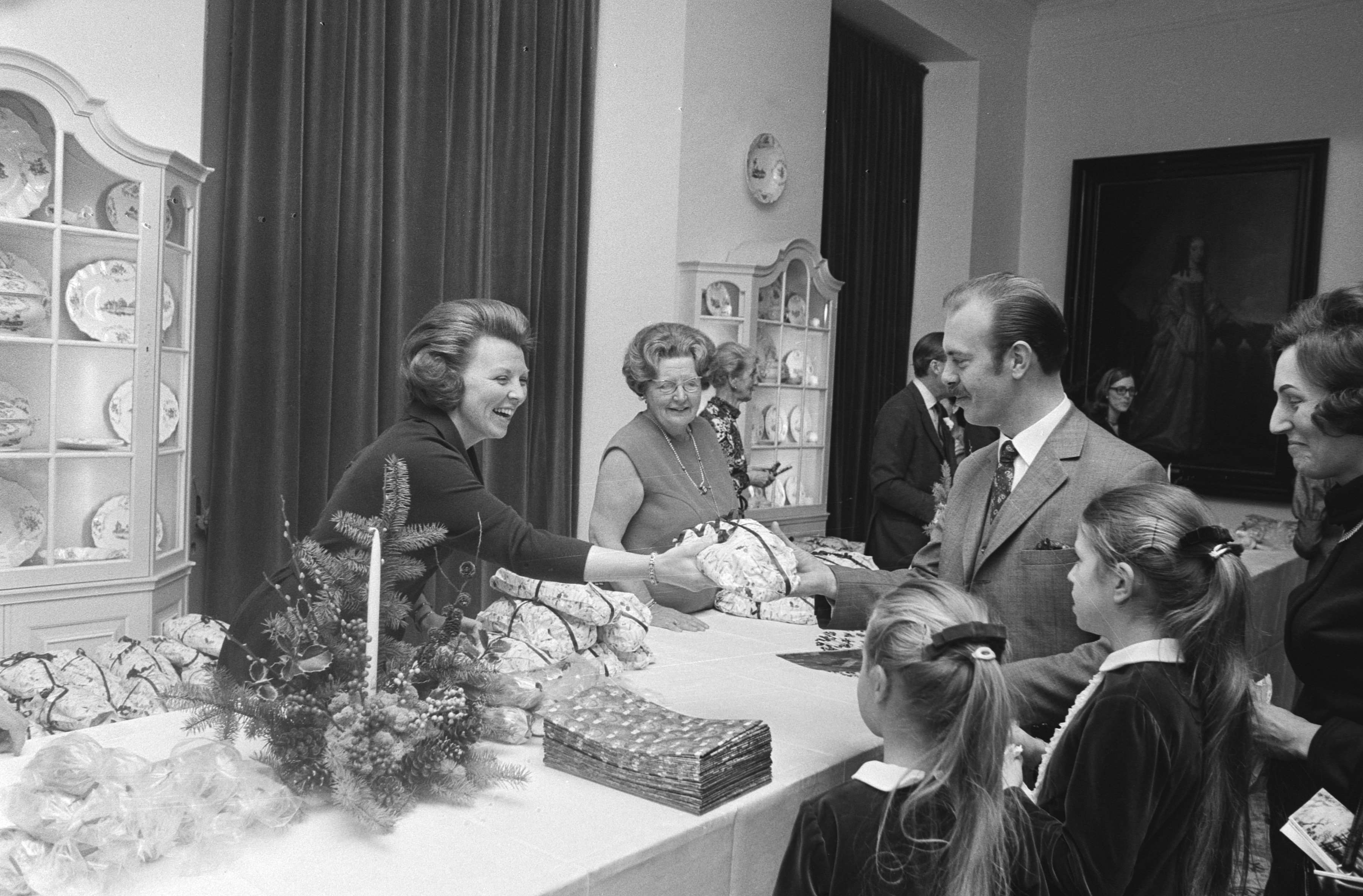
Koninklijk Huis houdt jaarlijks kerstfeest voor personeel op Huis ten Bosch, 23 december 1970 (Nationaal Archief)
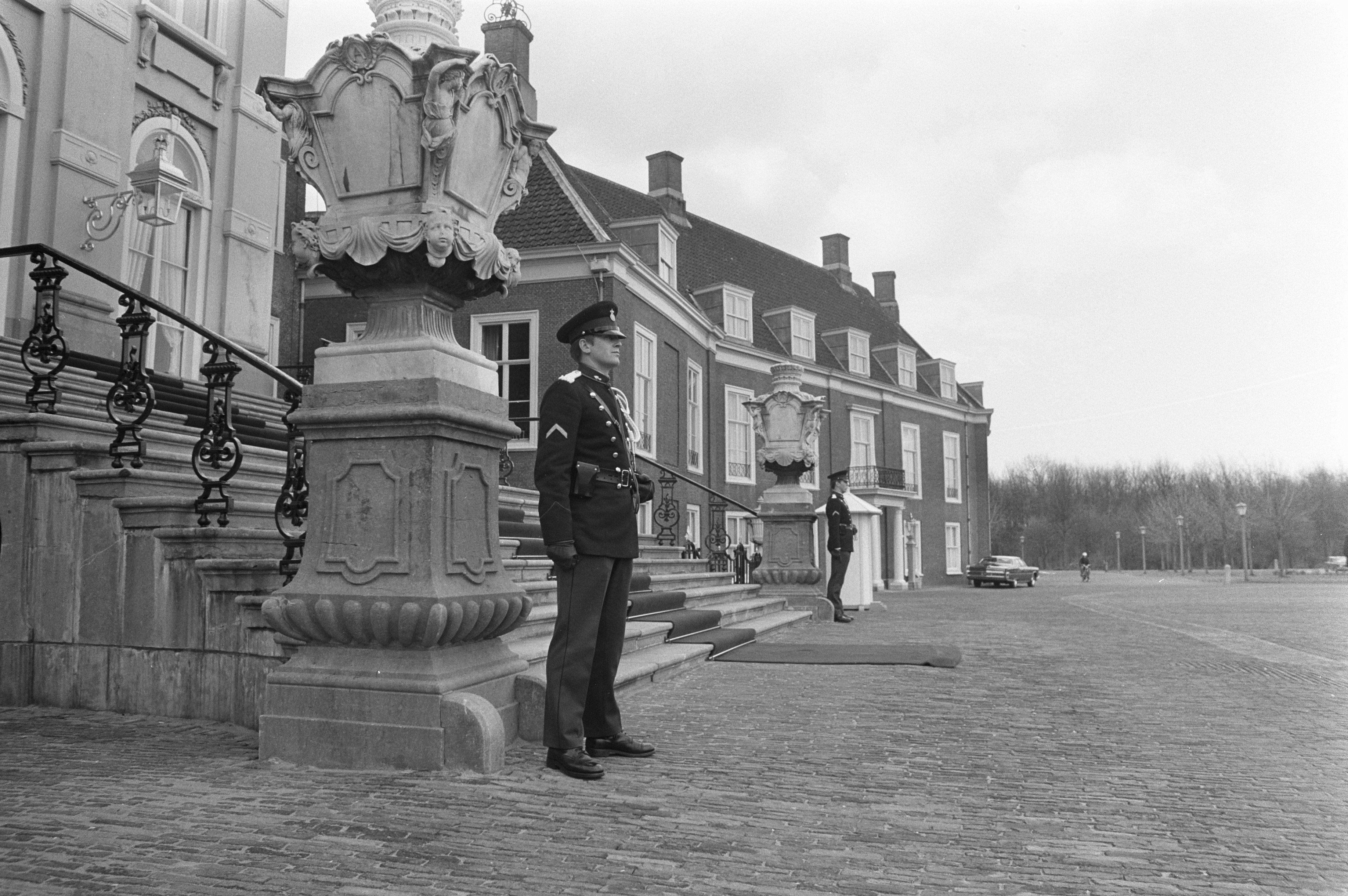
Exterieur van Paleis Huis ten Bosch, 9 april 1973 (Nationaal Archief)
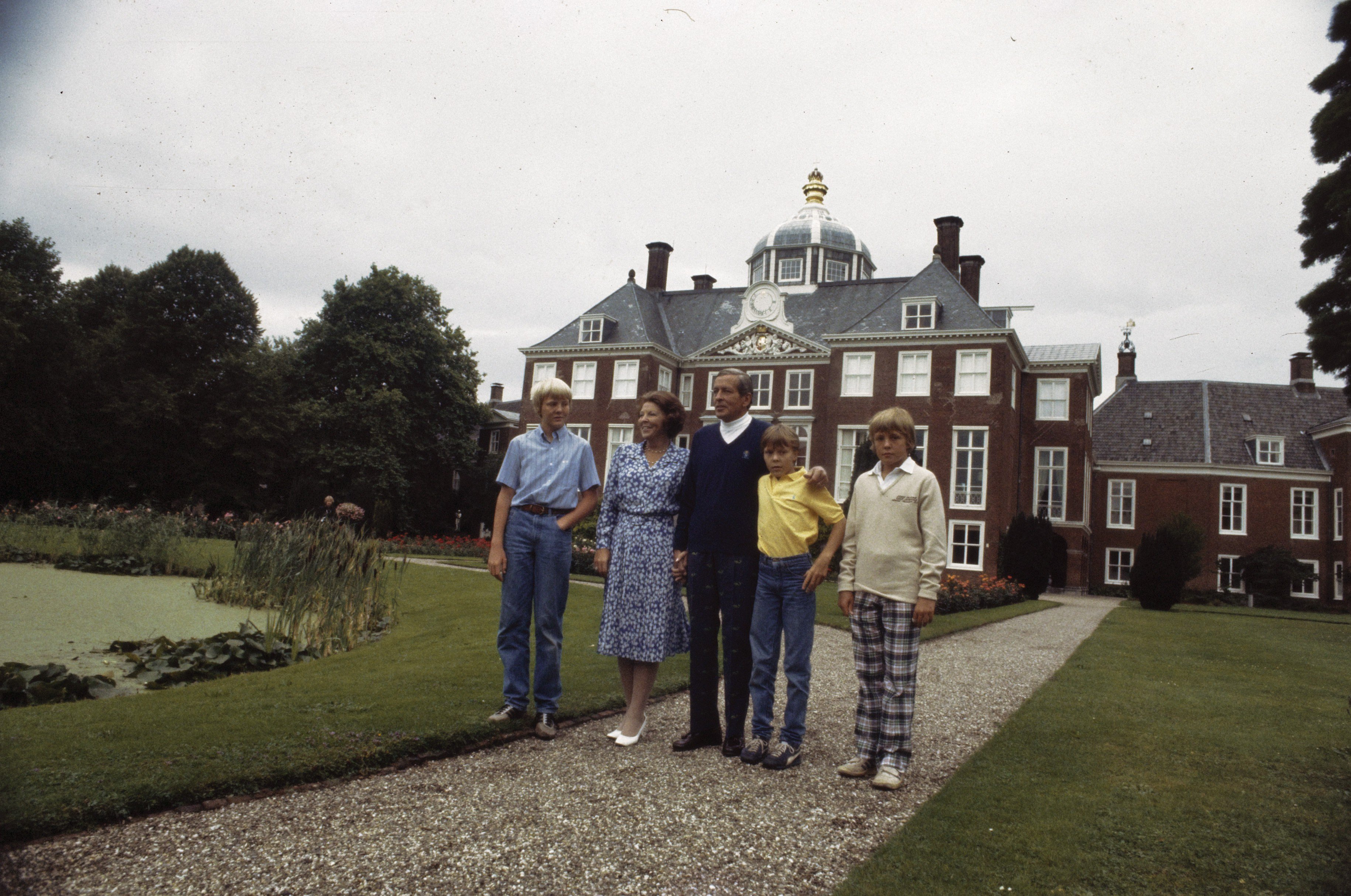
Fotosessie koninklijke familie op Huis ten Bosch, 17 augustus 1982 (Nationaal Archief)
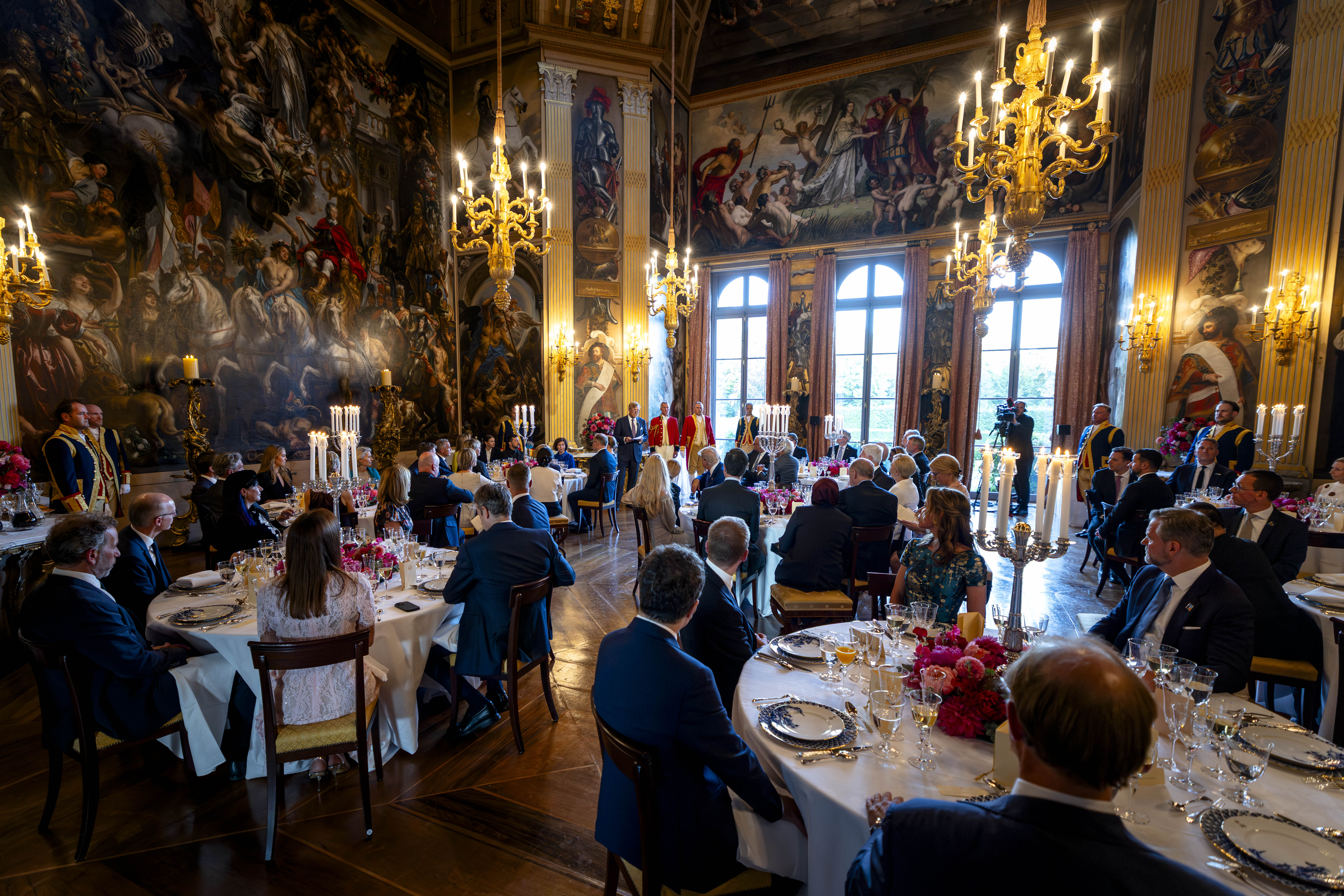
Diner in de Oranjezaal tijdens de NAVO-top in 2025
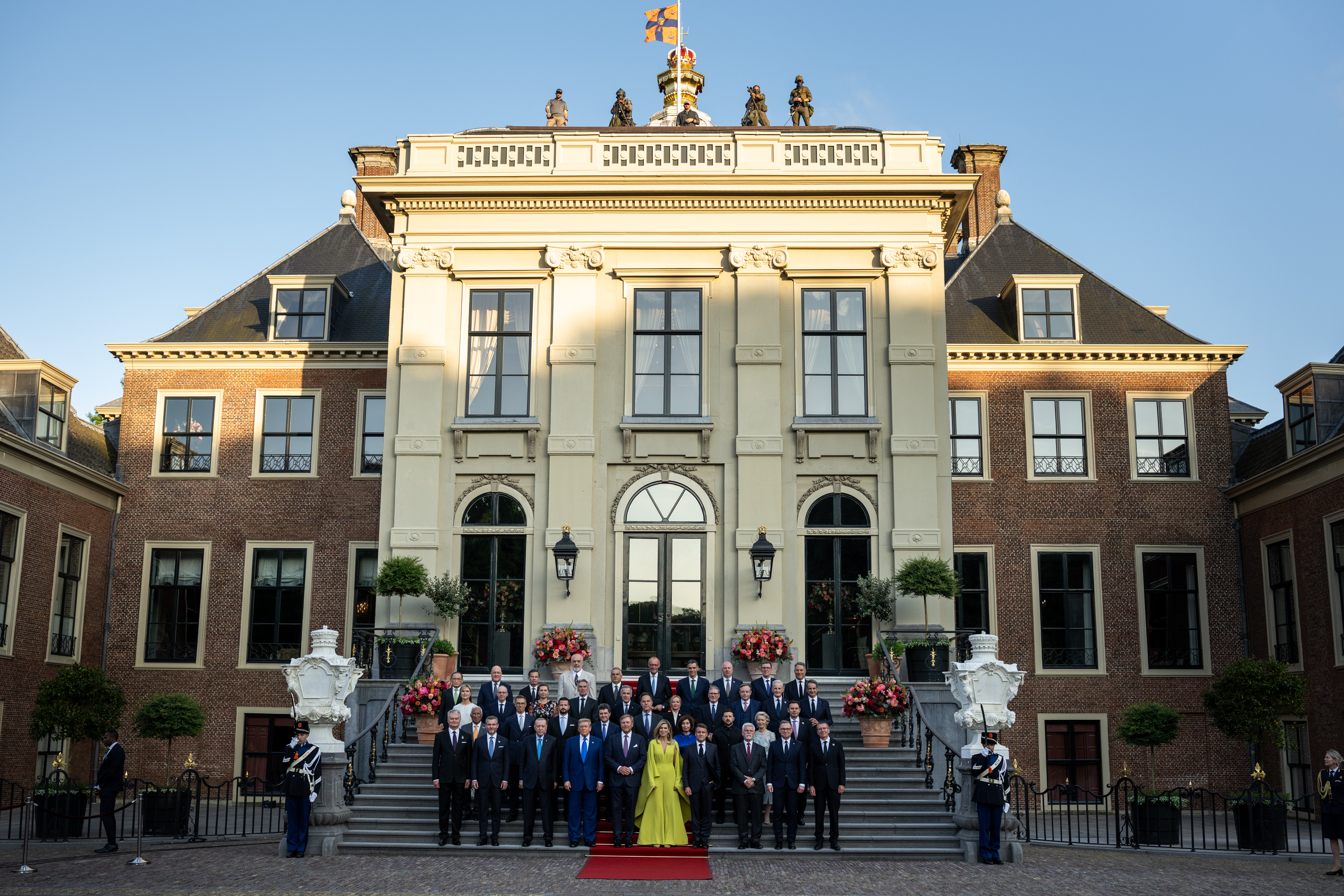
Tijdens de NAVO-top in 2025 werd op het bordes een groepsfoto gemaakt, op het dak gewapende militairen